# Epic Rap Battles of History
Epic Rap Battles of History (Épicas Batallas de Rap de la Historia) es una serie de YouTube creada por Peter Shukoff (Nice Peter) y Lloyd Ahlquist (Epic Lloyd) cuya primera transmisión fue en septiembre del 2010 y sigue siendo transmitida hasta la actualidad, contando con más de 14 millones de suscriptores.
Epic Rap Battles of History muestra breves episodios en los que se exponen batallas de rap entre dos o más personajes históricos (ya sean musicales, culturales, actores reales, de ficción, etc.) que guardan alguna relación entre sí.
En cada batalla de rap, aparecen distintos personajes, entre los cuales, los únicos intérpretes recurrentes son Nice Peter y Epic Lloyd, pero en ocasiones también llegan a aparecer varios otros intérpretes, ya sean gente del mismo estudio o incluso celebridades como Snoop Dogg, Arnold Schwarzenegger o "Weird Al" Yankovic han llegado a hacer apariciones en la serie. También es común la participación de otros youtubers en las batallas de rap, como PewDiePie, Timothy DeLaGhetto, Smosh, entre otros.

## Historia
Epic Rap Battles of History originalmente nació de un "show improvisado". Durante el verano de 2010, en Los Ángeles, Nice Peter y Epic Lloyd comenzaron una "batalla de rap" improvisada, con 2 personajes sugeridos por el público (Michael J. Fox y Chucky). Tiempo más tarde, Nice Peter tuvo la idea de volver a hacer la batalla de rap, pero esta vez, a través de su canal de YouTube "Nice Peter", donde pidió al público que sugirieran más personajes para una nueva batalla de rap, y el 26 de septiembre del 2010, surgió la primera Epic Rap Battles of History: "John Lennon vs. Bill O'Reilly", grabada en Maker Studios en Culvert City, California y al ver la gran cantidad de visitas en el vídeo, y con las sugerencias de los seguidores, decidieron continuar haciendo más "batallas de rap".
A pesar de que el primer Epic Rap Battles of History fue un éxito, el segundo episodio ("Adolf Hitler vs. Darth Vader"), fue el que dobló y triplicó las visitas, convirtiéndolos en celebridades de YouTube.

## Temporadas
Cada episodio de Epic Rap Battles of History tiene una duración aproximada de 1:30 minutos a 5:31 minutos y se encuentra dividida en cinco temporadas.
- No. de episodios: 64
- Batalla más Corta: "John Lennon vs. Bill O'Reilly" con 1:36 minutos
- Batalla más Larga: "Jim Henson vs. Stan Lee" con 5:31 minutos
- Batalla más vista: "Barack Obama vs. Mitt Romney" que cuenta con más de 141 millones de visitas en YouTube (8 de diciembre de 2018)

### Primera temporada
La primera temporada inició el 26 de septiembre de 2010 y finalizó el 18 de noviembre de 2011.
- No. de episodios: 15
- Primera batalla: "John Lennon vs. Bill O'Reilly"
- Última batalla: "The Final Battle: Nice Peter vs. Epic Lloyd" (La Batalla final: Nice Peter vs. Epic Lloyd)
- Batalla más vista de la temporada: "Einstein vs. Stephen Hawking" con más de 119,873,340  visualizaciones en (8 de diciembre de 2018) YouTube.

### Segunda temporada
La Segunda Temporada inició el 8 de diciembre del 2011 y finalizó el 22 de abril de 2013.
- No. de episodios: 18
- Primera batalla: "Adolf Hitler vs. Darth Vader 2"
- Última batalla: "Rasputin vs. Stalin"
- Batalla más vista de la temporada: "Barack Obama vs. Mitt Romney" con más de 141,547,927 visualizaciones en YouTube (8 de diciembre de 2018)

La segunda temporada de Epic Rap Battles of History se anunció con un breve vídeo , donde aparecía Adolf Hitler en la prisión de carbonita, diciéndonos cuál iba a ser la primera ERB de la segunda temporada.

### Tercera temporada
La tercera temporada inició el 7 de octubre de 2013 y finalizó el 14 de julio de 2014.
- No. de episodios: 12
- Primera batalla: "Adolf Hitler vs. Darth Vader 3"
- Última batalla: "Artistas vs. Tortugas Ninja"
- Batalla más vista de la temporada: "Artistas vs Tortugas Ninja" con más de 77,762,066 visualizaciones en YouTube (8 de diciembre de 2018)

La tercera temporada de Epic Rap Battles of History se anunció con un breve vídeo , donde aparecía Adolf Hitler en un lugar rodeado de piedra con una puerta metálica (Star Wars), diciéndonos cual iba a ser el primer ERB de la temporada.

### Cuarta temporada
La cuarta temporada inició el 10 de noviembre de 2014 y finalizó el 3 de agosto de 2015.
- No. de episodios: 12
- Primera batalla: "Ghostbusters vs. Mythbusters"
- Última batalla: "Jim Henson vs. Stan Lee
- Batalla más vista de la temporada: "Steven Spielberg vs. Alfred Hitchcock" con más de  55,169,578 visualizaciones en YouTube (8 de diciembre de 2018)

La cuarta temporada se presentó con un breve video de Hitler en forma fantasmal solo para ser capturado dentro de una trampa por los Cazadores de Mitos, anticipando que esta vez Hitler no estaría en la premier de una temporada por primera vez.

### Quinta temporada
La quinta temporada inició el 2 de mayo de 2016 y finalizó el 9 de enero de 2017.
- No. de episodios: 12
- Primera batalla: "J. R. R. Tolkien vs. George R. R. Martin"
- Última batalla: "Nice Peter vs. EpicLLOYD 2"
- Batalla más vista de la temporada: "Donald Trump vs. Hillary Clinton" con más de  73,661,722 visualizaciones en YouTube

(4 de agosto de 2019)

### Sexta temporada
La sexta temporada comenzó el 20 de abril de 2019 y finalizó el 5 de diciembre de 2020. Anteriormente Nice Peter confirmó que habría una sexta temporada pero no dio fecha alguna (esto mismo lo dijo el 6 de julio de 2018 en un concierto en vivo). El 30 de noviembre de 2018, subieron un vídeo a su canal principal, dando la noticia del regreso, en dicho vídeo se dijo que el 7 de diciembre del mismo año habría un Bonus rap.
Los personajes confirmados para esta temporada que aún no aparecieron son; Charles Chaplin y John F. Kennedy.
- 6 x 00 ( bonus rap, estrenado el 7 de diciembre). Elon Musk vs Mark Zuckerberg.

- 6 x 01. -Wolverine vs Freddy Krueger. - 20 de abril de 2019.

- 6 x 02. -Che Guevara vs Guy Fawkes. - 4 de mayo de 2019.

- 6 x 03. -Ronald McDonald vs The Burger King. - 8 de junio de 2019.

- 6 x 04. -George Carlin vs Richard Pryor. - 13 de julio de 2019.

- 6 x 05. -Jacques Cousteau vs Steve Irwin. - 18 de agosto de 2019.

- 6 x 06. -Madre Teresa vs Sigmund Freud. - 22 de septiembre de 2019.

- 6 x 07. -Vlad El Empalador vs Drácula. - 25 de octubre de 2019.

- 6 x 08. -Joker vs Pennywise. - 23 de noviembre de 2019.

- 6 x 09. -Thanos vs Robert Oppenheimer - 19 de diciembre de 2019.

- 6 x 10. - Donald Trump vs Joe Biden - 24 de octubre de 2020

- 6 x 11. - Harry Potter vs Luke Skywalker (Batalla Lego)- 5 de diciembre de 2020

### Séptima temporada
7x00. Ricardo Corazón de León vs Ragnar Lodbrok- 14 de junio de 2021
7x01. Jeff Bezos vs Mansa Musa - 27 de noviembre de 2021
7x02. John Wick vs John Rambo vs John McClane - 18 de diciembre de 2021
7x03. Indiana Jones vs Lara Croft - 25 de octubre de 2022 
7x04. Karl Marx vs Henry Ford- Diciembre 2023
7x05. Godzilla vs King Kong Febrero 2024
7x06. Donald Trump vs Kamala Harris Octubre 2024
7x07. Napoleón vs. Carlomagno (Febrero 2025)

## Premios y nominaciones
A pesar de que Epic Rap Battles of History comenzó como un pequeño canal de Youtube en el 2010, este canal ha estado progresando y ganándose el gusto de la gente, tanto de esta manera que actualmente es nominado a entregas de premios e incluso ya tiene premios otorgados a nivel nacional. Fue nominado a los Youtube Awards 2013.

### Streamy Awards
Epic Rap Battles of History participó en la tercera entrega de los Streamy Awards, que se llevó a cabo el domingo 17 de febrero de 2013. En la tercera entrega, Epic Rap Battles of History obtuvo 5 nominaciones de las cuales ganó 4 premios. En cuanto a la cuarta entrega que se llevó a cabo en 2014 ganó 3 de 5 nominaciones.
| Año  | Categoría original           | Categoría español          | Nominados                                                                       | Trabajo                                                 | Resultados | Ref   |
| ---- | ---------------------------- | -------------------------- | ------------------------------------------------------------------------------- | ------------------------------------------------------- | ---------- | ----- |
| 2013 | Best Online Musician         | Mejor músico Online        | Peter Shukoff                                                                   | Epic Rap Battles of History                             | Ganador    | [ 6 ] |
| 2013 | Best Original Song           | Mejor canción original     | Peter Shukoff y Lloyd Ahlquist                                                  | Epic Rap Battles of History "Steve Jobs vs. Bill Gates" | Ganador    | [ 6 ] |
| 2013 | Best Music Series            | Mejor serie de música      | Epic Rap Battles of History                                                     | Epic Rap Battles of History                             | Ganador    | [ 6 ] |
| 2013 | Best Use of Fashion & Desing | Mejor uso de moda y diseño | Mary Gutfleisch                                                                 | Epic Rap Battles of History                             | Ganador    | [ 6 ] |
| 2013 | Best Writting: Comedia       | Mejor guion de comedia     | Peter Shukoff y Lloyd Ahlquist                                                  | Epic Rap Battles of History                             | Nominado   | [ 6 ] |
| 2014 | Best Writing                 | Mejor guion                | Peter Shukoff, Lloyd Ahlquist, Zach Sherwin, Dante Cimadamore, Mike Betette     | Epic Rap Battles of History                             | Ganador    |       |
| 2014 | Music Video                  | Vídeo musical              | Peter Shukoff                                                                   | Epic Rap Battles of History "Goku vs. Superman"         | Ganador    |       |
| 2014 | Costume Design               | Diseño de vestuario        | Sulai Lopez                                                                     | Epic Rap Battles of History                             | Ganador    |       |
| 2014 | Editing                      | Edición                    | Andrew Sherman, Ryan Moulton, Daniel Turcan, Peter Shukoff, Javi Sánchez-Blanco | Epic Rap Battles of History                             | Nominado   |       |
| 2014 | Collaboration                | Colaboración               | Peter Shukoff, Lloyd Ahlquist, Snoop Dogg                                       | Epic Rap Battles of History "Moisés vs. Santa Claus)    | Nominado   |       |

## Episodios

### Primera temporada 2010-2011
| N.º | Título | Personajes | Personajes | Personajes extra | Duración | Fecha de estreno | Enlaces |
| N.º | Título | Personajes | Actores | Personajes extra | Duración | Fecha de estreno | Enlaces |
| 1 | John Lennon vs. Bill O'Reilly | John Lennon | Nice Peter | - | 1:37 | 26 de septiembre de 2010 | |
| 1 | John Lennon vs. Bill O'Reilly | Bill O'Reilly | Epic Lloyd | - | 1:37 | 26 de septiembre de 2010 | |
| El famoso cantante de los Beatles: John Lennon se enfrenta al reportero de Fox News: Bill O'Reilly. Este es el primer episodio de Epic Rap Battles of History de la primera temporada, este episodio es el más corto de todos, además de que es el único que no tiene detrás de escenas. | El famoso cantante de los Beatles: John Lennon se enfrenta al reportero de Fox News: Bill O'Reilly. Este es el primer episodio de Epic Rap Battles of History de la primera temporada, este episodio es el más corto de todos, además de que es el único que no tiene detrás de escenas. | El famoso cantante de los Beatles: John Lennon se enfrenta al reportero de Fox News: Bill O'Reilly. Este es el primer episodio de Epic Rap Battles of History de la primera temporada, este episodio es el más corto de todos, además de que es el único que no tiene detrás de escenas. | El famoso cantante de los Beatles: John Lennon se enfrenta al reportero de Fox News: Bill O'Reilly. Este es el primer episodio de Epic Rap Battles of History de la primera temporada, este episodio es el más corto de todos, además de que es el único que no tiene detrás de escenas. | El famoso cantante de los Beatles: John Lennon se enfrenta al reportero de Fox News: Bill O'Reilly. Este es el primer episodio de Epic Rap Battles of History de la primera temporada, este episodio es el más corto de todos, además de que es el único que no tiene detrás de escenas. | El famoso cantante de los Beatles: John Lennon se enfrenta al reportero de Fox News: Bill O'Reilly. Este es el primer episodio de Epic Rap Battles of History de la primera temporada, este episodio es el más corto de todos, además de que es el único que no tiene detrás de escenas. | El famoso cantante de los Beatles: John Lennon se enfrenta al reportero de Fox News: Bill O'Reilly. Este es el primer episodio de Epic Rap Battles of History de la primera temporada, este episodio es el más corto de todos, además de que es el único que no tiene detrás de escenas. | El famoso cantante de los Beatles: John Lennon se enfrenta al reportero de Fox News: Bill O'Reilly. Este es el primer episodio de Epic Rap Battles of History de la primera temporada, este episodio es el más corto de todos, además de que es el único que no tiene detrás de escenas. |
| 2 | Adolf Hitler vs. Darth Vader | Adolf Hitler | Epic Lloyd | - | 1:40 | 10 de octubre de 2010 | |
| 2 | Adolf Hitler vs. Darth Vader | Darth Vader | Nice Peter | - | 1:40 | 10 de octubre de 2010 | |
| El señor oscuro de la serie fílmica Star Wars: Darth Vader se enfrenta al dictador nazi del 3.er Reich Alemán: Adolf Hitler, por ver quien de los dos es más malvado. El episodio sigue el formato tradicional, exceptuando el final, en el que Darth Vader congela a Hitler en una prisión de Carbonita. Lo que dará paso al Primer episodio de la 2.ª temporada. | El señor oscuro de la serie fílmica Star Wars: Darth Vader se enfrenta al dictador nazi del 3.er Reich Alemán: Adolf Hitler, por ver quien de los dos es más malvado. El episodio sigue el formato tradicional, exceptuando el final, en el que Darth Vader congela a Hitler en una prisión de Carbonita. Lo que dará paso al Primer episodio de la 2.ª temporada. | El señor oscuro de la serie fílmica Star Wars: Darth Vader se enfrenta al dictador nazi del 3.er Reich Alemán: Adolf Hitler, por ver quien de los dos es más malvado. El episodio sigue el formato tradicional, exceptuando el final, en el que Darth Vader congela a Hitler en una prisión de Carbonita. Lo que dará paso al Primer episodio de la 2.ª temporada. | El señor oscuro de la serie fílmica Star Wars: Darth Vader se enfrenta al dictador nazi del 3.er Reich Alemán: Adolf Hitler, por ver quien de los dos es más malvado. El episodio sigue el formato tradicional, exceptuando el final, en el que Darth Vader congela a Hitler en una prisión de Carbonita. Lo que dará paso al Primer episodio de la 2.ª temporada. | El señor oscuro de la serie fílmica Star Wars: Darth Vader se enfrenta al dictador nazi del 3.er Reich Alemán: Adolf Hitler, por ver quien de los dos es más malvado. El episodio sigue el formato tradicional, exceptuando el final, en el que Darth Vader congela a Hitler en una prisión de Carbonita. Lo que dará paso al Primer episodio de la 2.ª temporada. | El señor oscuro de la serie fílmica Star Wars: Darth Vader se enfrenta al dictador nazi del 3.er Reich Alemán: Adolf Hitler, por ver quien de los dos es más malvado. El episodio sigue el formato tradicional, exceptuando el final, en el que Darth Vader congela a Hitler en una prisión de Carbonita. Lo que dará paso al Primer episodio de la 2.ª temporada. | El señor oscuro de la serie fílmica Star Wars: Darth Vader se enfrenta al dictador nazi del 3.er Reich Alemán: Adolf Hitler, por ver quien de los dos es más malvado. El episodio sigue el formato tradicional, exceptuando el final, en el que Darth Vader congela a Hitler en una prisión de Carbonita. Lo que dará paso al Primer episodio de la 2.ª temporada. | El señor oscuro de la serie fílmica Star Wars: Darth Vader se enfrenta al dictador nazi del 3.er Reich Alemán: Adolf Hitler, por ver quien de los dos es más malvado. El episodio sigue el formato tradicional, exceptuando el final, en el que Darth Vader congela a Hitler en una prisión de Carbonita. Lo que dará paso al Primer episodio de la 2.ª temporada. |
| 3 | Abe Lincoln vs. Chuck Norris | Abe Lincoln | Nice Peter | - | 2:07 | 8 de diciembre de 2010 | |
| 3 | Abe Lincoln vs. Chuck Norris | Chuck Norris | Epic Lloyd | - | 2:07 | 8 de diciembre de 2010 | |
| El Decimosexto Presidente de los Estados Unidos de América: Abe Lincoln se enfrenta al actor y experto en artes marciales: Chuck Norris, este es el 3.er Epic Rap Battle of History. | El Decimosexto Presidente de los Estados Unidos de América: Abe Lincoln se enfrenta al actor y experto en artes marciales: Chuck Norris, este es el 3.er Epic Rap Battle of History. | El Decimosexto Presidente de los Estados Unidos de América: Abe Lincoln se enfrenta al actor y experto en artes marciales: Chuck Norris, este es el 3.er Epic Rap Battle of History. | El Decimosexto Presidente de los Estados Unidos de América: Abe Lincoln se enfrenta al actor y experto en artes marciales: Chuck Norris, este es el 3.er Epic Rap Battle of History. | El Decimosexto Presidente de los Estados Unidos de América: Abe Lincoln se enfrenta al actor y experto en artes marciales: Chuck Norris, este es el 3.er Epic Rap Battle of History. | El Decimosexto Presidente de los Estados Unidos de América: Abe Lincoln se enfrenta al actor y experto en artes marciales: Chuck Norris, este es el 3.er Epic Rap Battle of History. | El Decimosexto Presidente de los Estados Unidos de América: Abe Lincoln se enfrenta al actor y experto en artes marciales: Chuck Norris, este es el 3.er Epic Rap Battle of History. | El Decimosexto Presidente de los Estados Unidos de América: Abe Lincoln se enfrenta al actor y experto en artes marciales: Chuck Norris, este es el 3.er Epic Rap Battle of History. |
| 4 | Sarah Palin vs. Lady Gaga | Sarah Palin | Lisa Nova | John McCain - Epic Lloyd | 2:25 | 11 de enero de 2011 | |
| 4 | Sarah Palin vs. Lady Gaga | Lady Gaga | Nice Peter | John McCain - Epic Lloyd | 2:25 | 11 de enero de 2011 | |
| La organizada política republicana, autora de Going Rogue y 9.ª gobernadora de Alaska: Sarah Palin se enfrenta a Lady Gaga en la primera Epic Rap Battles of History de mujeres, además de ser el primer episodio en el que aparece un personaje (John McCain - Epic Lloyd) extra. | La organizada política republicana, autora de Going Rogue y 9.ª gobernadora de Alaska: Sarah Palin se enfrenta a Lady Gaga en la primera Epic Rap Battles of History de mujeres, además de ser el primer episodio en el que aparece un personaje (John McCain - Epic Lloyd) extra. | La organizada política republicana, autora de Going Rogue y 9.ª gobernadora de Alaska: Sarah Palin se enfrenta a Lady Gaga en la primera Epic Rap Battles of History de mujeres, además de ser el primer episodio en el que aparece un personaje (John McCain - Epic Lloyd) extra. | La organizada política republicana, autora de Going Rogue y 9.ª gobernadora de Alaska: Sarah Palin se enfrenta a Lady Gaga en la primera Epic Rap Battles of History de mujeres, además de ser el primer episodio en el que aparece un personaje (John McCain - Epic Lloyd) extra. | La organizada política republicana, autora de Going Rogue y 9.ª gobernadora de Alaska: Sarah Palin se enfrenta a Lady Gaga en la primera Epic Rap Battles of History de mujeres, además de ser el primer episodio en el que aparece un personaje (John McCain - Epic Lloyd) extra. | La organizada política republicana, autora de Going Rogue y 9.ª gobernadora de Alaska: Sarah Palin se enfrenta a Lady Gaga en la primera Epic Rap Battles of History de mujeres, además de ser el primer episodio en el que aparece un personaje (John McCain - Epic Lloyd) extra. | La organizada política republicana, autora de Going Rogue y 9.ª gobernadora de Alaska: Sarah Palin se enfrenta a Lady Gaga en la primera Epic Rap Battles of History de mujeres, además de ser el primer episodio en el que aparece un personaje (John McCain - Epic Lloyd) extra. | La organizada política republicana, autora de Going Rogue y 9.ª gobernadora de Alaska: Sarah Palin se enfrenta a Lady Gaga en la primera Epic Rap Battles of History de mujeres, además de ser el primer episodio en el que aparece un personaje (John McCain - Epic Lloyd) extra. |
| 5 | Hulk Hogan vs. Kim Jong-il | Hulk Hogan | Nice Peter | "Macho Man" Randy Savage - Epic Lloyd | 2:38 | 2 de febrero de 2011 | |
| 5 | Hulk Hogan vs. Kim Jong-il | Kim Jong-il | Tim Delaghetto | "Macho Man" Randy Savage - Epic Lloyd | 2:38 | 2 de febrero de 2011 | |
| El gran líder norcoreano: Kim Jong-il se enfrenta al wrestler estadounidense de la WWE: Hulk Hogan. Este es el primer Epic Rap Battles of History en el que un personaje extra ("Macho Man" Randy Savage) participa activa y directamente en una batalla. | El gran líder norcoreano: Kim Jong-il se enfrenta al wrestler estadounidense de la WWE: Hulk Hogan. Este es el primer Epic Rap Battles of History en el que un personaje extra ("Macho Man" Randy Savage) participa activa y directamente en una batalla. | El gran líder norcoreano: Kim Jong-il se enfrenta al wrestler estadounidense de la WWE: Hulk Hogan. Este es el primer Epic Rap Battles of History en el que un personaje extra ("Macho Man" Randy Savage) participa activa y directamente en una batalla. | El gran líder norcoreano: Kim Jong-il se enfrenta al wrestler estadounidense de la WWE: Hulk Hogan. Este es el primer Epic Rap Battles of History en el que un personaje extra ("Macho Man" Randy Savage) participa activa y directamente en una batalla. | El gran líder norcoreano: Kim Jong-il se enfrenta al wrestler estadounidense de la WWE: Hulk Hogan. Este es el primer Epic Rap Battles of History en el que un personaje extra ("Macho Man" Randy Savage) participa activa y directamente en una batalla. | El gran líder norcoreano: Kim Jong-il se enfrenta al wrestler estadounidense de la WWE: Hulk Hogan. Este es el primer Epic Rap Battles of History en el que un personaje extra ("Macho Man" Randy Savage) participa activa y directamente en una batalla. | El gran líder norcoreano: Kim Jong-il se enfrenta al wrestler estadounidense de la WWE: Hulk Hogan. Este es el primer Epic Rap Battles of History en el que un personaje extra ("Macho Man" Randy Savage) participa activa y directamente en una batalla. | El gran líder norcoreano: Kim Jong-il se enfrenta al wrestler estadounidense de la WWE: Hulk Hogan. Este es el primer Epic Rap Battles of History en el que un personaje extra ("Macho Man" Randy Savage) participa activa y directamente en una batalla. |
| 6 | Justin Bieber vs. Ludwig van Beethoven | Justin Bieber | Alex Farnham | Bach - Epic Lloyd | 2:28 | 2 de marzo de 2011 | |
| 6 | Justin Bieber vs. Ludwig van Beethoven | Ludwig van Beethoven | Nice Peter | Bach - Epic Lloyd | 2:28 | 2 de marzo de 2011 | |
| El famoso ídolo juvenil y cantante de Pop: Justin Bieber se enfrenta al músico alemán más famoso de todos los tiempos: Ludwig Van Beethoven para determinar quien es el mejor músico. | El famoso ídolo juvenil y cantante de Pop: Justin Bieber se enfrenta al músico alemán más famoso de todos los tiempos: Ludwig Van Beethoven para determinar quien es el mejor músico. | El famoso ídolo juvenil y cantante de Pop: Justin Bieber se enfrenta al músico alemán más famoso de todos los tiempos: Ludwig Van Beethoven para determinar quien es el mejor músico. | El famoso ídolo juvenil y cantante de Pop: Justin Bieber se enfrenta al músico alemán más famoso de todos los tiempos: Ludwig Van Beethoven para determinar quien es el mejor músico. | El famoso ídolo juvenil y cantante de Pop: Justin Bieber se enfrenta al músico alemán más famoso de todos los tiempos: Ludwig Van Beethoven para determinar quien es el mejor músico. | El famoso ídolo juvenil y cantante de Pop: Justin Bieber se enfrenta al músico alemán más famoso de todos los tiempos: Ludwig Van Beethoven para determinar quien es el mejor músico. | El famoso ídolo juvenil y cantante de Pop: Justin Bieber se enfrenta al músico alemán más famoso de todos los tiempos: Ludwig Van Beethoven para determinar quien es el mejor músico. | El famoso ídolo juvenil y cantante de Pop: Justin Bieber se enfrenta al músico alemán más famoso de todos los tiempos: Ludwig Van Beethoven para determinar quien es el mejor músico. |
| 7 | Albert Einstein vs. Stephen Hawking | Albert Einstein | MC Mr Napkins | Carl Sagan - Epic Lloyd | 2:35 | 3 de marzo de 2011 | |
| 7 | Albert Einstein vs. Stephen Hawking | Stephen Hawking | Nice Peter | Carl Sagan - Epic Lloyd | 2:35 | 3 de marzo de 2011 | |
| El científico y físico Albert Einstein se enfrenta al también físico relativista, padre de la teoría de agujeros negros: Stephen Hawking en un Epic Rap Battles of History para pelear por el título de mejor científico físico de todos los tiempos. | El científico y físico Albert Einstein se enfrenta al también físico relativista, padre de la teoría de agujeros negros: Stephen Hawking en un Epic Rap Battles of History para pelear por el título de mejor científico físico de todos los tiempos. | El científico y físico Albert Einstein se enfrenta al también físico relativista, padre de la teoría de agujeros negros: Stephen Hawking en un Epic Rap Battles of History para pelear por el título de mejor científico físico de todos los tiempos. | El científico y físico Albert Einstein se enfrenta al también físico relativista, padre de la teoría de agujeros negros: Stephen Hawking en un Epic Rap Battles of History para pelear por el título de mejor científico físico de todos los tiempos. | El científico y físico Albert Einstein se enfrenta al también físico relativista, padre de la teoría de agujeros negros: Stephen Hawking en un Epic Rap Battles of History para pelear por el título de mejor científico físico de todos los tiempos. | El científico y físico Albert Einstein se enfrenta al también físico relativista, padre de la teoría de agujeros negros: Stephen Hawking en un Epic Rap Battles of History para pelear por el título de mejor científico físico de todos los tiempos. | El científico y físico Albert Einstein se enfrenta al también físico relativista, padre de la teoría de agujeros negros: Stephen Hawking en un Epic Rap Battles of History para pelear por el título de mejor científico físico de todos los tiempos. | El científico y físico Albert Einstein se enfrenta al también físico relativista, padre de la teoría de agujeros negros: Stephen Hawking en un Epic Rap Battles of History para pelear por el título de mejor científico físico de todos los tiempos. |
| 8 | Genghis Khan vs. Easter Bunny | Genghis Khan | Epic Lloyd | Jesucristo - Aron Zaragoza Jesús Quintana - Dante Cimadamore Jesús - Kurt | 1:57 | 2 de abril de 2011 | |
| 8 | Genghis Khan vs. Easter Bunny | Conejo de Pascua | Nice Peter | Jesucristo - Aron Zaragoza Jesús Quintana - Dante Cimadamore Jesús - Kurt | 1:57 | 2 de abril de 2011 | |
| El conquistador Mongol: Genghis Khan se enfrenta con el personaje de celebración de las pascuas: Conejo de Pascua. Es el primer Epic Rap Battles of History en el que sale más de un personaje extra (Jesus Crist - Aron Zaragoza / Jesus Quintana - Dante Cimadamore / Jesus - Kurt), a pesar de que ninguno participa directamente en la batalla. | El conquistador Mongol: Genghis Khan se enfrenta con el personaje de celebración de las pascuas: Conejo de Pascua. Es el primer Epic Rap Battles of History en el que sale más de un personaje extra (Jesus Crist - Aron Zaragoza / Jesus Quintana - Dante Cimadamore / Jesus - Kurt), a pesar de que ninguno participa directamente en la batalla. | El conquistador Mongol: Genghis Khan se enfrenta con el personaje de celebración de las pascuas: Conejo de Pascua. Es el primer Epic Rap Battles of History en el que sale más de un personaje extra (Jesus Crist - Aron Zaragoza / Jesus Quintana - Dante Cimadamore / Jesus - Kurt), a pesar de que ninguno participa directamente en la batalla. | El conquistador Mongol: Genghis Khan se enfrenta con el personaje de celebración de las pascuas: Conejo de Pascua. Es el primer Epic Rap Battles of History en el que sale más de un personaje extra (Jesus Crist - Aron Zaragoza / Jesus Quintana - Dante Cimadamore / Jesus - Kurt), a pesar de que ninguno participa directamente en la batalla. | El conquistador Mongol: Genghis Khan se enfrenta con el personaje de celebración de las pascuas: Conejo de Pascua. Es el primer Epic Rap Battles of History en el que sale más de un personaje extra (Jesus Crist - Aron Zaragoza / Jesus Quintana - Dante Cimadamore / Jesus - Kurt), a pesar de que ninguno participa directamente en la batalla. | El conquistador Mongol: Genghis Khan se enfrenta con el personaje de celebración de las pascuas: Conejo de Pascua. Es el primer Epic Rap Battles of History en el que sale más de un personaje extra (Jesus Crist - Aron Zaragoza / Jesus Quintana - Dante Cimadamore / Jesus - Kurt), a pesar de que ninguno participa directamente en la batalla. | El conquistador Mongol: Genghis Khan se enfrenta con el personaje de celebración de las pascuas: Conejo de Pascua. Es el primer Epic Rap Battles of History en el que sale más de un personaje extra (Jesus Crist - Aron Zaragoza / Jesus Quintana - Dante Cimadamore / Jesus - Kurt), a pesar de que ninguno participa directamente en la batalla. | El conquistador Mongol: Genghis Khan se enfrenta con el personaje de celebración de las pascuas: Conejo de Pascua. Es el primer Epic Rap Battles of History en el que sale más de un personaje extra (Jesus Crist - Aron Zaragoza / Jesus Quintana - Dante Cimadamore / Jesus - Kurt), a pesar de que ninguno participa directamente en la batalla. |
| 9 | Napoleón Bonaparte vs. Napoleon Dynamite | Napoleón Bonaparte | Epic Lloyd | - | 2:19 | 18 de mayo de 2011 | |
| 9 | Napoleón Bonaparte vs. Napoleon Dynamite | Napoleon Dynamite | Nice Peter | - | 2:19 | 18 de mayo de 2011 | |
| El emperador y conquistador francés: Napoleón Bonaparte se encuentra cara a cara con el personaje de la película que lleva su propio nombre: Napoleon Dynamite para descubrir quien merece ser llamado "Napoleón". | El emperador y conquistador francés: Napoleón Bonaparte se encuentra cara a cara con el personaje de la película que lleva su propio nombre: Napoleon Dynamite para descubrir quien merece ser llamado "Napoleón". | El emperador y conquistador francés: Napoleón Bonaparte se encuentra cara a cara con el personaje de la película que lleva su propio nombre: Napoleon Dynamite para descubrir quien merece ser llamado "Napoleón". | El emperador y conquistador francés: Napoleón Bonaparte se encuentra cara a cara con el personaje de la película que lleva su propio nombre: Napoleon Dynamite para descubrir quien merece ser llamado "Napoleón". | El emperador y conquistador francés: Napoleón Bonaparte se encuentra cara a cara con el personaje de la película que lleva su propio nombre: Napoleon Dynamite para descubrir quien merece ser llamado "Napoleón". | El emperador y conquistador francés: Napoleón Bonaparte se encuentra cara a cara con el personaje de la película que lleva su propio nombre: Napoleon Dynamite para descubrir quien merece ser llamado "Napoleón". | El emperador y conquistador francés: Napoleón Bonaparte se encuentra cara a cara con el personaje de la película que lleva su propio nombre: Napoleon Dynamite para descubrir quien merece ser llamado "Napoleón". | El emperador y conquistador francés: Napoleón Bonaparte se encuentra cara a cara con el personaje de la película que lleva su propio nombre: Napoleon Dynamite para descubrir quien merece ser llamado "Napoleón". |
| 10 | Ben Franklin vs. Billy Mays | Ben Franklin | Epic Lloyd | Vince Offer - Nice Peter George Washington - Pat Mclntyre | 2:30 | 23 de junio de 2011 | |
| 10 | Ben Franklin vs. Billy Mays | Billy Mays | Colin J. Sweeney | Vince Offer - Nice Peter George Washington - Pat Mclntyre | 2:30 | 23 de junio de 2011 | |
| El inventor y uno de los padres americanos: Benjamin Franklin se encuentra con el talentoso vendedor: Billy Mays. Este es el primer Epic Rap Battles of History en el que un personaje muere en plena batalla (Billy Mays muere de un ataque al corazón, referencia a su muerte real) después, llega Vince Offer para enfrentarse a Ben y terminar la batalla por Mays. | El inventor y uno de los padres americanos: Benjamin Franklin se encuentra con el talentoso vendedor: Billy Mays. Este es el primer Epic Rap Battles of History en el que un personaje muere en plena batalla (Billy Mays muere de un ataque al corazón, referencia a su muerte real) después, llega Vince Offer para enfrentarse a Ben y terminar la batalla por Mays. | El inventor y uno de los padres americanos: Benjamin Franklin se encuentra con el talentoso vendedor: Billy Mays. Este es el primer Epic Rap Battles of History en el que un personaje muere en plena batalla (Billy Mays muere de un ataque al corazón, referencia a su muerte real) después, llega Vince Offer para enfrentarse a Ben y terminar la batalla por Mays. | El inventor y uno de los padres americanos: Benjamin Franklin se encuentra con el talentoso vendedor: Billy Mays. Este es el primer Epic Rap Battles of History en el que un personaje muere en plena batalla (Billy Mays muere de un ataque al corazón, referencia a su muerte real) después, llega Vince Offer para enfrentarse a Ben y terminar la batalla por Mays. | El inventor y uno de los padres americanos: Benjamin Franklin se encuentra con el talentoso vendedor: Billy Mays. Este es el primer Epic Rap Battles of History en el que un personaje muere en plena batalla (Billy Mays muere de un ataque al corazón, referencia a su muerte real) después, llega Vince Offer para enfrentarse a Ben y terminar la batalla por Mays. | El inventor y uno de los padres americanos: Benjamin Franklin se encuentra con el talentoso vendedor: Billy Mays. Este es el primer Epic Rap Battles of History en el que un personaje muere en plena batalla (Billy Mays muere de un ataque al corazón, referencia a su muerte real) después, llega Vince Offer para enfrentarse a Ben y terminar la batalla por Mays. | El inventor y uno de los padres americanos: Benjamin Franklin se encuentra con el talentoso vendedor: Billy Mays. Este es el primer Epic Rap Battles of History en el que un personaje muere en plena batalla (Billy Mays muere de un ataque al corazón, referencia a su muerte real) después, llega Vince Offer para enfrentarse a Ben y terminar la batalla por Mays. | El inventor y uno de los padres americanos: Benjamin Franklin se encuentra con el talentoso vendedor: Billy Mays. Este es el primer Epic Rap Battles of History en el que un personaje muere en plena batalla (Billy Mays muere de un ataque al corazón, referencia a su muerte real) después, llega Vince Offer para enfrentarse a Ben y terminar la batalla por Mays. |
| 11 | Gandalf vs. Dumbledore | Gandalf | Epic Lloyd | Gilderoy Lockhart - Pat Mclntyre | 2:10 | 14 de julio de 2011 | |
| 11 | Gandalf vs. Dumbledore | Dumbledore | Nice Peter | Gilderoy Lockhart - Pat Mclntyre | 2:10 | 14 de julio de 2011 | |
| Del Señor de los Anillos, llega: Gandalf, contra el mago de la saga de Harry Potter: Dumbledore, se enfrentan en una batalla para decirnos quien es el mejor mago. | Del Señor de los Anillos, llega: Gandalf, contra el mago de la saga de Harry Potter: Dumbledore, se enfrentan en una batalla para decirnos quien es el mejor mago. | Del Señor de los Anillos, llega: Gandalf, contra el mago de la saga de Harry Potter: Dumbledore, se enfrentan en una batalla para decirnos quien es el mejor mago. | Del Señor de los Anillos, llega: Gandalf, contra el mago de la saga de Harry Potter: Dumbledore, se enfrentan en una batalla para decirnos quien es el mejor mago. | Del Señor de los Anillos, llega: Gandalf, contra el mago de la saga de Harry Potter: Dumbledore, se enfrentan en una batalla para decirnos quien es el mejor mago. | Del Señor de los Anillos, llega: Gandalf, contra el mago de la saga de Harry Potter: Dumbledore, se enfrentan en una batalla para decirnos quien es el mejor mago. | Del Señor de los Anillos, llega: Gandalf, contra el mago de la saga de Harry Potter: Dumbledore, se enfrentan en una batalla para decirnos quien es el mejor mago. | Del Señor de los Anillos, llega: Gandalf, contra el mago de la saga de Harry Potter: Dumbledore, se enfrentan en una batalla para decirnos quien es el mejor mago. |
| 12 | Dr. Seuss vs. William Shakespeare | Dr. Seuss | Mickey Meyer (Productor de ERBH) | The Cat in the Hat - Nice Peter Thing 1 & 2 - Epic Lloyd | 2:51 | 17 de agosto de 2011 | |
| 12 | Dr. Seuss vs. William Shakespeare | William Shakespeare | George Watsky | The Cat in the Hat - Nice Peter Thing 1 & 2 - Epic Lloyd | 2:51 | 17 de agosto de 2011 | |
| El famoso escritor infantil y de ficción: Dr. Seuss se enfrenta al escritor clásico y más famoso de todos los tiempos: William Shakespeare. Curiosamente en esta batalla (como en la mayoría del tiempo en la vida real) el Dr. Seuss no habla, por lo que para estar en la batalla llama a sus personajes de sus libros. También, esta es la única batalla en la que Mickey Meyer, el productor de Epic Rap Battles of History, aparece. | El famoso escritor infantil y de ficción: Dr. Seuss se enfrenta al escritor clásico y más famoso de todos los tiempos: William Shakespeare. Curiosamente en esta batalla (como en la mayoría del tiempo en la vida real) el Dr. Seuss no habla, por lo que para estar en la batalla llama a sus personajes de sus libros. También, esta es la única batalla en la que Mickey Meyer, el productor de Epic Rap Battles of History, aparece. | El famoso escritor infantil y de ficción: Dr. Seuss se enfrenta al escritor clásico y más famoso de todos los tiempos: William Shakespeare. Curiosamente en esta batalla (como en la mayoría del tiempo en la vida real) el Dr. Seuss no habla, por lo que para estar en la batalla llama a sus personajes de sus libros. También, esta es la única batalla en la que Mickey Meyer, el productor de Epic Rap Battles of History, aparece. | El famoso escritor infantil y de ficción: Dr. Seuss se enfrenta al escritor clásico y más famoso de todos los tiempos: William Shakespeare. Curiosamente en esta batalla (como en la mayoría del tiempo en la vida real) el Dr. Seuss no habla, por lo que para estar en la batalla llama a sus personajes de sus libros. También, esta es la única batalla en la que Mickey Meyer, el productor de Epic Rap Battles of History, aparece. | El famoso escritor infantil y de ficción: Dr. Seuss se enfrenta al escritor clásico y más famoso de todos los tiempos: William Shakespeare. Curiosamente en esta batalla (como en la mayoría del tiempo en la vida real) el Dr. Seuss no habla, por lo que para estar en la batalla llama a sus personajes de sus libros. También, esta es la única batalla en la que Mickey Meyer, el productor de Epic Rap Battles of History, aparece. | El famoso escritor infantil y de ficción: Dr. Seuss se enfrenta al escritor clásico y más famoso de todos los tiempos: William Shakespeare. Curiosamente en esta batalla (como en la mayoría del tiempo en la vida real) el Dr. Seuss no habla, por lo que para estar en la batalla llama a sus personajes de sus libros. También, esta es la única batalla en la que Mickey Meyer, el productor de Epic Rap Battles of History, aparece. | El famoso escritor infantil y de ficción: Dr. Seuss se enfrenta al escritor clásico y más famoso de todos los tiempos: William Shakespeare. Curiosamente en esta batalla (como en la mayoría del tiempo en la vida real) el Dr. Seuss no habla, por lo que para estar en la batalla llama a sus personajes de sus libros. También, esta es la única batalla en la que Mickey Meyer, el productor de Epic Rap Battles of History, aparece. | El famoso escritor infantil y de ficción: Dr. Seuss se enfrenta al escritor clásico y más famoso de todos los tiempos: William Shakespeare. Curiosamente en esta batalla (como en la mayoría del tiempo en la vida real) el Dr. Seuss no habla, por lo que para estar en la batalla llama a sus personajes de sus libros. También, esta es la única batalla en la que Mickey Meyer, el productor de Epic Rap Battles of History, aparece. |
| 13 | Mr. T vs. Mister Rogers | Mr. T | DeStorm | Mr. McFeely, Hannibal, Murdock, Fenix (Faceman)- Epic Lloyd Mister Rogers "break Dancing" - Vince Horiuchi | 2:11 | 14 de septiembre de 2011 | |
| 13 | Mr. T vs. Mister Rogers | Mister Rogers | Nice Peter | Mr. McFeely, Hannibal, Murdock, Fenix (Faceman)- Epic Lloyd Mister Rogers "break Dancing" - Vince Horiuchi | 2:11 | 14 de septiembre de 2011 | |
| El actor y "wrestler" e ídolo Americano: Mr.T se enfrenta cara a cara con el personaje de programas para niños: Mister Rogers. Este es el primer Epic Rap Battles of History en la que aparecen 5 Personajes Extras, aunque ninguno habla, y es el primero en el que aparece un solo actor (Epic Lloyd) interpretando a más de un personaje (Mr. McFeeley, Hannibal, Murdock, Face). | El actor y "wrestler" e ídolo Americano: Mr.T se enfrenta cara a cara con el personaje de programas para niños: Mister Rogers. Este es el primer Epic Rap Battles of History en la que aparecen 5 Personajes Extras, aunque ninguno habla, y es el primero en el que aparece un solo actor (Epic Lloyd) interpretando a más de un personaje (Mr. McFeeley, Hannibal, Murdock, Face). | El actor y "wrestler" e ídolo Americano: Mr.T se enfrenta cara a cara con el personaje de programas para niños: Mister Rogers. Este es el primer Epic Rap Battles of History en la que aparecen 5 Personajes Extras, aunque ninguno habla, y es el primero en el que aparece un solo actor (Epic Lloyd) interpretando a más de un personaje (Mr. McFeeley, Hannibal, Murdock, Face). | El actor y "wrestler" e ídolo Americano: Mr.T se enfrenta cara a cara con el personaje de programas para niños: Mister Rogers. Este es el primer Epic Rap Battles of History en la que aparecen 5 Personajes Extras, aunque ninguno habla, y es el primero en el que aparece un solo actor (Epic Lloyd) interpretando a más de un personaje (Mr. McFeeley, Hannibal, Murdock, Face). | El actor y "wrestler" e ídolo Americano: Mr.T se enfrenta cara a cara con el personaje de programas para niños: Mister Rogers. Este es el primer Epic Rap Battles of History en la que aparecen 5 Personajes Extras, aunque ninguno habla, y es el primero en el que aparece un solo actor (Epic Lloyd) interpretando a más de un personaje (Mr. McFeeley, Hannibal, Murdock, Face). | El actor y "wrestler" e ídolo Americano: Mr.T se enfrenta cara a cara con el personaje de programas para niños: Mister Rogers. Este es el primer Epic Rap Battles of History en la que aparecen 5 Personajes Extras, aunque ninguno habla, y es el primero en el que aparece un solo actor (Epic Lloyd) interpretando a más de un personaje (Mr. McFeeley, Hannibal, Murdock, Face). | El actor y "wrestler" e ídolo Americano: Mr.T se enfrenta cara a cara con el personaje de programas para niños: Mister Rogers. Este es el primer Epic Rap Battles of History en la que aparecen 5 Personajes Extras, aunque ninguno habla, y es el primero en el que aparece un solo actor (Epic Lloyd) interpretando a más de un personaje (Mr. McFeeley, Hannibal, Murdock, Face). | El actor y "wrestler" e ídolo Americano: Mr.T se enfrenta cara a cara con el personaje de programas para niños: Mister Rogers. Este es el primer Epic Rap Battles of History en la que aparecen 5 Personajes Extras, aunque ninguno habla, y es el primero en el que aparece un solo actor (Epic Lloyd) interpretando a más de un personaje (Mr. McFeeley, Hannibal, Murdock, Face). |
| 14 | Captain Kirk vs. Christopher Columbus | Captain Kirk | Epic Lloyd | Spock - Gharaibeh Sulu - Jon Na Hot Alien - Mary Gutfleisch | 2:28 | 10 de octubre de 2011 | |
| 14 | Captain Kirk vs. Christopher Columbus | Christopher Columbus | Nice Peter | Spock - Gharaibeh Sulu - Jon Na Hot Alien - Mary Gutfleisch | 2:28 | 10 de octubre de 2011 | |
| El explorador y descubridor de América: Christopher Columbus se encuentra con el capitán de Star Trek: James Tiberius Kirk para ver quién es el mejor capitán de una tripulación. | El explorador y descubridor de América: Christopher Columbus se encuentra con el capitán de Star Trek: James Tiberius Kirk para ver quién es el mejor capitán de una tripulación. | El explorador y descubridor de América: Christopher Columbus se encuentra con el capitán de Star Trek: James Tiberius Kirk para ver quién es el mejor capitán de una tripulación. | El explorador y descubridor de América: Christopher Columbus se encuentra con el capitán de Star Trek: James Tiberius Kirk para ver quién es el mejor capitán de una tripulación. | El explorador y descubridor de América: Christopher Columbus se encuentra con el capitán de Star Trek: James Tiberius Kirk para ver quién es el mejor capitán de una tripulación. | El explorador y descubridor de América: Christopher Columbus se encuentra con el capitán de Star Trek: James Tiberius Kirk para ver quién es el mejor capitán de una tripulación. | El explorador y descubridor de América: Christopher Columbus se encuentra con el capitán de Star Trek: James Tiberius Kirk para ver quién es el mejor capitán de una tripulación. | El explorador y descubridor de América: Christopher Columbus se encuentra con el capitán de Star Trek: James Tiberius Kirk para ver quién es el mejor capitán de una tripulación. |
| 15 | The Final Battle: Nice Peter vs. Epic Lloyd | Nice Peter | Nice Peter | KassemG - KassemG | 2:50 | 18 de noviembre de 2011 | |
| 15 | The Final Battle: Nice Peter vs. Epic Lloyd | Epic Lloyd | Epic Lloyd | KassemG - KassemG | 2:50 | 18 de noviembre de 2011 | |
| Los creadores de Epic Rap Battles of History: Nice Peter y Epic Lloyd se enfrentan en la "Batalla Final" (el fin de la temporada 1), durante la batalla aparecen los personajes que estuvieron en las batallas: Randy Savage, Chuck Norris, Genghis Khan, Gandalf, Bach, Napoleón, Hitler, Thing 1, Thing 2 & Bill O'Reilly - con Epic Lloyd Beethoven, John Lennon, Cat in The Hat, Stephen Hawking, Hulk Hogan & Abe Lincoln - con Nice Peter. Durante el transcurso de la batalla, cada quien inicia con su propio fondo, pero después ambos personajes continúan la batalla con un mismo fondo, viéndose cara a cara, hasta que Nice Peter renuncia, por lo que Kassem G llega sobre un lobo volador, haciéndolos caer en conciencia, diciendo que habrá una segunda temporada y un nuevo canal de Epic Rap Battles of History. Al final, salen escenas rápidas, en las que se observan personajes que estarán en la 2.ª temporada: un Mensaje de Vladímir Putin, uno de Sócrates, la imagen de Mario y Luigi, un mensaje de Benjamin Franklin, la imagen de Beethoven, un mensaje de Steve Jobs, la imagen de Enrique VIII y la imagen de Master Chief. | Los creadores de Epic Rap Battles of History: Nice Peter y Epic Lloyd se enfrentan en la "Batalla Final" (el fin de la temporada 1), durante la batalla aparecen los personajes que estuvieron en las batallas: Randy Savage, Chuck Norris, Genghis Khan, Gandalf, Bach, Napoleón, Hitler, Thing 1, Thing 2 & Bill O'Reilly - con Epic Lloyd Beethoven, John Lennon, Cat in The Hat, Stephen Hawking, Hulk Hogan & Abe Lincoln - con Nice Peter. Durante el transcurso de la batalla, cada quien inicia con su propio fondo, pero después ambos personajes continúan la batalla con un mismo fondo, viéndose cara a cara, hasta que Nice Peter renuncia, por lo que Kassem G llega sobre un lobo volador, haciéndolos caer en conciencia, diciendo que habrá una segunda temporada y un nuevo canal de Epic Rap Battles of History. Al final, salen escenas rápidas, en las que se observan personajes que estarán en la 2.ª temporada: un Mensaje de Vladímir Putin, uno de Sócrates, la imagen de Mario y Luigi, un mensaje de Benjamin Franklin, la imagen de Beethoven, un mensaje de Steve Jobs, la imagen de Enrique VIII y la imagen de Master Chief. | Los creadores de Epic Rap Battles of History: Nice Peter y Epic Lloyd se enfrentan en la "Batalla Final" (el fin de la temporada 1), durante la batalla aparecen los personajes que estuvieron en las batallas: Randy Savage, Chuck Norris, Genghis Khan, Gandalf, Bach, Napoleón, Hitler, Thing 1, Thing 2 & Bill O'Reilly - con Epic Lloyd Beethoven, John Lennon, Cat in The Hat, Stephen Hawking, Hulk Hogan & Abe Lincoln - con Nice Peter. Durante el transcurso de la batalla, cada quien inicia con su propio fondo, pero después ambos personajes continúan la batalla con un mismo fondo, viéndose cara a cara, hasta que Nice Peter renuncia, por lo que Kassem G llega sobre un lobo volador, haciéndolos caer en conciencia, diciendo que habrá una segunda temporada y un nuevo canal de Epic Rap Battles of History. Al final, salen escenas rápidas, en las que se observan personajes que estarán en la 2.ª temporada: un Mensaje de Vladímir Putin, uno de Sócrates, la imagen de Mario y Luigi, un mensaje de Benjamin Franklin, la imagen de Beethoven, un mensaje de Steve Jobs, la imagen de Enrique VIII y la imagen de Master Chief. | Los creadores de Epic Rap Battles of History: Nice Peter y Epic Lloyd se enfrentan en la "Batalla Final" (el fin de la temporada 1), durante la batalla aparecen los personajes que estuvieron en las batallas: Randy Savage, Chuck Norris, Genghis Khan, Gandalf, Bach, Napoleón, Hitler, Thing 1, Thing 2 & Bill O'Reilly - con Epic Lloyd Beethoven, John Lennon, Cat in The Hat, Stephen Hawking, Hulk Hogan & Abe Lincoln - con Nice Peter. Durante el transcurso de la batalla, cada quien inicia con su propio fondo, pero después ambos personajes continúan la batalla con un mismo fondo, viéndose cara a cara, hasta que Nice Peter renuncia, por lo que Kassem G llega sobre un lobo volador, haciéndolos caer en conciencia, diciendo que habrá una segunda temporada y un nuevo canal de Epic Rap Battles of History. Al final, salen escenas rápidas, en las que se observan personajes que estarán en la 2.ª temporada: un Mensaje de Vladímir Putin, uno de Sócrates, la imagen de Mario y Luigi, un mensaje de Benjamin Franklin, la imagen de Beethoven, un mensaje de Steve Jobs, la imagen de Enrique VIII y la imagen de Master Chief. | Los creadores de Epic Rap Battles of History: Nice Peter y Epic Lloyd se enfrentan en la "Batalla Final" (el fin de la temporada 1), durante la batalla aparecen los personajes que estuvieron en las batallas: Randy Savage, Chuck Norris, Genghis Khan, Gandalf, Bach, Napoleón, Hitler, Thing 1, Thing 2 & Bill O'Reilly - con Epic Lloyd Beethoven, John Lennon, Cat in The Hat, Stephen Hawking, Hulk Hogan & Abe Lincoln - con Nice Peter. Durante el transcurso de la batalla, cada quien inicia con su propio fondo, pero después ambos personajes continúan la batalla con un mismo fondo, viéndose cara a cara, hasta que Nice Peter renuncia, por lo que Kassem G llega sobre un lobo volador, haciéndolos caer en conciencia, diciendo que habrá una segunda temporada y un nuevo canal de Epic Rap Battles of History. Al final, salen escenas rápidas, en las que se observan personajes que estarán en la 2.ª temporada: un Mensaje de Vladímir Putin, uno de Sócrates, la imagen de Mario y Luigi, un mensaje de Benjamin Franklin, la imagen de Beethoven, un mensaje de Steve Jobs, la imagen de Enrique VIII y la imagen de Master Chief. | Los creadores de Epic Rap Battles of History: Nice Peter y Epic Lloyd se enfrentan en la "Batalla Final" (el fin de la temporada 1), durante la batalla aparecen los personajes que estuvieron en las batallas: Randy Savage, Chuck Norris, Genghis Khan, Gandalf, Bach, Napoleón, Hitler, Thing 1, Thing 2 & Bill O'Reilly - con Epic Lloyd Beethoven, John Lennon, Cat in The Hat, Stephen Hawking, Hulk Hogan & Abe Lincoln - con Nice Peter. Durante el transcurso de la batalla, cada quien inicia con su propio fondo, pero después ambos personajes continúan la batalla con un mismo fondo, viéndose cara a cara, hasta que Nice Peter renuncia, por lo que Kassem G llega sobre un lobo volador, haciéndolos caer en conciencia, diciendo que habrá una segunda temporada y un nuevo canal de Epic Rap Battles of History. Al final, salen escenas rápidas, en las que se observan personajes que estarán en la 2.ª temporada: un Mensaje de Vladímir Putin, uno de Sócrates, la imagen de Mario y Luigi, un mensaje de Benjamin Franklin, la imagen de Beethoven, un mensaje de Steve Jobs, la imagen de Enrique VIII y la imagen de Master Chief. | Los creadores de Epic Rap Battles of History: Nice Peter y Epic Lloyd se enfrentan en la "Batalla Final" (el fin de la temporada 1), durante la batalla aparecen los personajes que estuvieron en las batallas: Randy Savage, Chuck Norris, Genghis Khan, Gandalf, Bach, Napoleón, Hitler, Thing 1, Thing 2 & Bill O'Reilly - con Epic Lloyd Beethoven, John Lennon, Cat in The Hat, Stephen Hawking, Hulk Hogan & Abe Lincoln - con Nice Peter. Durante el transcurso de la batalla, cada quien inicia con su propio fondo, pero después ambos personajes continúan la batalla con un mismo fondo, viéndose cara a cara, hasta que Nice Peter renuncia, por lo que Kassem G llega sobre un lobo volador, haciéndolos caer en conciencia, diciendo que habrá una segunda temporada y un nuevo canal de Epic Rap Battles of History. Al final, salen escenas rápidas, en las que se observan personajes que estarán en la 2.ª temporada: un Mensaje de Vladímir Putin, uno de Sócrates, la imagen de Mario y Luigi, un mensaje de Benjamin Franklin, la imagen de Beethoven, un mensaje de Steve Jobs, la imagen de Enrique VIII y la imagen de Master Chief. | Los creadores de Epic Rap Battles of History: Nice Peter y Epic Lloyd se enfrentan en la "Batalla Final" (el fin de la temporada 1), durante la batalla aparecen los personajes que estuvieron en las batallas: Randy Savage, Chuck Norris, Genghis Khan, Gandalf, Bach, Napoleón, Hitler, Thing 1, Thing 2 & Bill O'Reilly - con Epic Lloyd Beethoven, John Lennon, Cat in The Hat, Stephen Hawking, Hulk Hogan & Abe Lincoln - con Nice Peter. Durante el transcurso de la batalla, cada quien inicia con su propio fondo, pero después ambos personajes continúan la batalla con un mismo fondo, viéndose cara a cara, hasta que Nice Peter renuncia, por lo que Kassem G llega sobre un lobo volador, haciéndolos caer en conciencia, diciendo que habrá una segunda temporada y un nuevo canal de Epic Rap Battles of History. Al final, salen escenas rápidas, en las que se observan personajes que estarán en la 2.ª temporada: un Mensaje de Vladímir Putin, uno de Sócrates, la imagen de Mario y Luigi, un mensaje de Benjamin Franklin, la imagen de Beethoven, un mensaje de Steve Jobs, la imagen de Enrique VIII y la imagen de Master Chief. |
| --- | --- | --- | --- | --- | --- | --- | --- |

### Segunda temporada 2011-2013
| N.º (ERBH) | N.º (Temp) | Título | Personajes | Personajes | Personajes extra | Duración | Fecha de estreno | Enlaces |
| N.º (ERBH) | N.º (Temp) | Título | Personajes | Actores | Personajes extra | Duración | Fecha de estreno | Enlaces |
| 16 | 1 | Adolf Hitler vs. Darth Vader 2 | Adolf Hitler | Epic Lloyd | Stormtrooper - Morgan Cristencen Stephen Hawking - Nice Peter | 2:41 | 8 de diciembre de 2011 | |
| 16 | 1 | Adolf Hitler vs. Darth Vader 2 | Darth Vader | Nice Peter | Stormtrooper - Morgan Cristencen Stephen Hawking - Nice Peter | 2:41 | 8 de diciembre de 2011 | |
| Después de un largo sueño en Carbonita: Adolf Hitler es despertado por un ser misterioso, que resulta ser, nada más y nada menos que: Darth Vader que busca una segunda batalla de rap. De todos los Epic Rap Battles of History, este es el primer y único "reencuentro" entre dos o más personajes. | Después de un largo sueño en Carbonita: Adolf Hitler es despertado por un ser misterioso, que resulta ser, nada más y nada menos que: Darth Vader que busca una segunda batalla de rap. De todos los Epic Rap Battles of History, este es el primer y único "reencuentro" entre dos o más personajes. | Después de un largo sueño en Carbonita: Adolf Hitler es despertado por un ser misterioso, que resulta ser, nada más y nada menos que: Darth Vader que busca una segunda batalla de rap. De todos los Epic Rap Battles of History, este es el primer y único "reencuentro" entre dos o más personajes. | Después de un largo sueño en Carbonita: Adolf Hitler es despertado por un ser misterioso, que resulta ser, nada más y nada menos que: Darth Vader que busca una segunda batalla de rap. De todos los Epic Rap Battles of History, este es el primer y único "reencuentro" entre dos o más personajes. | Después de un largo sueño en Carbonita: Adolf Hitler es despertado por un ser misterioso, que resulta ser, nada más y nada menos que: Darth Vader que busca una segunda batalla de rap. De todos los Epic Rap Battles of History, este es el primer y único "reencuentro" entre dos o más personajes. | Después de un largo sueño en Carbonita: Adolf Hitler es despertado por un ser misterioso, que resulta ser, nada más y nada menos que: Darth Vader que busca una segunda batalla de rap. De todos los Epic Rap Battles of History, este es el primer y único "reencuentro" entre dos o más personajes. | Después de un largo sueño en Carbonita: Adolf Hitler es despertado por un ser misterioso, que resulta ser, nada más y nada menos que: Darth Vader que busca una segunda batalla de rap. De todos los Epic Rap Battles of History, este es el primer y único "reencuentro" entre dos o más personajes. | Después de un largo sueño en Carbonita: Adolf Hitler es despertado por un ser misterioso, que resulta ser, nada más y nada menos que: Darth Vader que busca una segunda batalla de rap. De todos los Epic Rap Battles of History, este es el primer y único "reencuentro" entre dos o más personajes. | Después de un largo sueño en Carbonita: Adolf Hitler es despertado por un ser misterioso, que resulta ser, nada más y nada menos que: Darth Vader que busca una segunda batalla de rap. De todos los Epic Rap Battles of History, este es el primer y único "reencuentro" entre dos o más personajes. |
| 17 | 2 | Master Chief vs. Leonidas | Master Chief | Nice Peter | Pleistarchus - Epic Lloyd Gorgo - Jeana / Espartanos - Gabe Michael y Dante Cindamore | 2:11 | 31 de enero de 2012 | |
| 17 | 2 | Master Chief vs. Leonidas | Leonidas | Jesse Welle | Pleistarchus - Epic Lloyd Gorgo - Jeana / Espartanos - Gabe Michael y Dante Cindamore | 2:11 | 31 de enero de 2012 | |
| El protagonista del juego Halo: Master Chief batalla contra el gobernante de los espartanos griegos: Leonidas, en una Epic Rap Battles of History que determinara quien de los dos es el que verdaderamente merece el título de "Espartano". | El protagonista del juego Halo: Master Chief batalla contra el gobernante de los espartanos griegos: Leonidas, en una Epic Rap Battles of History que determinara quien de los dos es el que verdaderamente merece el título de "Espartano". | El protagonista del juego Halo: Master Chief batalla contra el gobernante de los espartanos griegos: Leonidas, en una Epic Rap Battles of History que determinara quien de los dos es el que verdaderamente merece el título de "Espartano". | El protagonista del juego Halo: Master Chief batalla contra el gobernante de los espartanos griegos: Leonidas, en una Epic Rap Battles of History que determinara quien de los dos es el que verdaderamente merece el título de "Espartano". | El protagonista del juego Halo: Master Chief batalla contra el gobernante de los espartanos griegos: Leonidas, en una Epic Rap Battles of History que determinara quien de los dos es el que verdaderamente merece el título de "Espartano". | El protagonista del juego Halo: Master Chief batalla contra el gobernante de los espartanos griegos: Leonidas, en una Epic Rap Battles of History que determinara quien de los dos es el que verdaderamente merece el título de "Espartano". | El protagonista del juego Halo: Master Chief batalla contra el gobernante de los espartanos griegos: Leonidas, en una Epic Rap Battles of History que determinara quien de los dos es el que verdaderamente merece el título de "Espartano". | El protagonista del juego Halo: Master Chief batalla contra el gobernante de los espartanos griegos: Leonidas, en una Epic Rap Battles of History que determinara quien de los dos es el que verdaderamente merece el título de "Espartano". | El protagonista del juego Halo: Master Chief batalla contra el gobernante de los espartanos griegos: Leonidas, en una Epic Rap Battles of History que determinara quien de los dos es el que verdaderamente merece el título de "Espartano". |
| 18 | 3 | Mario Bros. vs. Wright Bros. | Mario | Epic Lloyd | Princesa Peach - Ceciley Jenkins | 1:45 | 16 de febrero de 2012 | |
| 18 | 3 | Mario Bros. vs. Wright Bros. | Luigi | Nice Peter | Princesa Peach - Ceciley Jenkins | 1:45 | 16 de febrero de 2012 | |
| 18 | 3 | Mario Bros. vs. Wright Bros. | Orville Wright | Rhett | Princesa Peach - Ceciley Jenkins | 1:45 | 16 de febrero de 2012 | |
| 18 | 3 | Mario Bros. vs. Wright Bros. | Wilbur Wright | Link | Princesa Peach - Ceciley Jenkins | 1:45 | 16 de febrero de 2012 | |
| Los hermanos de videojuegos más famosos: Mario Bros.: Mario y Luigi se enfrentan a los padres de la aviación: Los Wright Bros.: Willbur y Orville, juntos y en el primer Epic Rap Battles of History con personajes principales que forman equipos, para ver quienes son los mejores hermanos. | Los hermanos de videojuegos más famosos: Mario Bros.: Mario y Luigi se enfrentan a los padres de la aviación: Los Wright Bros.: Willbur y Orville, juntos y en el primer Epic Rap Battles of History con personajes principales que forman equipos, para ver quienes son los mejores hermanos. | Los hermanos de videojuegos más famosos: Mario Bros.: Mario y Luigi se enfrentan a los padres de la aviación: Los Wright Bros.: Willbur y Orville, juntos y en el primer Epic Rap Battles of History con personajes principales que forman equipos, para ver quienes son los mejores hermanos. | Los hermanos de videojuegos más famosos: Mario Bros.: Mario y Luigi se enfrentan a los padres de la aviación: Los Wright Bros.: Willbur y Orville, juntos y en el primer Epic Rap Battles of History con personajes principales que forman equipos, para ver quienes son los mejores hermanos. | Los hermanos de videojuegos más famosos: Mario Bros.: Mario y Luigi se enfrentan a los padres de la aviación: Los Wright Bros.: Willbur y Orville, juntos y en el primer Epic Rap Battles of History con personajes principales que forman equipos, para ver quienes son los mejores hermanos. | Los hermanos de videojuegos más famosos: Mario Bros.: Mario y Luigi se enfrentan a los padres de la aviación: Los Wright Bros.: Willbur y Orville, juntos y en el primer Epic Rap Battles of History con personajes principales que forman equipos, para ver quienes son los mejores hermanos. | Los hermanos de videojuegos más famosos: Mario Bros.: Mario y Luigi se enfrentan a los padres de la aviación: Los Wright Bros.: Willbur y Orville, juntos y en el primer Epic Rap Battles of History con personajes principales que forman equipos, para ver quienes son los mejores hermanos. | Los hermanos de videojuegos más famosos: Mario Bros.: Mario y Luigi se enfrentan a los padres de la aviación: Los Wright Bros.: Willbur y Orville, juntos y en el primer Epic Rap Battles of History con personajes principales que forman equipos, para ver quienes son los mejores hermanos. | Los hermanos de videojuegos más famosos: Mario Bros.: Mario y Luigi se enfrentan a los padres de la aviación: Los Wright Bros.: Willbur y Orville, juntos y en el primer Epic Rap Battles of History con personajes principales que forman equipos, para ver quienes son los mejores hermanos. |
| 19 | 4 | Michael Jackson vs. Elvis Presley | Michael Jackson (joven) | Bentley Green | Tootie - Benetley Green | 2:16 | 2 de abril de 2012 | |
| 19 | 4 | Michael Jackson vs. Elvis Presley | Michael Jackson (adulto) | Nice Peter | Tootie - Benetley Green | 2:16 | 2 de abril de 2012 | |
| 19 | 4 | Michael Jackson vs. Elvis Presley | Elvis Presley | Epic Lloyd | Tootie - Benetley Green | 2:16 | 2 de abril de 2012 | |
| Michael Jackson por fin se enfrenta al afamado Rey del Rock: Elvis Presley, en una Epic Rap Battles of History, que es la primera en la que sale un niño (Michael Jackson joven, al pertenecer a los Jackson 5, interpretado por Bentley Green), una batalla que dirá quién es el verdadero rey de la música. | Michael Jackson por fin se enfrenta al afamado Rey del Rock: Elvis Presley, en una Epic Rap Battles of History, que es la primera en la que sale un niño (Michael Jackson joven, al pertenecer a los Jackson 5, interpretado por Bentley Green), una batalla que dirá quién es el verdadero rey de la música. | Michael Jackson por fin se enfrenta al afamado Rey del Rock: Elvis Presley, en una Epic Rap Battles of History, que es la primera en la que sale un niño (Michael Jackson joven, al pertenecer a los Jackson 5, interpretado por Bentley Green), una batalla que dirá quién es el verdadero rey de la música. | Michael Jackson por fin se enfrenta al afamado Rey del Rock: Elvis Presley, en una Epic Rap Battles of History, que es la primera en la que sale un niño (Michael Jackson joven, al pertenecer a los Jackson 5, interpretado por Bentley Green), una batalla que dirá quién es el verdadero rey de la música. | Michael Jackson por fin se enfrenta al afamado Rey del Rock: Elvis Presley, en una Epic Rap Battles of History, que es la primera en la que sale un niño (Michael Jackson joven, al pertenecer a los Jackson 5, interpretado por Bentley Green), una batalla que dirá quién es el verdadero rey de la música. | Michael Jackson por fin se enfrenta al afamado Rey del Rock: Elvis Presley, en una Epic Rap Battles of History, que es la primera en la que sale un niño (Michael Jackson joven, al pertenecer a los Jackson 5, interpretado por Bentley Green), una batalla que dirá quién es el verdadero rey de la música. | Michael Jackson por fin se enfrenta al afamado Rey del Rock: Elvis Presley, en una Epic Rap Battles of History, que es la primera en la que sale un niño (Michael Jackson joven, al pertenecer a los Jackson 5, interpretado por Bentley Green), una batalla que dirá quién es el verdadero rey de la música. | Michael Jackson por fin se enfrenta al afamado Rey del Rock: Elvis Presley, en una Epic Rap Battles of History, que es la primera en la que sale un niño (Michael Jackson joven, al pertenecer a los Jackson 5, interpretado por Bentley Green), una batalla que dirá quién es el verdadero rey de la música. | Michael Jackson por fin se enfrenta al afamado Rey del Rock: Elvis Presley, en una Epic Rap Battles of History, que es la primera en la que sale un niño (Michael Jackson joven, al pertenecer a los Jackson 5, interpretado por Bentley Green), una batalla que dirá quién es el verdadero rey de la música. |
| 20 | 5 | Cleopatra vs. Marilyn Monroe | Cleopatra | Angela Trimbur | Kassem G - Kassem G Marlon Brando - Epic Lloyd John F. Kennedy - Nice Peter | 1:45 | 7 de mayo de 2012 | |
| 20 | 5 | Cleopatra vs. Marilyn Monroe | Marilyn Monroe | Kimmy Gatewood | Kassem G - Kassem G Marlon Brando - Epic Lloyd John F. Kennedy - Nice Peter | 1:45 | 7 de mayo de 2012 | |
| La gran faraón femenina egipcia, dicha como la más bella: Cleopatra se enfrenta a la actriz norteamericana calificada como la actriz más bella del cine estadounidense: Marilyn Monroe, en una Epic Rap Battles of History en las que ambas competirán para ver quien de ellas es la más bella. | La gran faraón femenina egipcia, dicha como la más bella: Cleopatra se enfrenta a la actriz norteamericana calificada como la actriz más bella del cine estadounidense: Marilyn Monroe, en una Epic Rap Battles of History en las que ambas competirán para ver quien de ellas es la más bella. | La gran faraón femenina egipcia, dicha como la más bella: Cleopatra se enfrenta a la actriz norteamericana calificada como la actriz más bella del cine estadounidense: Marilyn Monroe, en una Epic Rap Battles of History en las que ambas competirán para ver quien de ellas es la más bella. | La gran faraón femenina egipcia, dicha como la más bella: Cleopatra se enfrenta a la actriz norteamericana calificada como la actriz más bella del cine estadounidense: Marilyn Monroe, en una Epic Rap Battles of History en las que ambas competirán para ver quien de ellas es la más bella. | La gran faraón femenina egipcia, dicha como la más bella: Cleopatra se enfrenta a la actriz norteamericana calificada como la actriz más bella del cine estadounidense: Marilyn Monroe, en una Epic Rap Battles of History en las que ambas competirán para ver quien de ellas es la más bella. | La gran faraón femenina egipcia, dicha como la más bella: Cleopatra se enfrenta a la actriz norteamericana calificada como la actriz más bella del cine estadounidense: Marilyn Monroe, en una Epic Rap Battles of History en las que ambas competirán para ver quien de ellas es la más bella. | La gran faraón femenina egipcia, dicha como la más bella: Cleopatra se enfrenta a la actriz norteamericana calificada como la actriz más bella del cine estadounidense: Marilyn Monroe, en una Epic Rap Battles of History en las que ambas competirán para ver quien de ellas es la más bella. | La gran faraón femenina egipcia, dicha como la más bella: Cleopatra se enfrenta a la actriz norteamericana calificada como la actriz más bella del cine estadounidense: Marilyn Monroe, en una Epic Rap Battles of History en las que ambas competirán para ver quien de ellas es la más bella. | La gran faraón femenina egipcia, dicha como la más bella: Cleopatra se enfrenta a la actriz norteamericana calificada como la actriz más bella del cine estadounidense: Marilyn Monroe, en una Epic Rap Battles of History en las que ambas competirán para ver quien de ellas es la más bella. |
| 21 | 6 | Steve Jobs vs. Bill Gates | Steve Jobs | Nice Peter | Hal9000 - (voz) Nice Peter | 2:47 | 14 de junio de 2012 | |
| 21 | 6 | Steve Jobs vs. Bill Gates | Bill Gates | Epic Lloyd | Hal9000 - (voz) Nice Peter | 2:47 | 14 de junio de 2012 | |
| Apple contra Microsoft, Macintosh contra PC: Al fin la esperada Epic Rap Battles of History de Steve Jobs contra Bill Gates, se enfrentan en una batalla que decidirá quien es el verdadero líder de la tecnología moderna. Esta es la primera ERB que no sigue el formato tradicional (replica de A, contra-replica de B, contra-replica de A y contra-replica de B, en otras palabras: primer turno de A, segundo turno de B, tercer turno de A y cuarto turno de B), también es la primera en incluir a un personaje principal que no es actor ni ser vivo: Hal 9000. | Apple contra Microsoft, Macintosh contra PC: Al fin la esperada Epic Rap Battles of History de Steve Jobs contra Bill Gates, se enfrentan en una batalla que decidirá quien es el verdadero líder de la tecnología moderna. Esta es la primera ERB que no sigue el formato tradicional (replica de A, contra-replica de B, contra-replica de A y contra-replica de B, en otras palabras: primer turno de A, segundo turno de B, tercer turno de A y cuarto turno de B), también es la primera en incluir a un personaje principal que no es actor ni ser vivo: Hal 9000. | Apple contra Microsoft, Macintosh contra PC: Al fin la esperada Epic Rap Battles of History de Steve Jobs contra Bill Gates, se enfrentan en una batalla que decidirá quien es el verdadero líder de la tecnología moderna. Esta es la primera ERB que no sigue el formato tradicional (replica de A, contra-replica de B, contra-replica de A y contra-replica de B, en otras palabras: primer turno de A, segundo turno de B, tercer turno de A y cuarto turno de B), también es la primera en incluir a un personaje principal que no es actor ni ser vivo: Hal 9000. | Apple contra Microsoft, Macintosh contra PC: Al fin la esperada Epic Rap Battles of History de Steve Jobs contra Bill Gates, se enfrentan en una batalla que decidirá quien es el verdadero líder de la tecnología moderna. Esta es la primera ERB que no sigue el formato tradicional (replica de A, contra-replica de B, contra-replica de A y contra-replica de B, en otras palabras: primer turno de A, segundo turno de B, tercer turno de A y cuarto turno de B), también es la primera en incluir a un personaje principal que no es actor ni ser vivo: Hal 9000. | Apple contra Microsoft, Macintosh contra PC: Al fin la esperada Epic Rap Battles of History de Steve Jobs contra Bill Gates, se enfrentan en una batalla que decidirá quien es el verdadero líder de la tecnología moderna. Esta es la primera ERB que no sigue el formato tradicional (replica de A, contra-replica de B, contra-replica de A y contra-replica de B, en otras palabras: primer turno de A, segundo turno de B, tercer turno de A y cuarto turno de B), también es la primera en incluir a un personaje principal que no es actor ni ser vivo: Hal 9000. | Apple contra Microsoft, Macintosh contra PC: Al fin la esperada Epic Rap Battles of History de Steve Jobs contra Bill Gates, se enfrentan en una batalla que decidirá quien es el verdadero líder de la tecnología moderna. Esta es la primera ERB que no sigue el formato tradicional (replica de A, contra-replica de B, contra-replica de A y contra-replica de B, en otras palabras: primer turno de A, segundo turno de B, tercer turno de A y cuarto turno de B), también es la primera en incluir a un personaje principal que no es actor ni ser vivo: Hal 9000. | Apple contra Microsoft, Macintosh contra PC: Al fin la esperada Epic Rap Battles of History de Steve Jobs contra Bill Gates, se enfrentan en una batalla que decidirá quien es el verdadero líder de la tecnología moderna. Esta es la primera ERB que no sigue el formato tradicional (replica de A, contra-replica de B, contra-replica de A y contra-replica de B, en otras palabras: primer turno de A, segundo turno de B, tercer turno de A y cuarto turno de B), también es la primera en incluir a un personaje principal que no es actor ni ser vivo: Hal 9000. | Apple contra Microsoft, Macintosh contra PC: Al fin la esperada Epic Rap Battles of History de Steve Jobs contra Bill Gates, se enfrentan en una batalla que decidirá quien es el verdadero líder de la tecnología moderna. Esta es la primera ERB que no sigue el formato tradicional (replica de A, contra-replica de B, contra-replica de A y contra-replica de B, en otras palabras: primer turno de A, segundo turno de B, tercer turno de A y cuarto turno de B), también es la primera en incluir a un personaje principal que no es actor ni ser vivo: Hal 9000. | Apple contra Microsoft, Macintosh contra PC: Al fin la esperada Epic Rap Battles of History de Steve Jobs contra Bill Gates, se enfrentan en una batalla que decidirá quien es el verdadero líder de la tecnología moderna. Esta es la primera ERB que no sigue el formato tradicional (replica de A, contra-replica de B, contra-replica de A y contra-replica de B, en otras palabras: primer turno de A, segundo turno de B, tercer turno de A y cuarto turno de B), también es la primera en incluir a un personaje principal que no es actor ni ser vivo: Hal 9000. |
| 22 | 7 | Frank Sinatra vs. Freddie Mercury | Frank Sinatra | Epic Lloyd | Sammy Davis Jr. - Tay Zonday | 2:12 | 1 de octubre de 2012 | |
| 22 | 7 | Frank Sinatra vs. Freddie Mercury | Freddie Mercury | Nice Peter | Sammy Davis Jr. - Tay Zonday | 2:12 | 1 de octubre de 2012 | |
| El famoso cantante italiano: Frank Sinatra se encuentra contra el vocalista de Queen: Freddie Mercury, en la Epic Rap Battles of History después de la pausa de 4 meses, para ver quien de los dos es el que posee mejor voz. | El famoso cantante italiano: Frank Sinatra se encuentra contra el vocalista de Queen: Freddie Mercury, en la Epic Rap Battles of History después de la pausa de 4 meses, para ver quien de los dos es el que posee mejor voz. | El famoso cantante italiano: Frank Sinatra se encuentra contra el vocalista de Queen: Freddie Mercury, en la Epic Rap Battles of History después de la pausa de 4 meses, para ver quien de los dos es el que posee mejor voz. | El famoso cantante italiano: Frank Sinatra se encuentra contra el vocalista de Queen: Freddie Mercury, en la Epic Rap Battles of History después de la pausa de 4 meses, para ver quien de los dos es el que posee mejor voz. | El famoso cantante italiano: Frank Sinatra se encuentra contra el vocalista de Queen: Freddie Mercury, en la Epic Rap Battles of History después de la pausa de 4 meses, para ver quien de los dos es el que posee mejor voz. | El famoso cantante italiano: Frank Sinatra se encuentra contra el vocalista de Queen: Freddie Mercury, en la Epic Rap Battles of History después de la pausa de 4 meses, para ver quien de los dos es el que posee mejor voz. | El famoso cantante italiano: Frank Sinatra se encuentra contra el vocalista de Queen: Freddie Mercury, en la Epic Rap Battles of History después de la pausa de 4 meses, para ver quien de los dos es el que posee mejor voz. | El famoso cantante italiano: Frank Sinatra se encuentra contra el vocalista de Queen: Freddie Mercury, en la Epic Rap Battles of History después de la pausa de 4 meses, para ver quien de los dos es el que posee mejor voz. | El famoso cantante italiano: Frank Sinatra se encuentra contra el vocalista de Queen: Freddie Mercury, en la Epic Rap Battles of History después de la pausa de 4 meses, para ver quien de los dos es el que posee mejor voz. |
| 23 | 8 | Barack Obama vs. Mitt Romney | Barack Obama | Alphacat | Abraham Lincoln - Nice Peter | 3:09 | 15 de octubre de 2012 | |
| 23 | 8 | Barack Obama vs. Mitt Romney | Mitt Romney | Epic Lloyd | Abraham Lincoln - Nice Peter | 3:09 | 15 de octubre de 2012 | |
| De las elecciones presidenciales estadounidenses de 2012, del Partido Democrático: Barack Obama contra el miembro del Partido Republicano: Mitt Romney, se enfrentan para ver quien es el mejor candidato a la presidencia de los Estados Unidos, hasta que Abraham Lincoln (personaje de ERB # 3) llega en su águila calva gigante para poner a ambos en su lugar. | De las elecciones presidenciales estadounidenses de 2012, del Partido Democrático: Barack Obama contra el miembro del Partido Republicano: Mitt Romney, se enfrentan para ver quien es el mejor candidato a la presidencia de los Estados Unidos, hasta que Abraham Lincoln (personaje de ERB # 3) llega en su águila calva gigante para poner a ambos en su lugar. | De las elecciones presidenciales estadounidenses de 2012, del Partido Democrático: Barack Obama contra el miembro del Partido Republicano: Mitt Romney, se enfrentan para ver quien es el mejor candidato a la presidencia de los Estados Unidos, hasta que Abraham Lincoln (personaje de ERB # 3) llega en su águila calva gigante para poner a ambos en su lugar. | De las elecciones presidenciales estadounidenses de 2012, del Partido Democrático: Barack Obama contra el miembro del Partido Republicano: Mitt Romney, se enfrentan para ver quien es el mejor candidato a la presidencia de los Estados Unidos, hasta que Abraham Lincoln (personaje de ERB # 3) llega en su águila calva gigante para poner a ambos en su lugar. | De las elecciones presidenciales estadounidenses de 2012, del Partido Democrático: Barack Obama contra el miembro del Partido Republicano: Mitt Romney, se enfrentan para ver quien es el mejor candidato a la presidencia de los Estados Unidos, hasta que Abraham Lincoln (personaje de ERB # 3) llega en su águila calva gigante para poner a ambos en su lugar. | De las elecciones presidenciales estadounidenses de 2012, del Partido Democrático: Barack Obama contra el miembro del Partido Republicano: Mitt Romney, se enfrentan para ver quien es el mejor candidato a la presidencia de los Estados Unidos, hasta que Abraham Lincoln (personaje de ERB # 3) llega en su águila calva gigante para poner a ambos en su lugar. | De las elecciones presidenciales estadounidenses de 2012, del Partido Democrático: Barack Obama contra el miembro del Partido Republicano: Mitt Romney, se enfrentan para ver quien es el mejor candidato a la presidencia de los Estados Unidos, hasta que Abraham Lincoln (personaje de ERB # 3) llega en su águila calva gigante para poner a ambos en su lugar. | De las elecciones presidenciales estadounidenses de 2012, del Partido Democrático: Barack Obama contra el miembro del Partido Republicano: Mitt Romney, se enfrentan para ver quien es el mejor candidato a la presidencia de los Estados Unidos, hasta que Abraham Lincoln (personaje de ERB # 3) llega en su águila calva gigante para poner a ambos en su lugar. | De las elecciones presidenciales estadounidenses de 2012, del Partido Democrático: Barack Obama contra el miembro del Partido Republicano: Mitt Romney, se enfrentan para ver quien es el mejor candidato a la presidencia de los Estados Unidos, hasta que Abraham Lincoln (personaje de ERB # 3) llega en su águila calva gigante para poner a ambos en su lugar. |
| 24 | 9 | Doc Brown vs. Doctor Who | Doc Brown | MC Mr. Napkins | Marty McFly - Epic Lloyd | 2:23 | 29 de octubre de 2012 | |
| 24 | 9 | Doc Brown vs. Doctor Who | 10° Doctor | Nice Peter | Marty McFly - Epic Lloyd | 2:23 | 29 de octubre de 2012 | |
| 24 | 9 | Doc Brown vs. Doctor Who | 4° Doctor | George Watsky | Marty McFly - Epic Lloyd | 2:23 | 29 de octubre de 2012 | |
| De la trilogía de Back to the Future, el viajero en el tiempo: Doc Brown se enfrenta al viajero del tiempo de la serie británica que lleva su nombre: Doctor Who, que se encuentran en un Epic Rap Battles of History que dirá quien de los dos es el mejor viajero en el tiempo. Esta es la tercera ERB en la que alguien muere, la primera fue "Ben Franklin vs. Billy Mays" y la segunda "Bill Gates vs. Steve Jobs". | De la trilogía de Back to the Future, el viajero en el tiempo: Doc Brown se enfrenta al viajero del tiempo de la serie británica que lleva su nombre: Doctor Who, que se encuentran en un Epic Rap Battles of History que dirá quien de los dos es el mejor viajero en el tiempo. Esta es la tercera ERB en la que alguien muere, la primera fue "Ben Franklin vs. Billy Mays" y la segunda "Bill Gates vs. Steve Jobs". | De la trilogía de Back to the Future, el viajero en el tiempo: Doc Brown se enfrenta al viajero del tiempo de la serie británica que lleva su nombre: Doctor Who, que se encuentran en un Epic Rap Battles of History que dirá quien de los dos es el mejor viajero en el tiempo. Esta es la tercera ERB en la que alguien muere, la primera fue "Ben Franklin vs. Billy Mays" y la segunda "Bill Gates vs. Steve Jobs". | De la trilogía de Back to the Future, el viajero en el tiempo: Doc Brown se enfrenta al viajero del tiempo de la serie británica que lleva su nombre: Doctor Who, que se encuentran en un Epic Rap Battles of History que dirá quien de los dos es el mejor viajero en el tiempo. Esta es la tercera ERB en la que alguien muere, la primera fue "Ben Franklin vs. Billy Mays" y la segunda "Bill Gates vs. Steve Jobs". | De la trilogía de Back to the Future, el viajero en el tiempo: Doc Brown se enfrenta al viajero del tiempo de la serie británica que lleva su nombre: Doctor Who, que se encuentran en un Epic Rap Battles of History que dirá quien de los dos es el mejor viajero en el tiempo. Esta es la tercera ERB en la que alguien muere, la primera fue "Ben Franklin vs. Billy Mays" y la segunda "Bill Gates vs. Steve Jobs". | De la trilogía de Back to the Future, el viajero en el tiempo: Doc Brown se enfrenta al viajero del tiempo de la serie británica que lleva su nombre: Doctor Who, que se encuentran en un Epic Rap Battles of History que dirá quien de los dos es el mejor viajero en el tiempo. Esta es la tercera ERB en la que alguien muere, la primera fue "Ben Franklin vs. Billy Mays" y la segunda "Bill Gates vs. Steve Jobs". | De la trilogía de Back to the Future, el viajero en el tiempo: Doc Brown se enfrenta al viajero del tiempo de la serie británica que lleva su nombre: Doctor Who, que se encuentran en un Epic Rap Battles of History que dirá quien de los dos es el mejor viajero en el tiempo. Esta es la tercera ERB en la que alguien muere, la primera fue "Ben Franklin vs. Billy Mays" y la segunda "Bill Gates vs. Steve Jobs". | De la trilogía de Back to the Future, el viajero en el tiempo: Doc Brown se enfrenta al viajero del tiempo de la serie británica que lleva su nombre: Doctor Who, que se encuentran en un Epic Rap Battles of History que dirá quien de los dos es el mejor viajero en el tiempo. Esta es la tercera ERB en la que alguien muere, la primera fue "Ben Franklin vs. Billy Mays" y la segunda "Bill Gates vs. Steve Jobs". | De la trilogía de Back to the Future, el viajero en el tiempo: Doc Brown se enfrenta al viajero del tiempo de la serie británica que lleva su nombre: Doctor Who, que se encuentran en un Epic Rap Battles of History que dirá quien de los dos es el mejor viajero en el tiempo. Esta es la tercera ERB en la que alguien muere, la primera fue "Ben Franklin vs. Billy Mays" y la segunda "Bill Gates vs. Steve Jobs". |
| 25 | 10 | Bruce Lee vs. Clint Eastwood | Bruce Lee | Mike Diva | Vaqueros 1, 2 y 3 - Nice Peter Ninja Urbano - Xin Wuku | 1:50 | 12 de noviembre de 2012 | |
| 25 | 10 | Bruce Lee vs. Clint Eastwood | Clint Eastwood | Epic Lloyd | Vaqueros 1, 2 y 3 - Nice Peter Ninja Urbano - Xin Wuku | 1:50 | 12 de noviembre de 2012 | |
| De las clásicas películas de artes marciales, el actor Bruce Lee se encuentra ante el famoso actor de películas vaqueras y del viejo oeste Clint Eastwood, en una Epic Rap Battles of History que nos dirá quien es el mejor combatiente de villanos, además de batallar por ver que películas son mejores, las orientales o las occidentales. Esta es la primera ERB en la que Nice Peter aparece como un personaje (vaquero con bigote y sombrero crema) sin relevancia. Xin Wuku instruyo a Mike Diva sobre como hacer algunas escenas con movimientos ninjas, incluso, Xin Wuku, hizo algunas tomas de Bruce Lee. | De las clásicas películas de artes marciales, el actor Bruce Lee se encuentra ante el famoso actor de películas vaqueras y del viejo oeste Clint Eastwood, en una Epic Rap Battles of History que nos dirá quien es el mejor combatiente de villanos, además de batallar por ver que películas son mejores, las orientales o las occidentales. Esta es la primera ERB en la que Nice Peter aparece como un personaje (vaquero con bigote y sombrero crema) sin relevancia. Xin Wuku instruyo a Mike Diva sobre como hacer algunas escenas con movimientos ninjas, incluso, Xin Wuku, hizo algunas tomas de Bruce Lee. | De las clásicas películas de artes marciales, el actor Bruce Lee se encuentra ante el famoso actor de películas vaqueras y del viejo oeste Clint Eastwood, en una Epic Rap Battles of History que nos dirá quien es el mejor combatiente de villanos, además de batallar por ver que películas son mejores, las orientales o las occidentales. Esta es la primera ERB en la que Nice Peter aparece como un personaje (vaquero con bigote y sombrero crema) sin relevancia. Xin Wuku instruyo a Mike Diva sobre como hacer algunas escenas con movimientos ninjas, incluso, Xin Wuku, hizo algunas tomas de Bruce Lee. | De las clásicas películas de artes marciales, el actor Bruce Lee se encuentra ante el famoso actor de películas vaqueras y del viejo oeste Clint Eastwood, en una Epic Rap Battles of History que nos dirá quien es el mejor combatiente de villanos, además de batallar por ver que películas son mejores, las orientales o las occidentales. Esta es la primera ERB en la que Nice Peter aparece como un personaje (vaquero con bigote y sombrero crema) sin relevancia. Xin Wuku instruyo a Mike Diva sobre como hacer algunas escenas con movimientos ninjas, incluso, Xin Wuku, hizo algunas tomas de Bruce Lee. | De las clásicas películas de artes marciales, el actor Bruce Lee se encuentra ante el famoso actor de películas vaqueras y del viejo oeste Clint Eastwood, en una Epic Rap Battles of History que nos dirá quien es el mejor combatiente de villanos, además de batallar por ver que películas son mejores, las orientales o las occidentales. Esta es la primera ERB en la que Nice Peter aparece como un personaje (vaquero con bigote y sombrero crema) sin relevancia. Xin Wuku instruyo a Mike Diva sobre como hacer algunas escenas con movimientos ninjas, incluso, Xin Wuku, hizo algunas tomas de Bruce Lee. | De las clásicas películas de artes marciales, el actor Bruce Lee se encuentra ante el famoso actor de películas vaqueras y del viejo oeste Clint Eastwood, en una Epic Rap Battles of History que nos dirá quien es el mejor combatiente de villanos, además de batallar por ver que películas son mejores, las orientales o las occidentales. Esta es la primera ERB en la que Nice Peter aparece como un personaje (vaquero con bigote y sombrero crema) sin relevancia. Xin Wuku instruyo a Mike Diva sobre como hacer algunas escenas con movimientos ninjas, incluso, Xin Wuku, hizo algunas tomas de Bruce Lee. | De las clásicas películas de artes marciales, el actor Bruce Lee se encuentra ante el famoso actor de películas vaqueras y del viejo oeste Clint Eastwood, en una Epic Rap Battles of History que nos dirá quien es el mejor combatiente de villanos, además de batallar por ver que películas son mejores, las orientales o las occidentales. Esta es la primera ERB en la que Nice Peter aparece como un personaje (vaquero con bigote y sombrero crema) sin relevancia. Xin Wuku instruyo a Mike Diva sobre como hacer algunas escenas con movimientos ninjas, incluso, Xin Wuku, hizo algunas tomas de Bruce Lee. | De las clásicas películas de artes marciales, el actor Bruce Lee se encuentra ante el famoso actor de películas vaqueras y del viejo oeste Clint Eastwood, en una Epic Rap Battles of History que nos dirá quien es el mejor combatiente de villanos, además de batallar por ver que películas son mejores, las orientales o las occidentales. Esta es la primera ERB en la que Nice Peter aparece como un personaje (vaquero con bigote y sombrero crema) sin relevancia. Xin Wuku instruyo a Mike Diva sobre como hacer algunas escenas con movimientos ninjas, incluso, Xin Wuku, hizo algunas tomas de Bruce Lee. | De las clásicas películas de artes marciales, el actor Bruce Lee se encuentra ante el famoso actor de películas vaqueras y del viejo oeste Clint Eastwood, en una Epic Rap Battles of History que nos dirá quien es el mejor combatiente de villanos, además de batallar por ver que películas son mejores, las orientales o las occidentales. Esta es la primera ERB en la que Nice Peter aparece como un personaje (vaquero con bigote y sombrero crema) sin relevancia. Xin Wuku instruyo a Mike Diva sobre como hacer algunas escenas con movimientos ninjas, incluso, Xin Wuku, hizo algunas tomas de Bruce Lee. |
| 26 | 11 | Batman vs. Sherlock Holmes | Batman | Nice Peter | John Watson - Kyle Mooney Robin - Epic Lloyd | 2:27 | 27 de noviembre de 2012 | |
| 26 | 11 | Batman vs. Sherlock Holmes | Sherlock Holmes | MC Mr. Napkins | John Watson - Kyle Mooney Robin - Epic Lloyd | 2:27 | 27 de noviembre de 2012 | |
| De los clásicos libros de Arthur Conan Doyle y recientes películas llega Sherlock Holmes para enfrentarse al protagonista de los cómics y películas Batman, en una Epic Rap Battle que nos dirá quien de los dos es el que posee más talento para resolver un crimen, además de que sus manos derechas John Watson y Robin apoyan a sus respectivos compañeros. | De los clásicos libros de Arthur Conan Doyle y recientes películas llega Sherlock Holmes para enfrentarse al protagonista de los cómics y películas Batman, en una Epic Rap Battle que nos dirá quien de los dos es el que posee más talento para resolver un crimen, además de que sus manos derechas John Watson y Robin apoyan a sus respectivos compañeros. | De los clásicos libros de Arthur Conan Doyle y recientes películas llega Sherlock Holmes para enfrentarse al protagonista de los cómics y películas Batman, en una Epic Rap Battle que nos dirá quien de los dos es el que posee más talento para resolver un crimen, además de que sus manos derechas John Watson y Robin apoyan a sus respectivos compañeros. | De los clásicos libros de Arthur Conan Doyle y recientes películas llega Sherlock Holmes para enfrentarse al protagonista de los cómics y películas Batman, en una Epic Rap Battle que nos dirá quien de los dos es el que posee más talento para resolver un crimen, además de que sus manos derechas John Watson y Robin apoyan a sus respectivos compañeros. | De los clásicos libros de Arthur Conan Doyle y recientes películas llega Sherlock Holmes para enfrentarse al protagonista de los cómics y películas Batman, en una Epic Rap Battle que nos dirá quien de los dos es el que posee más talento para resolver un crimen, además de que sus manos derechas John Watson y Robin apoyan a sus respectivos compañeros. | De los clásicos libros de Arthur Conan Doyle y recientes películas llega Sherlock Holmes para enfrentarse al protagonista de los cómics y películas Batman, en una Epic Rap Battle que nos dirá quien de los dos es el que posee más talento para resolver un crimen, además de que sus manos derechas John Watson y Robin apoyan a sus respectivos compañeros. | De los clásicos libros de Arthur Conan Doyle y recientes películas llega Sherlock Holmes para enfrentarse al protagonista de los cómics y películas Batman, en una Epic Rap Battle que nos dirá quien de los dos es el que posee más talento para resolver un crimen, además de que sus manos derechas John Watson y Robin apoyan a sus respectivos compañeros. | De los clásicos libros de Arthur Conan Doyle y recientes películas llega Sherlock Holmes para enfrentarse al protagonista de los cómics y películas Batman, en una Epic Rap Battle que nos dirá quien de los dos es el que posee más talento para resolver un crimen, además de que sus manos derechas John Watson y Robin apoyan a sus respectivos compañeros. | De los clásicos libros de Arthur Conan Doyle y recientes películas llega Sherlock Holmes para enfrentarse al protagonista de los cómics y películas Batman, en una Epic Rap Battle que nos dirá quien de los dos es el que posee más talento para resolver un crimen, además de que sus manos derechas John Watson y Robin apoyan a sus respectivos compañeros. |
| 27 | 12 | Moisés vs. Papá Noel | Moisés | Snoop Lion (Snoop Dogg) | Elfos - Epic Lloyd | 2:20 | 10 de diciembre de 2012 | |
| 27 | 12 | Moisés vs. Papá Noel | Papá Noel | Nice Peter | Elfos - Epic Lloyd | 2:20 | 10 de diciembre de 2012 | |
| La temporada de las fiestas decembrinas enloquece cuando la figura principal de la Navidad, Papá Noel se enfrenta al libertador de los judíos en Egipto, Moisés, en la última Epic Rap Battle of History del 2012. Esta es la primera ERB donde aparece algún rapero famoso del mundo artístico de la música: Snoop Dogg. | La temporada de las fiestas decembrinas enloquece cuando la figura principal de la Navidad, Papá Noel se enfrenta al libertador de los judíos en Egipto, Moisés, en la última Epic Rap Battle of History del 2012. Esta es la primera ERB donde aparece algún rapero famoso del mundo artístico de la música: Snoop Dogg. | La temporada de las fiestas decembrinas enloquece cuando la figura principal de la Navidad, Papá Noel se enfrenta al libertador de los judíos en Egipto, Moisés, en la última Epic Rap Battle of History del 2012. Esta es la primera ERB donde aparece algún rapero famoso del mundo artístico de la música: Snoop Dogg. | La temporada de las fiestas decembrinas enloquece cuando la figura principal de la Navidad, Papá Noel se enfrenta al libertador de los judíos en Egipto, Moisés, en la última Epic Rap Battle of History del 2012. Esta es la primera ERB donde aparece algún rapero famoso del mundo artístico de la música: Snoop Dogg. | La temporada de las fiestas decembrinas enloquece cuando la figura principal de la Navidad, Papá Noel se enfrenta al libertador de los judíos en Egipto, Moisés, en la última Epic Rap Battle of History del 2012. Esta es la primera ERB donde aparece algún rapero famoso del mundo artístico de la música: Snoop Dogg. | La temporada de las fiestas decembrinas enloquece cuando la figura principal de la Navidad, Papá Noel se enfrenta al libertador de los judíos en Egipto, Moisés, en la última Epic Rap Battle of History del 2012. Esta es la primera ERB donde aparece algún rapero famoso del mundo artístico de la música: Snoop Dogg. | La temporada de las fiestas decembrinas enloquece cuando la figura principal de la Navidad, Papá Noel se enfrenta al libertador de los judíos en Egipto, Moisés, en la última Epic Rap Battle of History del 2012. Esta es la primera ERB donde aparece algún rapero famoso del mundo artístico de la música: Snoop Dogg. | La temporada de las fiestas decembrinas enloquece cuando la figura principal de la Navidad, Papá Noel se enfrenta al libertador de los judíos en Egipto, Moisés, en la última Epic Rap Battle of History del 2012. Esta es la primera ERB donde aparece algún rapero famoso del mundo artístico de la música: Snoop Dogg. | La temporada de las fiestas decembrinas enloquece cuando la figura principal de la Navidad, Papá Noel se enfrenta al libertador de los judíos en Egipto, Moisés, en la última Epic Rap Battle of History del 2012. Esta es la primera ERB donde aparece algún rapero famoso del mundo artístico de la música: Snoop Dogg. |
| 28 | 13 | Adán vs. Eva | Adán | Epic Lloyd | Steve - Nice Peter | 2:03 | 11 de febrero de 2013 | |
| 28 | 13 | Adán vs. Eva | Eva | Jenna Marbles | Steve - Nice Peter | 2:03 | 11 de febrero de 2013 | |
| La batalla más vieja de todos los tiempos, la primera pareja en la historia bíblica: Adán y Eva batallarán uno contra otro en el paraíso terrenal para determinar quien de los dos es mejor y cual de los dos sexos es superior: ¿Hombre o Mujer? | La batalla más vieja de todos los tiempos, la primera pareja en la historia bíblica: Adán y Eva batallarán uno contra otro en el paraíso terrenal para determinar quien de los dos es mejor y cual de los dos sexos es superior: ¿Hombre o Mujer? | La batalla más vieja de todos los tiempos, la primera pareja en la historia bíblica: Adán y Eva batallarán uno contra otro en el paraíso terrenal para determinar quien de los dos es mejor y cual de los dos sexos es superior: ¿Hombre o Mujer? | La batalla más vieja de todos los tiempos, la primera pareja en la historia bíblica: Adán y Eva batallarán uno contra otro en el paraíso terrenal para determinar quien de los dos es mejor y cual de los dos sexos es superior: ¿Hombre o Mujer? | La batalla más vieja de todos los tiempos, la primera pareja en la historia bíblica: Adán y Eva batallarán uno contra otro en el paraíso terrenal para determinar quien de los dos es mejor y cual de los dos sexos es superior: ¿Hombre o Mujer? | La batalla más vieja de todos los tiempos, la primera pareja en la historia bíblica: Adán y Eva batallarán uno contra otro en el paraíso terrenal para determinar quien de los dos es mejor y cual de los dos sexos es superior: ¿Hombre o Mujer? | La batalla más vieja de todos los tiempos, la primera pareja en la historia bíblica: Adán y Eva batallarán uno contra otro en el paraíso terrenal para determinar quien de los dos es mejor y cual de los dos sexos es superior: ¿Hombre o Mujer? | La batalla más vieja de todos los tiempos, la primera pareja en la historia bíblica: Adán y Eva batallarán uno contra otro en el paraíso terrenal para determinar quien de los dos es mejor y cual de los dos sexos es superior: ¿Hombre o Mujer? | La batalla más vieja de todos los tiempos, la primera pareja en la historia bíblica: Adán y Eva batallarán uno contra otro en el paraíso terrenal para determinar quien de los dos es mejor y cual de los dos sexos es superior: ¿Hombre o Mujer? |
| 29 | 14 | Gandhi vs. Martin Luther King Jr. | Gandhi | Keegan Michael-Key | Nice Peter - Hombre Hindú Epic Lloyd - Hombre Americano Gente hindú y afroamericana | 1:39 | 25 de febrero de 2013 | |
| 29 | 14 | Gandhi vs. Martin Luther King Jr. | Martin Luther King Jr. | Jordan Peele | Nice Peter - Hombre Hindú Epic Lloyd - Hombre Americano Gente hindú y afroamericana | 1:39 | 25 de febrero de 2013 | |
| El gran líder pacifista y libertador de la India: Gandhi se enfrenta al gran activista y defensor de los derechos de los negros: Martin Luther King Jr. en una Epic Rap Battle que determinara quien es el líder pacifista más grande de la historia. Este es el primer ERB en el que ni Epic Lloyd ni Nice Peter son personajes de relevancia, exceptuando los dos ERB que han sido entre mujeres (En "Dr. Seuss vs. William Shakespeare" ni Epic Lloyd ni Nice Peter fueron principales, pero si tuvieron una gran relevancia como personajes del Dr. Seuss) | El gran líder pacifista y libertador de la India: Gandhi se enfrenta al gran activista y defensor de los derechos de los negros: Martin Luther King Jr. en una Epic Rap Battle que determinara quien es el líder pacifista más grande de la historia. Este es el primer ERB en el que ni Epic Lloyd ni Nice Peter son personajes de relevancia, exceptuando los dos ERB que han sido entre mujeres (En "Dr. Seuss vs. William Shakespeare" ni Epic Lloyd ni Nice Peter fueron principales, pero si tuvieron una gran relevancia como personajes del Dr. Seuss) | El gran líder pacifista y libertador de la India: Gandhi se enfrenta al gran activista y defensor de los derechos de los negros: Martin Luther King Jr. en una Epic Rap Battle que determinara quien es el líder pacifista más grande de la historia. Este es el primer ERB en el que ni Epic Lloyd ni Nice Peter son personajes de relevancia, exceptuando los dos ERB que han sido entre mujeres (En "Dr. Seuss vs. William Shakespeare" ni Epic Lloyd ni Nice Peter fueron principales, pero si tuvieron una gran relevancia como personajes del Dr. Seuss) | El gran líder pacifista y libertador de la India: Gandhi se enfrenta al gran activista y defensor de los derechos de los negros: Martin Luther King Jr. en una Epic Rap Battle que determinara quien es el líder pacifista más grande de la historia. Este es el primer ERB en el que ni Epic Lloyd ni Nice Peter son personajes de relevancia, exceptuando los dos ERB que han sido entre mujeres (En "Dr. Seuss vs. William Shakespeare" ni Epic Lloyd ni Nice Peter fueron principales, pero si tuvieron una gran relevancia como personajes del Dr. Seuss) | El gran líder pacifista y libertador de la India: Gandhi se enfrenta al gran activista y defensor de los derechos de los negros: Martin Luther King Jr. en una Epic Rap Battle que determinara quien es el líder pacifista más grande de la historia. Este es el primer ERB en el que ni Epic Lloyd ni Nice Peter son personajes de relevancia, exceptuando los dos ERB que han sido entre mujeres (En "Dr. Seuss vs. William Shakespeare" ni Epic Lloyd ni Nice Peter fueron principales, pero si tuvieron una gran relevancia como personajes del Dr. Seuss) | El gran líder pacifista y libertador de la India: Gandhi se enfrenta al gran activista y defensor de los derechos de los negros: Martin Luther King Jr. en una Epic Rap Battle que determinara quien es el líder pacifista más grande de la historia. Este es el primer ERB en el que ni Epic Lloyd ni Nice Peter son personajes de relevancia, exceptuando los dos ERB que han sido entre mujeres (En "Dr. Seuss vs. William Shakespeare" ni Epic Lloyd ni Nice Peter fueron principales, pero si tuvieron una gran relevancia como personajes del Dr. Seuss) | El gran líder pacifista y libertador de la India: Gandhi se enfrenta al gran activista y defensor de los derechos de los negros: Martin Luther King Jr. en una Epic Rap Battle que determinara quien es el líder pacifista más grande de la historia. Este es el primer ERB en el que ni Epic Lloyd ni Nice Peter son personajes de relevancia, exceptuando los dos ERB que han sido entre mujeres (En "Dr. Seuss vs. William Shakespeare" ni Epic Lloyd ni Nice Peter fueron principales, pero si tuvieron una gran relevancia como personajes del Dr. Seuss) | El gran líder pacifista y libertador de la India: Gandhi se enfrenta al gran activista y defensor de los derechos de los negros: Martin Luther King Jr. en una Epic Rap Battle que determinara quien es el líder pacifista más grande de la historia. Este es el primer ERB en el que ni Epic Lloyd ni Nice Peter son personajes de relevancia, exceptuando los dos ERB que han sido entre mujeres (En "Dr. Seuss vs. William Shakespeare" ni Epic Lloyd ni Nice Peter fueron principales, pero si tuvieron una gran relevancia como personajes del Dr. Seuss) | El gran líder pacifista y libertador de la India: Gandhi se enfrenta al gran activista y defensor de los derechos de los negros: Martin Luther King Jr. en una Epic Rap Battle que determinara quien es el líder pacifista más grande de la historia. Este es el primer ERB en el que ni Epic Lloyd ni Nice Peter son personajes de relevancia, exceptuando los dos ERB que han sido entre mujeres (En "Dr. Seuss vs. William Shakespeare" ni Epic Lloyd ni Nice Peter fueron principales, pero si tuvieron una gran relevancia como personajes del Dr. Seuss) |
| 30 | 15 | Nikola Tesla vs. Thomas Edison | Nikola Tesla | Dante Cimadamore | - | 2:03 | 11 de marzo de 2013 | |
| 30 | 15 | Nikola Tesla vs. Thomas Edison | Thomas Edison | Epic Lloyd | - | 2:03 | 11 de marzo de 2013 | |
| El famoso inventor del bombillo, el fonógrafo y otras cosas: Thomas Edison se enfrenta al Austro-Húngaro inventor en el campo electromagnético: Nikola Tesla, en una Epic Rap Battles para descubrir quien fue el mejor inventor en el campo eléctrico de la historia. Esta es la primera ERB en la que Dante Cimandamore tiene un papel relevante, puesto que ya había aparecido previamente en otras cuatro ERB, pero sin tener relevancia. | El famoso inventor del bombillo, el fonógrafo y otras cosas: Thomas Edison se enfrenta al Austro-Húngaro inventor en el campo electromagnético: Nikola Tesla, en una Epic Rap Battles para descubrir quien fue el mejor inventor en el campo eléctrico de la historia. Esta es la primera ERB en la que Dante Cimandamore tiene un papel relevante, puesto que ya había aparecido previamente en otras cuatro ERB, pero sin tener relevancia. | El famoso inventor del bombillo, el fonógrafo y otras cosas: Thomas Edison se enfrenta al Austro-Húngaro inventor en el campo electromagnético: Nikola Tesla, en una Epic Rap Battles para descubrir quien fue el mejor inventor en el campo eléctrico de la historia. Esta es la primera ERB en la que Dante Cimandamore tiene un papel relevante, puesto que ya había aparecido previamente en otras cuatro ERB, pero sin tener relevancia. | El famoso inventor del bombillo, el fonógrafo y otras cosas: Thomas Edison se enfrenta al Austro-Húngaro inventor en el campo electromagnético: Nikola Tesla, en una Epic Rap Battles para descubrir quien fue el mejor inventor en el campo eléctrico de la historia. Esta es la primera ERB en la que Dante Cimandamore tiene un papel relevante, puesto que ya había aparecido previamente en otras cuatro ERB, pero sin tener relevancia. | El famoso inventor del bombillo, el fonógrafo y otras cosas: Thomas Edison se enfrenta al Austro-Húngaro inventor en el campo electromagnético: Nikola Tesla, en una Epic Rap Battles para descubrir quien fue el mejor inventor en el campo eléctrico de la historia. Esta es la primera ERB en la que Dante Cimandamore tiene un papel relevante, puesto que ya había aparecido previamente en otras cuatro ERB, pero sin tener relevancia. | El famoso inventor del bombillo, el fonógrafo y otras cosas: Thomas Edison se enfrenta al Austro-Húngaro inventor en el campo electromagnético: Nikola Tesla, en una Epic Rap Battles para descubrir quien fue el mejor inventor en el campo eléctrico de la historia. Esta es la primera ERB en la que Dante Cimandamore tiene un papel relevante, puesto que ya había aparecido previamente en otras cuatro ERB, pero sin tener relevancia. | El famoso inventor del bombillo, el fonógrafo y otras cosas: Thomas Edison se enfrenta al Austro-Húngaro inventor en el campo electromagnético: Nikola Tesla, en una Epic Rap Battles para descubrir quien fue el mejor inventor en el campo eléctrico de la historia. Esta es la primera ERB en la que Dante Cimandamore tiene un papel relevante, puesto que ya había aparecido previamente en otras cuatro ERB, pero sin tener relevancia. | El famoso inventor del bombillo, el fonógrafo y otras cosas: Thomas Edison se enfrenta al Austro-Húngaro inventor en el campo electromagnético: Nikola Tesla, en una Epic Rap Battles para descubrir quien fue el mejor inventor en el campo eléctrico de la historia. Esta es la primera ERB en la que Dante Cimandamore tiene un papel relevante, puesto que ya había aparecido previamente en otras cuatro ERB, pero sin tener relevancia. | El famoso inventor del bombillo, el fonógrafo y otras cosas: Thomas Edison se enfrenta al Austro-Húngaro inventor en el campo electromagnético: Nikola Tesla, en una Epic Rap Battles para descubrir quien fue el mejor inventor en el campo eléctrico de la historia. Esta es la primera ERB en la que Dante Cimandamore tiene un papel relevante, puesto que ya había aparecido previamente en otras cuatro ERB, pero sin tener relevancia. |
| 31 | 16 | Babe Ruth vs. Lance Armstrong | Babe Ruth | Epic Lloyd | - | 2:07 | 25 de marzo de 2013 | |
| 31 | 16 | Babe Ruth vs. Lance Armstrong | Lance Armstrong | Nice Peter | - | 2:07 | 25 de marzo de 2013 | |
| El "Sultan of Swat" (Sultan del Bateo) y famoso beisbolista: Babe Ruth se enfrenta al ciclista y exganador de 7 Tour de Francia: Lance Armstrong en una ERB por el título de mejor deportista. Este es el primer ERB en donde aparece Nice Peter como personaje principal desde "Santa Claus vs. Moses". | El "Sultan of Swat" (Sultan del Bateo) y famoso beisbolista: Babe Ruth se enfrenta al ciclista y exganador de 7 Tour de Francia: Lance Armstrong en una ERB por el título de mejor deportista. Este es el primer ERB en donde aparece Nice Peter como personaje principal desde "Santa Claus vs. Moses". | El "Sultan of Swat" (Sultan del Bateo) y famoso beisbolista: Babe Ruth se enfrenta al ciclista y exganador de 7 Tour de Francia: Lance Armstrong en una ERB por el título de mejor deportista. Este es el primer ERB en donde aparece Nice Peter como personaje principal desde "Santa Claus vs. Moses". | El "Sultan of Swat" (Sultan del Bateo) y famoso beisbolista: Babe Ruth se enfrenta al ciclista y exganador de 7 Tour de Francia: Lance Armstrong en una ERB por el título de mejor deportista. Este es el primer ERB en donde aparece Nice Peter como personaje principal desde "Santa Claus vs. Moses". | El "Sultan of Swat" (Sultan del Bateo) y famoso beisbolista: Babe Ruth se enfrenta al ciclista y exganador de 7 Tour de Francia: Lance Armstrong en una ERB por el título de mejor deportista. Este es el primer ERB en donde aparece Nice Peter como personaje principal desde "Santa Claus vs. Moses". | El "Sultan of Swat" (Sultan del Bateo) y famoso beisbolista: Babe Ruth se enfrenta al ciclista y exganador de 7 Tour de Francia: Lance Armstrong en una ERB por el título de mejor deportista. Este es el primer ERB en donde aparece Nice Peter como personaje principal desde "Santa Claus vs. Moses". | El "Sultan of Swat" (Sultan del Bateo) y famoso beisbolista: Babe Ruth se enfrenta al ciclista y exganador de 7 Tour de Francia: Lance Armstrong en una ERB por el título de mejor deportista. Este es el primer ERB en donde aparece Nice Peter como personaje principal desde "Santa Claus vs. Moses". | El "Sultan of Swat" (Sultan del Bateo) y famoso beisbolista: Babe Ruth se enfrenta al ciclista y exganador de 7 Tour de Francia: Lance Armstrong en una ERB por el título de mejor deportista. Este es el primer ERB en donde aparece Nice Peter como personaje principal desde "Santa Claus vs. Moses". | El "Sultan of Swat" (Sultan del Bateo) y famoso beisbolista: Babe Ruth se enfrenta al ciclista y exganador de 7 Tour de Francia: Lance Armstrong en una ERB por el título de mejor deportista. Este es el primer ERB en donde aparece Nice Peter como personaje principal desde "Santa Claus vs. Moses". |
| 32 | 17 | Mozart vs. Skrillex | Mozart | Nice Peter | - | 2:09 | 8 de abril de 2013 | |
| 32 | 17 | Mozart vs. Skrillex | Skrillex | Epic Lloyd | - | 2:09 | 8 de abril de 2013 | |
| El famoso compositor de música clásica Wolfgang Amadeus Mozart se enfrenta al productor de música electrónica Skrillex en una ERB donde ambos batallaran para determinar que compositor es el mejor y aún más importante que género musical es el mejor, música clásica o música electrónica. | El famoso compositor de música clásica Wolfgang Amadeus Mozart se enfrenta al productor de música electrónica Skrillex en una ERB donde ambos batallaran para determinar que compositor es el mejor y aún más importante que género musical es el mejor, música clásica o música electrónica. | El famoso compositor de música clásica Wolfgang Amadeus Mozart se enfrenta al productor de música electrónica Skrillex en una ERB donde ambos batallaran para determinar que compositor es el mejor y aún más importante que género musical es el mejor, música clásica o música electrónica. | El famoso compositor de música clásica Wolfgang Amadeus Mozart se enfrenta al productor de música electrónica Skrillex en una ERB donde ambos batallaran para determinar que compositor es el mejor y aún más importante que género musical es el mejor, música clásica o música electrónica. | El famoso compositor de música clásica Wolfgang Amadeus Mozart se enfrenta al productor de música electrónica Skrillex en una ERB donde ambos batallaran para determinar que compositor es el mejor y aún más importante que género musical es el mejor, música clásica o música electrónica. | El famoso compositor de música clásica Wolfgang Amadeus Mozart se enfrenta al productor de música electrónica Skrillex en una ERB donde ambos batallaran para determinar que compositor es el mejor y aún más importante que género musical es el mejor, música clásica o música electrónica. | El famoso compositor de música clásica Wolfgang Amadeus Mozart se enfrenta al productor de música electrónica Skrillex en una ERB donde ambos batallaran para determinar que compositor es el mejor y aún más importante que género musical es el mejor, música clásica o música electrónica. | El famoso compositor de música clásica Wolfgang Amadeus Mozart se enfrenta al productor de música electrónica Skrillex en una ERB donde ambos batallaran para determinar que compositor es el mejor y aún más importante que género musical es el mejor, música clásica o música electrónica. | El famoso compositor de música clásica Wolfgang Amadeus Mozart se enfrenta al productor de música electrónica Skrillex en una ERB donde ambos batallaran para determinar que compositor es el mejor y aún más importante que género musical es el mejor, música clásica o música electrónica. |
| 33 | 18 | Rasputín vs. Stalin | Grigori Rasputín | Nice Peter | Mijaíl Barýshnikov - PewDiePie Lenin y Putin- Nice Peter Mijaíl Gorbachov -Epic Lloyd | 3:38 | 22 de abril de 2013 | |
| 33 | 18 | Rasputín vs. Stalin | Iósif Stalin | Epic Lloyd | Mijaíl Barýshnikov - PewDiePie Lenin y Putin- Nice Peter Mijaíl Gorbachov -Epic Lloyd | 3:38 | 22 de abril de 2013 | |
| En el último episodio de la segunda temporada de Epic Rap Battles of History, varios integrantes de Rusia batallan para determinar quien es el mejor personaje de la historia Rusa (Unión Soviética) se enfrentan. El Secretario General (S.G.) del Partido Comunista de la Unión Soviética y mano derecha de Lenin Iósif Stalin se enfrenta al Consejero Real y Místico Grigori Rasputin. Esta batalla se caracteriza por la participación de S.G. de PCUS y ganador del Premio Nobel de la Paz Mijaíl Gorbachov, el primer diligente de la Unión Soviética Lenin y el actual presidente Ruso Vladímir Putin. Siendo la primera ERB donde hay 5 personajes con relevancia, la primera con un personaje Ruso (como se había dicho en el último episodio de la primera temporada), ser la segunda ERB donde cada personaje solo tiene una párrafo de participación (La Primera fue "Adolph Hitler vs. Darth Vader 2" y la segunda ERB en la que al final, el anunciador no dice "Who Won?", "Who's Next?" y "You Decide" (La primera fue "Nice Peter vs. Epic Lloyd", que también fue una final de temporada). | En el último episodio de la segunda temporada de Epic Rap Battles of History, varios integrantes de Rusia batallan para determinar quien es el mejor personaje de la historia Rusa (Unión Soviética) se enfrentan. El Secretario General (S.G.) del Partido Comunista de la Unión Soviética y mano derecha de Lenin Iósif Stalin se enfrenta al Consejero Real y Místico Grigori Rasputin. Esta batalla se caracteriza por la participación de S.G. de PCUS y ganador del Premio Nobel de la Paz Mijaíl Gorbachov, el primer diligente de la Unión Soviética Lenin y el actual presidente Ruso Vladímir Putin. Siendo la primera ERB donde hay 5 personajes con relevancia, la primera con un personaje Ruso (como se había dicho en el último episodio de la primera temporada), ser la segunda ERB donde cada personaje solo tiene una párrafo de participación (La Primera fue "Adolph Hitler vs. Darth Vader 2" y la segunda ERB en la que al final, el anunciador no dice "Who Won?", "Who's Next?" y "You Decide" (La primera fue "Nice Peter vs. Epic Lloyd", que también fue una final de temporada). | En el último episodio de la segunda temporada de Epic Rap Battles of History, varios integrantes de Rusia batallan para determinar quien es el mejor personaje de la historia Rusa (Unión Soviética) se enfrentan. El Secretario General (S.G.) del Partido Comunista de la Unión Soviética y mano derecha de Lenin Iósif Stalin se enfrenta al Consejero Real y Místico Grigori Rasputin. Esta batalla se caracteriza por la participación de S.G. de PCUS y ganador del Premio Nobel de la Paz Mijaíl Gorbachov, el primer diligente de la Unión Soviética Lenin y el actual presidente Ruso Vladímir Putin. Siendo la primera ERB donde hay 5 personajes con relevancia, la primera con un personaje Ruso (como se había dicho en el último episodio de la primera temporada), ser la segunda ERB donde cada personaje solo tiene una párrafo de participación (La Primera fue "Adolph Hitler vs. Darth Vader 2" y la segunda ERB en la que al final, el anunciador no dice "Who Won?", "Who's Next?" y "You Decide" (La primera fue "Nice Peter vs. Epic Lloyd", que también fue una final de temporada). | En el último episodio de la segunda temporada de Epic Rap Battles of History, varios integrantes de Rusia batallan para determinar quien es el mejor personaje de la historia Rusa (Unión Soviética) se enfrentan. El Secretario General (S.G.) del Partido Comunista de la Unión Soviética y mano derecha de Lenin Iósif Stalin se enfrenta al Consejero Real y Místico Grigori Rasputin. Esta batalla se caracteriza por la participación de S.G. de PCUS y ganador del Premio Nobel de la Paz Mijaíl Gorbachov, el primer diligente de la Unión Soviética Lenin y el actual presidente Ruso Vladímir Putin. Siendo la primera ERB donde hay 5 personajes con relevancia, la primera con un personaje Ruso (como se había dicho en el último episodio de la primera temporada), ser la segunda ERB donde cada personaje solo tiene una párrafo de participación (La Primera fue "Adolph Hitler vs. Darth Vader 2" y la segunda ERB en la que al final, el anunciador no dice "Who Won?", "Who's Next?" y "You Decide" (La primera fue "Nice Peter vs. Epic Lloyd", que también fue una final de temporada). | En el último episodio de la segunda temporada de Epic Rap Battles of History, varios integrantes de Rusia batallan para determinar quien es el mejor personaje de la historia Rusa (Unión Soviética) se enfrentan. El Secretario General (S.G.) del Partido Comunista de la Unión Soviética y mano derecha de Lenin Iósif Stalin se enfrenta al Consejero Real y Místico Grigori Rasputin. Esta batalla se caracteriza por la participación de S.G. de PCUS y ganador del Premio Nobel de la Paz Mijaíl Gorbachov, el primer diligente de la Unión Soviética Lenin y el actual presidente Ruso Vladímir Putin. Siendo la primera ERB donde hay 5 personajes con relevancia, la primera con un personaje Ruso (como se había dicho en el último episodio de la primera temporada), ser la segunda ERB donde cada personaje solo tiene una párrafo de participación (La Primera fue "Adolph Hitler vs. Darth Vader 2" y la segunda ERB en la que al final, el anunciador no dice "Who Won?", "Who's Next?" y "You Decide" (La primera fue "Nice Peter vs. Epic Lloyd", que también fue una final de temporada). | En el último episodio de la segunda temporada de Epic Rap Battles of History, varios integrantes de Rusia batallan para determinar quien es el mejor personaje de la historia Rusa (Unión Soviética) se enfrentan. El Secretario General (S.G.) del Partido Comunista de la Unión Soviética y mano derecha de Lenin Iósif Stalin se enfrenta al Consejero Real y Místico Grigori Rasputin. Esta batalla se caracteriza por la participación de S.G. de PCUS y ganador del Premio Nobel de la Paz Mijaíl Gorbachov, el primer diligente de la Unión Soviética Lenin y el actual presidente Ruso Vladímir Putin. Siendo la primera ERB donde hay 5 personajes con relevancia, la primera con un personaje Ruso (como se había dicho en el último episodio de la primera temporada), ser la segunda ERB donde cada personaje solo tiene una párrafo de participación (La Primera fue "Adolph Hitler vs. Darth Vader 2" y la segunda ERB en la que al final, el anunciador no dice "Who Won?", "Who's Next?" y "You Decide" (La primera fue "Nice Peter vs. Epic Lloyd", que también fue una final de temporada). | En el último episodio de la segunda temporada de Epic Rap Battles of History, varios integrantes de Rusia batallan para determinar quien es el mejor personaje de la historia Rusa (Unión Soviética) se enfrentan. El Secretario General (S.G.) del Partido Comunista de la Unión Soviética y mano derecha de Lenin Iósif Stalin se enfrenta al Consejero Real y Místico Grigori Rasputin. Esta batalla se caracteriza por la participación de S.G. de PCUS y ganador del Premio Nobel de la Paz Mijaíl Gorbachov, el primer diligente de la Unión Soviética Lenin y el actual presidente Ruso Vladímir Putin. Siendo la primera ERB donde hay 5 personajes con relevancia, la primera con un personaje Ruso (como se había dicho en el último episodio de la primera temporada), ser la segunda ERB donde cada personaje solo tiene una párrafo de participación (La Primera fue "Adolph Hitler vs. Darth Vader 2" y la segunda ERB en la que al final, el anunciador no dice "Who Won?", "Who's Next?" y "You Decide" (La primera fue "Nice Peter vs. Epic Lloyd", que también fue una final de temporada). | En el último episodio de la segunda temporada de Epic Rap Battles of History, varios integrantes de Rusia batallan para determinar quien es el mejor personaje de la historia Rusa (Unión Soviética) se enfrentan. El Secretario General (S.G.) del Partido Comunista de la Unión Soviética y mano derecha de Lenin Iósif Stalin se enfrenta al Consejero Real y Místico Grigori Rasputin. Esta batalla se caracteriza por la participación de S.G. de PCUS y ganador del Premio Nobel de la Paz Mijaíl Gorbachov, el primer diligente de la Unión Soviética Lenin y el actual presidente Ruso Vladímir Putin. Siendo la primera ERB donde hay 5 personajes con relevancia, la primera con un personaje Ruso (como se había dicho en el último episodio de la primera temporada), ser la segunda ERB donde cada personaje solo tiene una párrafo de participación (La Primera fue "Adolph Hitler vs. Darth Vader 2" y la segunda ERB en la que al final, el anunciador no dice "Who Won?", "Who's Next?" y "You Decide" (La primera fue "Nice Peter vs. Epic Lloyd", que también fue una final de temporada). | En el último episodio de la segunda temporada de Epic Rap Battles of History, varios integrantes de Rusia batallan para determinar quien es el mejor personaje de la historia Rusa (Unión Soviética) se enfrentan. El Secretario General (S.G.) del Partido Comunista de la Unión Soviética y mano derecha de Lenin Iósif Stalin se enfrenta al Consejero Real y Místico Grigori Rasputin. Esta batalla se caracteriza por la participación de S.G. de PCUS y ganador del Premio Nobel de la Paz Mijaíl Gorbachov, el primer diligente de la Unión Soviética Lenin y el actual presidente Ruso Vladímir Putin. Siendo la primera ERB donde hay 5 personajes con relevancia, la primera con un personaje Ruso (como se había dicho en el último episodio de la primera temporada), ser la segunda ERB donde cada personaje solo tiene una párrafo de participación (La Primera fue "Adolph Hitler vs. Darth Vader 2" y la segunda ERB en la que al final, el anunciador no dice "Who Won?", "Who's Next?" y "You Decide" (La primera fue "Nice Peter vs. Epic Lloyd", que también fue una final de temporada). |
| --- | --- | --- | --- | --- | --- | --- | --- | --- |

### Tercera temporada 2013 - 2014
| N.º (ERBH) | N.º (Temp) | Título | Personajes | Personajes | Personajes extra | Duración | Fecha de estreno | Links |
| N.º (ERBH) | N.º (Temp) | Título | Personajes | Actores | Personajes extra | Duración | Fecha de estreno | Links |
| 34 | 1 | Adolf Hitler vs. Darth Vader 3 | Adolf Hitler | Epic Lloyd | Boba Fett - Atul Singh & Brian Neunhoffer Hawking & Lincoln - Nice Peter Boba Fett (voice) - Ray William Johnson Lando Calrissian - KassemG | 2:38 | 7 de octubre de 2013 | |
| 34 | 1 | Adolf Hitler vs. Darth Vader 3 | Darth Vader | Nice Peter | Boba Fett - Atul Singh & Brian Neunhoffer Hawking & Lincoln - Nice Peter Boba Fett (voice) - Ray William Johnson Lando Calrissian - KassemG | 2:38 | 7 de octubre de 2013 | |
| Después de caer en el agujero de Rancor, Hitler y Vader se enfrentan por tercera vez, frente a frente, en la primera entrega de Epic Rap Battles of History Season 3. Hitler, a punto de ser sacrificado, es apoyado por Hawking y Lando Calrissian para enfrentarse una vez más a Vader, quien es ayudado por Boba Fett. | Después de caer en el agujero de Rancor, Hitler y Vader se enfrentan por tercera vez, frente a frente, en la primera entrega de Epic Rap Battles of History Season 3. Hitler, a punto de ser sacrificado, es apoyado por Hawking y Lando Calrissian para enfrentarse una vez más a Vader, quien es ayudado por Boba Fett. | Después de caer en el agujero de Rancor, Hitler y Vader se enfrentan por tercera vez, frente a frente, en la primera entrega de Epic Rap Battles of History Season 3. Hitler, a punto de ser sacrificado, es apoyado por Hawking y Lando Calrissian para enfrentarse una vez más a Vader, quien es ayudado por Boba Fett. | Después de caer en el agujero de Rancor, Hitler y Vader se enfrentan por tercera vez, frente a frente, en la primera entrega de Epic Rap Battles of History Season 3. Hitler, a punto de ser sacrificado, es apoyado por Hawking y Lando Calrissian para enfrentarse una vez más a Vader, quien es ayudado por Boba Fett. | Después de caer en el agujero de Rancor, Hitler y Vader se enfrentan por tercera vez, frente a frente, en la primera entrega de Epic Rap Battles of History Season 3. Hitler, a punto de ser sacrificado, es apoyado por Hawking y Lando Calrissian para enfrentarse una vez más a Vader, quien es ayudado por Boba Fett. | Después de caer en el agujero de Rancor, Hitler y Vader se enfrentan por tercera vez, frente a frente, en la primera entrega de Epic Rap Battles of History Season 3. Hitler, a punto de ser sacrificado, es apoyado por Hawking y Lando Calrissian para enfrentarse una vez más a Vader, quien es ayudado por Boba Fett. | Después de caer en el agujero de Rancor, Hitler y Vader se enfrentan por tercera vez, frente a frente, en la primera entrega de Epic Rap Battles of History Season 3. Hitler, a punto de ser sacrificado, es apoyado por Hawking y Lando Calrissian para enfrentarse una vez más a Vader, quien es ayudado por Boba Fett. | Después de caer en el agujero de Rancor, Hitler y Vader se enfrentan por tercera vez, frente a frente, en la primera entrega de Epic Rap Battles of History Season 3. Hitler, a punto de ser sacrificado, es apoyado por Hawking y Lando Calrissian para enfrentarse una vez más a Vader, quien es ayudado por Boba Fett. | Después de caer en el agujero de Rancor, Hitler y Vader se enfrentan por tercera vez, frente a frente, en la primera entrega de Epic Rap Battles of History Season 3. Hitler, a punto de ser sacrificado, es apoyado por Hawking y Lando Calrissian para enfrentarse una vez más a Vader, quien es ayudado por Boba Fett. |
| 35 | 2 | Barbanegra vs. Al Capone | Barbanegra | Nice Peter | Edward Kenway - Xin Wuku Piratas - Bryce Wissel, Shaun Lewin y Donnie Davis Gangsters - Shaun Lewin, Yev Belilovsky y Dante Cimadamore | 2:39 | 2 de octubre de 2013 | |
| 35 | 2 | Barbanegra vs. Al Capone | Al Capone | Epic Lloyd | Edward Kenway - Xin Wuku Piratas - Bryce Wissel, Shaun Lewin y Donnie Davis Gangsters - Shaun Lewin, Yev Belilovsky y Dante Cimadamore | 2:39 | 2 de octubre de 2013 | |
| Promociaonado la cuarta parte de Assassin's Creed: Black Flag llega el mafioso gánster Al Capone contra el famoso pirata Barbanegra "Blackbeard" en una ERB por el título del mejor criminal de la historia. Este sería el primer ERB que es promocionado por una compañía "Ubisoft" para promocionar la salida del próximo Assassin's Creed y el tercero en usar a un personaje de videojuegos en una batalla, siendo Master Chief vs Leonidas el primero y Mario Bros. vs Wright Bros. el segundo. | Promociaonado la cuarta parte de Assassin's Creed: Black Flag llega el mafioso gánster Al Capone contra el famoso pirata Barbanegra "Blackbeard" en una ERB por el título del mejor criminal de la historia. Este sería el primer ERB que es promocionado por una compañía "Ubisoft" para promocionar la salida del próximo Assassin's Creed y el tercero en usar a un personaje de videojuegos en una batalla, siendo Master Chief vs Leonidas el primero y Mario Bros. vs Wright Bros. el segundo. | Promociaonado la cuarta parte de Assassin's Creed: Black Flag llega el mafioso gánster Al Capone contra el famoso pirata Barbanegra "Blackbeard" en una ERB por el título del mejor criminal de la historia. Este sería el primer ERB que es promocionado por una compañía "Ubisoft" para promocionar la salida del próximo Assassin's Creed y el tercero en usar a un personaje de videojuegos en una batalla, siendo Master Chief vs Leonidas el primero y Mario Bros. vs Wright Bros. el segundo. | Promociaonado la cuarta parte de Assassin's Creed: Black Flag llega el mafioso gánster Al Capone contra el famoso pirata Barbanegra "Blackbeard" en una ERB por el título del mejor criminal de la historia. Este sería el primer ERB que es promocionado por una compañía "Ubisoft" para promocionar la salida del próximo Assassin's Creed y el tercero en usar a un personaje de videojuegos en una batalla, siendo Master Chief vs Leonidas el primero y Mario Bros. vs Wright Bros. el segundo. | Promociaonado la cuarta parte de Assassin's Creed: Black Flag llega el mafioso gánster Al Capone contra el famoso pirata Barbanegra "Blackbeard" en una ERB por el título del mejor criminal de la historia. Este sería el primer ERB que es promocionado por una compañía "Ubisoft" para promocionar la salida del próximo Assassin's Creed y el tercero en usar a un personaje de videojuegos en una batalla, siendo Master Chief vs Leonidas el primero y Mario Bros. vs Wright Bros. el segundo. | Promociaonado la cuarta parte de Assassin's Creed: Black Flag llega el mafioso gánster Al Capone contra el famoso pirata Barbanegra "Blackbeard" en una ERB por el título del mejor criminal de la historia. Este sería el primer ERB que es promocionado por una compañía "Ubisoft" para promocionar la salida del próximo Assassin's Creed y el tercero en usar a un personaje de videojuegos en una batalla, siendo Master Chief vs Leonidas el primero y Mario Bros. vs Wright Bros. el segundo. | Promociaonado la cuarta parte de Assassin's Creed: Black Flag llega el mafioso gánster Al Capone contra el famoso pirata Barbanegra "Blackbeard" en una ERB por el título del mejor criminal de la historia. Este sería el primer ERB que es promocionado por una compañía "Ubisoft" para promocionar la salida del próximo Assassin's Creed y el tercero en usar a un personaje de videojuegos en una batalla, siendo Master Chief vs Leonidas el primero y Mario Bros. vs Wright Bros. el segundo. | Promociaonado la cuarta parte de Assassin's Creed: Black Flag llega el mafioso gánster Al Capone contra el famoso pirata Barbanegra "Blackbeard" en una ERB por el título del mejor criminal de la historia. Este sería el primer ERB que es promocionado por una compañía "Ubisoft" para promocionar la salida del próximo Assassin's Creed y el tercero en usar a un personaje de videojuegos en una batalla, siendo Master Chief vs Leonidas el primero y Mario Bros. vs Wright Bros. el segundo. | Promociaonado la cuarta parte de Assassin's Creed: Black Flag llega el mafioso gánster Al Capone contra el famoso pirata Barbanegra "Blackbeard" en una ERB por el título del mejor criminal de la historia. Este sería el primer ERB que es promocionado por una compañía "Ubisoft" para promocionar la salida del próximo Assassin's Creed y el tercero en usar a un personaje de videojuegos en una batalla, siendo Master Chief vs Leonidas el primero y Mario Bros. vs Wright Bros. el segundo. |
| 36 | 3 | Miley Cyrus vs. Juana de Arco | Miley Cyrus | Michelle Glavan | Miley Stewart - Nice Peter Lilly Truscott - EpicLloyd | 2:25 | 4 de noviembre de 2013 | |
| 36 | 3 | Miley Cyrus vs. Juana de Arco | Juana de Arco | Jessi Smiles | Miley Stewart - Nice Peter Lilly Truscott - EpicLloyd | 2:25 | 4 de noviembre de 2013 | |
| El tercero de la tercera temporada muestra a la cantante Miley Cyrus enfrentarse a la heroína de la guerra de los cien años Juana de Arco en una 'ERB' para saber quién es la que más revoluciona. | El tercero de la tercera temporada muestra a la cantante Miley Cyrus enfrentarse a la heroína de la guerra de los cien años Juana de Arco en una 'ERB' para saber quién es la que más revoluciona. | El tercero de la tercera temporada muestra a la cantante Miley Cyrus enfrentarse a la heroína de la guerra de los cien años Juana de Arco en una 'ERB' para saber quién es la que más revoluciona. | El tercero de la tercera temporada muestra a la cantante Miley Cyrus enfrentarse a la heroína de la guerra de los cien años Juana de Arco en una 'ERB' para saber quién es la que más revoluciona. | El tercero de la tercera temporada muestra a la cantante Miley Cyrus enfrentarse a la heroína de la guerra de los cien años Juana de Arco en una 'ERB' para saber quién es la que más revoluciona. | El tercero de la tercera temporada muestra a la cantante Miley Cyrus enfrentarse a la heroína de la guerra de los cien años Juana de Arco en una 'ERB' para saber quién es la que más revoluciona. | El tercero de la tercera temporada muestra a la cantante Miley Cyrus enfrentarse a la heroína de la guerra de los cien años Juana de Arco en una 'ERB' para saber quién es la que más revoluciona. | El tercero de la tercera temporada muestra a la cantante Miley Cyrus enfrentarse a la heroína de la guerra de los cien años Juana de Arco en una 'ERB' para saber quién es la que más revoluciona. | El tercero de la tercera temporada muestra a la cantante Miley Cyrus enfrentarse a la heroína de la guerra de los cien años Juana de Arco en una 'ERB' para saber quién es la que más revoluciona. |
| 37 | 4 | Pablo Picasso vs. Bob Ross | Pablo Picasso | Epic Lloyd | - | 2:06 | 18 de noviembre de 2013 | |
| 37 | 4 | Pablo Picasso vs. Bob Ross | Bob Ross | Nice Peter | - | 2:06 | 18 de noviembre de 2013 | |
| El icono del arte Pablo Picasso se enfrenta al pintor televisivo Bob Ross en la primera ERB entre pintores al igual que es la primera ERB en la que aparece un animal real distinto al Homo sapiens, Lump. | El icono del arte Pablo Picasso se enfrenta al pintor televisivo Bob Ross en la primera ERB entre pintores al igual que es la primera ERB en la que aparece un animal real distinto al Homo sapiens, Lump. | El icono del arte Pablo Picasso se enfrenta al pintor televisivo Bob Ross en la primera ERB entre pintores al igual que es la primera ERB en la que aparece un animal real distinto al Homo sapiens, Lump. | El icono del arte Pablo Picasso se enfrenta al pintor televisivo Bob Ross en la primera ERB entre pintores al igual que es la primera ERB en la que aparece un animal real distinto al Homo sapiens, Lump. | El icono del arte Pablo Picasso se enfrenta al pintor televisivo Bob Ross en la primera ERB entre pintores al igual que es la primera ERB en la que aparece un animal real distinto al Homo sapiens, Lump. | El icono del arte Pablo Picasso se enfrenta al pintor televisivo Bob Ross en la primera ERB entre pintores al igual que es la primera ERB en la que aparece un animal real distinto al Homo sapiens, Lump. | El icono del arte Pablo Picasso se enfrenta al pintor televisivo Bob Ross en la primera ERB entre pintores al igual que es la primera ERB en la que aparece un animal real distinto al Homo sapiens, Lump. | El icono del arte Pablo Picasso se enfrenta al pintor televisivo Bob Ross en la primera ERB entre pintores al igual que es la primera ERB en la que aparece un animal real distinto al Homo sapiens, Lump. | El icono del arte Pablo Picasso se enfrenta al pintor televisivo Bob Ross en la primera ERB entre pintores al igual que es la primera ERB en la que aparece un animal real distinto al Homo sapiens, Lump. |
| 38 | 5 | Michael Jordan vs. Muhammad Ali | Michael Jordan | Keegan Michael-Key | - | 2:36 | 2 de diciembre de 2013 | |
| 38 | 5 | Michael Jordan vs. Muhammad Ali | Muhammad Ali | Jordan Peele | - | 2:36 | 2 de diciembre de 2013 | |
| Dos de los deportistas más famosos de todos los tiempos, la estrella de baloncesto Michael Jordan contra la estrella del boxeo Muhammad Ali en una ERB por el título de mejor deportista. Esta es la segunda ERB con estrellas del deporte y la segunda vez en que los actores son Jordan Peele y Keegan Michael-Key quienes ya habían interpretado a Martin Luther King y a Gandhi respectivamente. | Dos de los deportistas más famosos de todos los tiempos, la estrella de baloncesto Michael Jordan contra la estrella del boxeo Muhammad Ali en una ERB por el título de mejor deportista. Esta es la segunda ERB con estrellas del deporte y la segunda vez en que los actores son Jordan Peele y Keegan Michael-Key quienes ya habían interpretado a Martin Luther King y a Gandhi respectivamente. | Dos de los deportistas más famosos de todos los tiempos, la estrella de baloncesto Michael Jordan contra la estrella del boxeo Muhammad Ali en una ERB por el título de mejor deportista. Esta es la segunda ERB con estrellas del deporte y la segunda vez en que los actores son Jordan Peele y Keegan Michael-Key quienes ya habían interpretado a Martin Luther King y a Gandhi respectivamente. | Dos de los deportistas más famosos de todos los tiempos, la estrella de baloncesto Michael Jordan contra la estrella del boxeo Muhammad Ali en una ERB por el título de mejor deportista. Esta es la segunda ERB con estrellas del deporte y la segunda vez en que los actores son Jordan Peele y Keegan Michael-Key quienes ya habían interpretado a Martin Luther King y a Gandhi respectivamente. | Dos de los deportistas más famosos de todos los tiempos, la estrella de baloncesto Michael Jordan contra la estrella del boxeo Muhammad Ali en una ERB por el título de mejor deportista. Esta es la segunda ERB con estrellas del deporte y la segunda vez en que los actores son Jordan Peele y Keegan Michael-Key quienes ya habían interpretado a Martin Luther King y a Gandhi respectivamente. | Dos de los deportistas más famosos de todos los tiempos, la estrella de baloncesto Michael Jordan contra la estrella del boxeo Muhammad Ali en una ERB por el título de mejor deportista. Esta es la segunda ERB con estrellas del deporte y la segunda vez en que los actores son Jordan Peele y Keegan Michael-Key quienes ya habían interpretado a Martin Luther King y a Gandhi respectivamente. | Dos de los deportistas más famosos de todos los tiempos, la estrella de baloncesto Michael Jordan contra la estrella del boxeo Muhammad Ali en una ERB por el título de mejor deportista. Esta es la segunda ERB con estrellas del deporte y la segunda vez en que los actores son Jordan Peele y Keegan Michael-Key quienes ya habían interpretado a Martin Luther King y a Gandhi respectivamente. | Dos de los deportistas más famosos de todos los tiempos, la estrella de baloncesto Michael Jordan contra la estrella del boxeo Muhammad Ali en una ERB por el título de mejor deportista. Esta es la segunda ERB con estrellas del deporte y la segunda vez en que los actores son Jordan Peele y Keegan Michael-Key quienes ya habían interpretado a Martin Luther King y a Gandhi respectivamente. | Dos de los deportistas más famosos de todos los tiempos, la estrella de baloncesto Michael Jordan contra la estrella del boxeo Muhammad Ali en una ERB por el título de mejor deportista. Esta es la segunda ERB con estrellas del deporte y la segunda vez en que los actores son Jordan Peele y Keegan Michael-Key quienes ya habían interpretado a Martin Luther King y a Gandhi respectivamente. |
| 39 | 6 | Donald Trump vs. Ebenezer Scrooge | Donald Trump | Nice Peter | Kayne West - DeStorm JP Morgan - Epic Lloyd Fantasma de las Navidades Futuras - Nice Peter Niños Fantasma - Kai & Naya Berman | 3:26 | 19 de diciembre de 2013 | |
| 39 | 6 | Donald Trump vs. Ebenezer Scrooge | Ebenezer Scrooge | Zach Sherwin (McMr Napkins) | Kayne West - DeStorm JP Morgan - Epic Lloyd Fantasma de las Navidades Futuras - Nice Peter Niños Fantasma - Kai & Naya Berman | 3:26 | 19 de diciembre de 2013 | |
| Aunque estaba esperado para el 16 de diciembre, el especial navideño de ERB enfrenta al multimillonario Donald Trump contra el personaje Ebenezer Scrooge del libro Cuento de Navidad de Charles Dickens. Esta ERB es especial, ya que además de ser 4 contra 1, cuenta la historia del libro de Scrooge: Cuento de Navidad (A Christmas Carol, sobre el viejo, insensible y amargado Scrooge y como es advertido de cambiar por Donald Trump y con los tres fantasmas que encontrara: El Fantasma de las Navidades Pasadas (JP Morgan), El Fantasma de las Navidad Presente (Kayne West) y El Fantasma de las Navidades Futuras (Fantasma de las Navidades Futuras, la Muerte). Al final pasa justamente como en Cuento de Navidad, Scrooge cambia y se vuelve una persona generosa gracias a los Fantasmas y Donald Trump. | Aunque estaba esperado para el 16 de diciembre, el especial navideño de ERB enfrenta al multimillonario Donald Trump contra el personaje Ebenezer Scrooge del libro Cuento de Navidad de Charles Dickens. Esta ERB es especial, ya que además de ser 4 contra 1, cuenta la historia del libro de Scrooge: Cuento de Navidad (A Christmas Carol, sobre el viejo, insensible y amargado Scrooge y como es advertido de cambiar por Donald Trump y con los tres fantasmas que encontrara: El Fantasma de las Navidades Pasadas (JP Morgan), El Fantasma de las Navidad Presente (Kayne West) y El Fantasma de las Navidades Futuras (Fantasma de las Navidades Futuras, la Muerte). Al final pasa justamente como en Cuento de Navidad, Scrooge cambia y se vuelve una persona generosa gracias a los Fantasmas y Donald Trump. | Aunque estaba esperado para el 16 de diciembre, el especial navideño de ERB enfrenta al multimillonario Donald Trump contra el personaje Ebenezer Scrooge del libro Cuento de Navidad de Charles Dickens. Esta ERB es especial, ya que además de ser 4 contra 1, cuenta la historia del libro de Scrooge: Cuento de Navidad (A Christmas Carol, sobre el viejo, insensible y amargado Scrooge y como es advertido de cambiar por Donald Trump y con los tres fantasmas que encontrara: El Fantasma de las Navidades Pasadas (JP Morgan), El Fantasma de las Navidad Presente (Kayne West) y El Fantasma de las Navidades Futuras (Fantasma de las Navidades Futuras, la Muerte). Al final pasa justamente como en Cuento de Navidad, Scrooge cambia y se vuelve una persona generosa gracias a los Fantasmas y Donald Trump. | Aunque estaba esperado para el 16 de diciembre, el especial navideño de ERB enfrenta al multimillonario Donald Trump contra el personaje Ebenezer Scrooge del libro Cuento de Navidad de Charles Dickens. Esta ERB es especial, ya que además de ser 4 contra 1, cuenta la historia del libro de Scrooge: Cuento de Navidad (A Christmas Carol, sobre el viejo, insensible y amargado Scrooge y como es advertido de cambiar por Donald Trump y con los tres fantasmas que encontrara: El Fantasma de las Navidades Pasadas (JP Morgan), El Fantasma de las Navidad Presente (Kayne West) y El Fantasma de las Navidades Futuras (Fantasma de las Navidades Futuras, la Muerte). Al final pasa justamente como en Cuento de Navidad, Scrooge cambia y se vuelve una persona generosa gracias a los Fantasmas y Donald Trump. | Aunque estaba esperado para el 16 de diciembre, el especial navideño de ERB enfrenta al multimillonario Donald Trump contra el personaje Ebenezer Scrooge del libro Cuento de Navidad de Charles Dickens. Esta ERB es especial, ya que además de ser 4 contra 1, cuenta la historia del libro de Scrooge: Cuento de Navidad (A Christmas Carol, sobre el viejo, insensible y amargado Scrooge y como es advertido de cambiar por Donald Trump y con los tres fantasmas que encontrara: El Fantasma de las Navidades Pasadas (JP Morgan), El Fantasma de las Navidad Presente (Kayne West) y El Fantasma de las Navidades Futuras (Fantasma de las Navidades Futuras, la Muerte). Al final pasa justamente como en Cuento de Navidad, Scrooge cambia y se vuelve una persona generosa gracias a los Fantasmas y Donald Trump. | Aunque estaba esperado para el 16 de diciembre, el especial navideño de ERB enfrenta al multimillonario Donald Trump contra el personaje Ebenezer Scrooge del libro Cuento de Navidad de Charles Dickens. Esta ERB es especial, ya que además de ser 4 contra 1, cuenta la historia del libro de Scrooge: Cuento de Navidad (A Christmas Carol, sobre el viejo, insensible y amargado Scrooge y como es advertido de cambiar por Donald Trump y con los tres fantasmas que encontrara: El Fantasma de las Navidades Pasadas (JP Morgan), El Fantasma de las Navidad Presente (Kayne West) y El Fantasma de las Navidades Futuras (Fantasma de las Navidades Futuras, la Muerte). Al final pasa justamente como en Cuento de Navidad, Scrooge cambia y se vuelve una persona generosa gracias a los Fantasmas y Donald Trump. | Aunque estaba esperado para el 16 de diciembre, el especial navideño de ERB enfrenta al multimillonario Donald Trump contra el personaje Ebenezer Scrooge del libro Cuento de Navidad de Charles Dickens. Esta ERB es especial, ya que además de ser 4 contra 1, cuenta la historia del libro de Scrooge: Cuento de Navidad (A Christmas Carol, sobre el viejo, insensible y amargado Scrooge y como es advertido de cambiar por Donald Trump y con los tres fantasmas que encontrara: El Fantasma de las Navidades Pasadas (JP Morgan), El Fantasma de las Navidad Presente (Kayne West) y El Fantasma de las Navidades Futuras (Fantasma de las Navidades Futuras, la Muerte). Al final pasa justamente como en Cuento de Navidad, Scrooge cambia y se vuelve una persona generosa gracias a los Fantasmas y Donald Trump. | Aunque estaba esperado para el 16 de diciembre, el especial navideño de ERB enfrenta al multimillonario Donald Trump contra el personaje Ebenezer Scrooge del libro Cuento de Navidad de Charles Dickens. Esta ERB es especial, ya que además de ser 4 contra 1, cuenta la historia del libro de Scrooge: Cuento de Navidad (A Christmas Carol, sobre el viejo, insensible y amargado Scrooge y como es advertido de cambiar por Donald Trump y con los tres fantasmas que encontrara: El Fantasma de las Navidades Pasadas (JP Morgan), El Fantasma de las Navidad Presente (Kayne West) y El Fantasma de las Navidades Futuras (Fantasma de las Navidades Futuras, la Muerte). Al final pasa justamente como en Cuento de Navidad, Scrooge cambia y se vuelve una persona generosa gracias a los Fantasmas y Donald Trump. | Aunque estaba esperado para el 16 de diciembre, el especial navideño de ERB enfrenta al multimillonario Donald Trump contra el personaje Ebenezer Scrooge del libro Cuento de Navidad de Charles Dickens. Esta ERB es especial, ya que además de ser 4 contra 1, cuenta la historia del libro de Scrooge: Cuento de Navidad (A Christmas Carol, sobre el viejo, insensible y amargado Scrooge y como es advertido de cambiar por Donald Trump y con los tres fantasmas que encontrara: El Fantasma de las Navidades Pasadas (JP Morgan), El Fantasma de las Navidad Presente (Kayne West) y El Fantasma de las Navidades Futuras (Fantasma de las Navidades Futuras, la Muerte). Al final pasa justamente como en Cuento de Navidad, Scrooge cambia y se vuelve una persona generosa gracias a los Fantasmas y Donald Trump. |
| 40 | 7 | Walter White "Hisenberg" vs. Rick Grimes | Walter White | Epic Lloyd | zombis(Wakers) - Amy Bury, Neil Blan, Ray Timmons y Tom Walsh | 2:18 | 5 de mayo de 2014 | |
| 40 | 7 | Walter White "Hisenberg" vs. Rick Grimes | Rick Grimes | Nice Peter | zombis(Wakers) - Amy Bury, Neil Blan, Ray Timmons y Tom Walsh | 2:18 | 5 de mayo de 2014 | |
| Después de la espera de cuatro meses y medio, el protagonista de la famosa serie Breaking Bad: Walter White se enfrenta contra Rick Grimes de la serie The Walking Dead. Compitiendo por el ver quien es el mejor protagonista de la pantalla chica, en el primer ERB entre personajes de series de televisión. | Después de la espera de cuatro meses y medio, el protagonista de la famosa serie Breaking Bad: Walter White se enfrenta contra Rick Grimes de la serie The Walking Dead. Compitiendo por el ver quien es el mejor protagonista de la pantalla chica, en el primer ERB entre personajes de series de televisión. | Después de la espera de cuatro meses y medio, el protagonista de la famosa serie Breaking Bad: Walter White se enfrenta contra Rick Grimes de la serie The Walking Dead. Compitiendo por el ver quien es el mejor protagonista de la pantalla chica, en el primer ERB entre personajes de series de televisión. | Después de la espera de cuatro meses y medio, el protagonista de la famosa serie Breaking Bad: Walter White se enfrenta contra Rick Grimes de la serie The Walking Dead. Compitiendo por el ver quien es el mejor protagonista de la pantalla chica, en el primer ERB entre personajes de series de televisión. | Después de la espera de cuatro meses y medio, el protagonista de la famosa serie Breaking Bad: Walter White se enfrenta contra Rick Grimes de la serie The Walking Dead. Compitiendo por el ver quien es el mejor protagonista de la pantalla chica, en el primer ERB entre personajes de series de televisión. | Después de la espera de cuatro meses y medio, el protagonista de la famosa serie Breaking Bad: Walter White se enfrenta contra Rick Grimes de la serie The Walking Dead. Compitiendo por el ver quien es el mejor protagonista de la pantalla chica, en el primer ERB entre personajes de series de televisión. | Después de la espera de cuatro meses y medio, el protagonista de la famosa serie Breaking Bad: Walter White se enfrenta contra Rick Grimes de la serie The Walking Dead. Compitiendo por el ver quien es el mejor protagonista de la pantalla chica, en el primer ERB entre personajes de series de televisión. | Después de la espera de cuatro meses y medio, el protagonista de la famosa serie Breaking Bad: Walter White se enfrenta contra Rick Grimes de la serie The Walking Dead. Compitiendo por el ver quien es el mejor protagonista de la pantalla chica, en el primer ERB entre personajes de series de televisión. | Después de la espera de cuatro meses y medio, el protagonista de la famosa serie Breaking Bad: Walter White se enfrenta contra Rick Grimes de la serie The Walking Dead. Compitiendo por el ver quien es el mejor protagonista de la pantalla chica, en el primer ERB entre personajes de series de televisión. |
| 41 | 8 | Superman vs. Goku | Superman | Epic Lloyd | Jimmy Olsen & Krilin - Nice Peter | 1:48 | 19 de mayo de 2014 | |
| 41 | 8 | Superman vs. Goku | Goku | Ray William Johnson | Jimmy Olsen & Krilin - Nice Peter | 1:48 | 19 de mayo de 2014 | |
| El superhéroe de DC Cómics, el famoso Hombre de Acero: Superman se enfrenta contra el personaje Goku de la saga de animes y mangas Dragon Ball, en una ERB por ver quien es el superhéroe más poderoso. Siendo este el primer ERB en incluir a un personaje de Anime y contar con la participación del famoso Youtuber, Ray William Johnson. | El superhéroe de DC Cómics, el famoso Hombre de Acero: Superman se enfrenta contra el personaje Goku de la saga de animes y mangas Dragon Ball, en una ERB por ver quien es el superhéroe más poderoso. Siendo este el primer ERB en incluir a un personaje de Anime y contar con la participación del famoso Youtuber, Ray William Johnson. | El superhéroe de DC Cómics, el famoso Hombre de Acero: Superman se enfrenta contra el personaje Goku de la saga de animes y mangas Dragon Ball, en una ERB por ver quien es el superhéroe más poderoso. Siendo este el primer ERB en incluir a un personaje de Anime y contar con la participación del famoso Youtuber, Ray William Johnson. | El superhéroe de DC Cómics, el famoso Hombre de Acero: Superman se enfrenta contra el personaje Goku de la saga de animes y mangas Dragon Ball, en una ERB por ver quien es el superhéroe más poderoso. Siendo este el primer ERB en incluir a un personaje de Anime y contar con la participación del famoso Youtuber, Ray William Johnson. | El superhéroe de DC Cómics, el famoso Hombre de Acero: Superman se enfrenta contra el personaje Goku de la saga de animes y mangas Dragon Ball, en una ERB por ver quien es el superhéroe más poderoso. Siendo este el primer ERB en incluir a un personaje de Anime y contar con la participación del famoso Youtuber, Ray William Johnson. | El superhéroe de DC Cómics, el famoso Hombre de Acero: Superman se enfrenta contra el personaje Goku de la saga de animes y mangas Dragon Ball, en una ERB por ver quien es el superhéroe más poderoso. Siendo este el primer ERB en incluir a un personaje de Anime y contar con la participación del famoso Youtuber, Ray William Johnson. | El superhéroe de DC Cómics, el famoso Hombre de Acero: Superman se enfrenta contra el personaje Goku de la saga de animes y mangas Dragon Ball, en una ERB por ver quien es el superhéroe más poderoso. Siendo este el primer ERB en incluir a un personaje de Anime y contar con la participación del famoso Youtuber, Ray William Johnson. | El superhéroe de DC Cómics, el famoso Hombre de Acero: Superman se enfrenta contra el personaje Goku de la saga de animes y mangas Dragon Ball, en una ERB por ver quien es el superhéroe más poderoso. Siendo este el primer ERB en incluir a un personaje de Anime y contar con la participación del famoso Youtuber, Ray William Johnson. | El superhéroe de DC Cómics, el famoso Hombre de Acero: Superman se enfrenta contra el personaje Goku de la saga de animes y mangas Dragon Ball, en una ERB por ver quien es el superhéroe más poderoso. Siendo este el primer ERB en incluir a un personaje de Anime y contar con la participación del famoso Youtuber, Ray William Johnson. |
| 42 | 9 | Stephen King vs. Edgar Allan Poe | Stephen King | Zach Sherwin | - | 2:24 | 2 de junio de 2014 | |
| 42 | 9 | Stephen King vs. Edgar Allan Poe | Edgar Allan Poe | George Watsky | - | 2:24 | 2 de junio de 2014 | |
| Los escritores más famosos y popularizados de gore y terror Edgar Allan Poe y Stephen King se enfrentan en una ERB por el renombre del mejor escritor de literatura "oscura", siendo esta la segunda ERB entre escritores desde William Shakespeare (También interpretado por George Watsky) y Doctor Seuss. Esta es la quinta batalla en la que colabora MC Napkins o Zach Sherwin y la tercera que cuenta con la participación de Watsky. A destacar que los versos de Poe están escritos en troqueo, una técnica literaria que usaba el autor en sus poemas, y que los versos de King son más largos a diferencia de los versos más reducidos de Poe creando un paralelismo con el grosor habitual de sus publicaciones: mientras las novelas de King destacan por su gran número de páginas, Edgar Allan Poe solía publicar historias cortas o poemas. El propio King escribió en su perfil de Twitter que Poe había ganado la batalla. Citando "Buenas y malas noticias: Mr. Mercedes sale a la venta mañana, pero creo que Poe me ha ganado en el concurso de rap:-(" | Los escritores más famosos y popularizados de gore y terror Edgar Allan Poe y Stephen King se enfrentan en una ERB por el renombre del mejor escritor de literatura "oscura", siendo esta la segunda ERB entre escritores desde William Shakespeare (También interpretado por George Watsky) y Doctor Seuss. Esta es la quinta batalla en la que colabora MC Napkins o Zach Sherwin y la tercera que cuenta con la participación de Watsky. A destacar que los versos de Poe están escritos en troqueo, una técnica literaria que usaba el autor en sus poemas, y que los versos de King son más largos a diferencia de los versos más reducidos de Poe creando un paralelismo con el grosor habitual de sus publicaciones: mientras las novelas de King destacan por su gran número de páginas, Edgar Allan Poe solía publicar historias cortas o poemas. El propio King escribió en su perfil de Twitter que Poe había ganado la batalla. Citando "Buenas y malas noticias: Mr. Mercedes sale a la venta mañana, pero creo que Poe me ha ganado en el concurso de rap:-(" | Los escritores más famosos y popularizados de gore y terror Edgar Allan Poe y Stephen King se enfrentan en una ERB por el renombre del mejor escritor de literatura "oscura", siendo esta la segunda ERB entre escritores desde William Shakespeare (También interpretado por George Watsky) y Doctor Seuss. Esta es la quinta batalla en la que colabora MC Napkins o Zach Sherwin y la tercera que cuenta con la participación de Watsky. A destacar que los versos de Poe están escritos en troqueo, una técnica literaria que usaba el autor en sus poemas, y que los versos de King son más largos a diferencia de los versos más reducidos de Poe creando un paralelismo con el grosor habitual de sus publicaciones: mientras las novelas de King destacan por su gran número de páginas, Edgar Allan Poe solía publicar historias cortas o poemas. El propio King escribió en su perfil de Twitter que Poe había ganado la batalla. Citando "Buenas y malas noticias: Mr. Mercedes sale a la venta mañana, pero creo que Poe me ha ganado en el concurso de rap:-(" | Los escritores más famosos y popularizados de gore y terror Edgar Allan Poe y Stephen King se enfrentan en una ERB por el renombre del mejor escritor de literatura "oscura", siendo esta la segunda ERB entre escritores desde William Shakespeare (También interpretado por George Watsky) y Doctor Seuss. Esta es la quinta batalla en la que colabora MC Napkins o Zach Sherwin y la tercera que cuenta con la participación de Watsky. A destacar que los versos de Poe están escritos en troqueo, una técnica literaria que usaba el autor en sus poemas, y que los versos de King son más largos a diferencia de los versos más reducidos de Poe creando un paralelismo con el grosor habitual de sus publicaciones: mientras las novelas de King destacan por su gran número de páginas, Edgar Allan Poe solía publicar historias cortas o poemas. El propio King escribió en su perfil de Twitter que Poe había ganado la batalla. Citando "Buenas y malas noticias: Mr. Mercedes sale a la venta mañana, pero creo que Poe me ha ganado en el concurso de rap:-(" | Los escritores más famosos y popularizados de gore y terror Edgar Allan Poe y Stephen King se enfrentan en una ERB por el renombre del mejor escritor de literatura "oscura", siendo esta la segunda ERB entre escritores desde William Shakespeare (También interpretado por George Watsky) y Doctor Seuss. Esta es la quinta batalla en la que colabora MC Napkins o Zach Sherwin y la tercera que cuenta con la participación de Watsky. A destacar que los versos de Poe están escritos en troqueo, una técnica literaria que usaba el autor en sus poemas, y que los versos de King son más largos a diferencia de los versos más reducidos de Poe creando un paralelismo con el grosor habitual de sus publicaciones: mientras las novelas de King destacan por su gran número de páginas, Edgar Allan Poe solía publicar historias cortas o poemas. El propio King escribió en su perfil de Twitter que Poe había ganado la batalla. Citando "Buenas y malas noticias: Mr. Mercedes sale a la venta mañana, pero creo que Poe me ha ganado en el concurso de rap:-(" | Los escritores más famosos y popularizados de gore y terror Edgar Allan Poe y Stephen King se enfrentan en una ERB por el renombre del mejor escritor de literatura "oscura", siendo esta la segunda ERB entre escritores desde William Shakespeare (También interpretado por George Watsky) y Doctor Seuss. Esta es la quinta batalla en la que colabora MC Napkins o Zach Sherwin y la tercera que cuenta con la participación de Watsky. A destacar que los versos de Poe están escritos en troqueo, una técnica literaria que usaba el autor en sus poemas, y que los versos de King son más largos a diferencia de los versos más reducidos de Poe creando un paralelismo con el grosor habitual de sus publicaciones: mientras las novelas de King destacan por su gran número de páginas, Edgar Allan Poe solía publicar historias cortas o poemas. El propio King escribió en su perfil de Twitter que Poe había ganado la batalla. Citando "Buenas y malas noticias: Mr. Mercedes sale a la venta mañana, pero creo que Poe me ha ganado en el concurso de rap:-(" | Los escritores más famosos y popularizados de gore y terror Edgar Allan Poe y Stephen King se enfrentan en una ERB por el renombre del mejor escritor de literatura "oscura", siendo esta la segunda ERB entre escritores desde William Shakespeare (También interpretado por George Watsky) y Doctor Seuss. Esta es la quinta batalla en la que colabora MC Napkins o Zach Sherwin y la tercera que cuenta con la participación de Watsky. A destacar que los versos de Poe están escritos en troqueo, una técnica literaria que usaba el autor en sus poemas, y que los versos de King son más largos a diferencia de los versos más reducidos de Poe creando un paralelismo con el grosor habitual de sus publicaciones: mientras las novelas de King destacan por su gran número de páginas, Edgar Allan Poe solía publicar historias cortas o poemas. El propio King escribió en su perfil de Twitter que Poe había ganado la batalla. Citando "Buenas y malas noticias: Mr. Mercedes sale a la venta mañana, pero creo que Poe me ha ganado en el concurso de rap:-(" | Los escritores más famosos y popularizados de gore y terror Edgar Allan Poe y Stephen King se enfrentan en una ERB por el renombre del mejor escritor de literatura "oscura", siendo esta la segunda ERB entre escritores desde William Shakespeare (También interpretado por George Watsky) y Doctor Seuss. Esta es la quinta batalla en la que colabora MC Napkins o Zach Sherwin y la tercera que cuenta con la participación de Watsky. A destacar que los versos de Poe están escritos en troqueo, una técnica literaria que usaba el autor en sus poemas, y que los versos de King son más largos a diferencia de los versos más reducidos de Poe creando un paralelismo con el grosor habitual de sus publicaciones: mientras las novelas de King destacan por su gran número de páginas, Edgar Allan Poe solía publicar historias cortas o poemas. El propio King escribió en su perfil de Twitter que Poe había ganado la batalla. Citando "Buenas y malas noticias: Mr. Mercedes sale a la venta mañana, pero creo que Poe me ha ganado en el concurso de rap:-(" | Los escritores más famosos y popularizados de gore y terror Edgar Allan Poe y Stephen King se enfrentan en una ERB por el renombre del mejor escritor de literatura "oscura", siendo esta la segunda ERB entre escritores desde William Shakespeare (También interpretado por George Watsky) y Doctor Seuss. Esta es la quinta batalla en la que colabora MC Napkins o Zach Sherwin y la tercera que cuenta con la participación de Watsky. A destacar que los versos de Poe están escritos en troqueo, una técnica literaria que usaba el autor en sus poemas, y que los versos de King son más largos a diferencia de los versos más reducidos de Poe creando un paralelismo con el grosor habitual de sus publicaciones: mientras las novelas de King destacan por su gran número de páginas, Edgar Allan Poe solía publicar historias cortas o poemas. El propio King escribió en su perfil de Twitter que Poe había ganado la batalla. Citando "Buenas y malas noticias: Mr. Mercedes sale a la venta mañana, pero creo que Poe me ha ganado en el concurso de rap:-(" |
| 43 | 10 | Sir. Isaac Newton vs. Bill Nye | Bill Nye | Nice Peter | Neil deGrasse Tyson - Chali 2na Carl Sagan - Epic Lloyd | 2:47 | 16 de junio de 2014 | |
| 43 | 10 | Sir. Isaac Newton vs. Bill Nye | Sir. Isaac Newton | Weird Al Yankovic | Neil deGrasse Tyson - Chali 2na Carl Sagan - Epic Lloyd | 2:47 | 16 de junio de 2014 | |
| El científico, descubridor de la gravedad y amante de las manzanas Sir. Isaac Newton se enfrenta al protagonista del programa Bill Nye the Science Guy: Bill Nye en otra ERB entre científicos por el puesto de mejor científico, mejor mente o simplemente para saber quien enseñó más a la humanidad en las ciencias. En colaboración con el famoso humorista y cantante Weird Al Yankovic siendo el segundo icono afamado de la música (Aparte de aquellos en YouTube) en participar en ERB, el primero siendo Snoop Dogg. | El científico, descubridor de la gravedad y amante de las manzanas Sir. Isaac Newton se enfrenta al protagonista del programa Bill Nye the Science Guy: Bill Nye en otra ERB entre científicos por el puesto de mejor científico, mejor mente o simplemente para saber quien enseñó más a la humanidad en las ciencias. En colaboración con el famoso humorista y cantante Weird Al Yankovic siendo el segundo icono afamado de la música (Aparte de aquellos en YouTube) en participar en ERB, el primero siendo Snoop Dogg. | El científico, descubridor de la gravedad y amante de las manzanas Sir. Isaac Newton se enfrenta al protagonista del programa Bill Nye the Science Guy: Bill Nye en otra ERB entre científicos por el puesto de mejor científico, mejor mente o simplemente para saber quien enseñó más a la humanidad en las ciencias. En colaboración con el famoso humorista y cantante Weird Al Yankovic siendo el segundo icono afamado de la música (Aparte de aquellos en YouTube) en participar en ERB, el primero siendo Snoop Dogg. | El científico, descubridor de la gravedad y amante de las manzanas Sir. Isaac Newton se enfrenta al protagonista del programa Bill Nye the Science Guy: Bill Nye en otra ERB entre científicos por el puesto de mejor científico, mejor mente o simplemente para saber quien enseñó más a la humanidad en las ciencias. En colaboración con el famoso humorista y cantante Weird Al Yankovic siendo el segundo icono afamado de la música (Aparte de aquellos en YouTube) en participar en ERB, el primero siendo Snoop Dogg. | El científico, descubridor de la gravedad y amante de las manzanas Sir. Isaac Newton se enfrenta al protagonista del programa Bill Nye the Science Guy: Bill Nye en otra ERB entre científicos por el puesto de mejor científico, mejor mente o simplemente para saber quien enseñó más a la humanidad en las ciencias. En colaboración con el famoso humorista y cantante Weird Al Yankovic siendo el segundo icono afamado de la música (Aparte de aquellos en YouTube) en participar en ERB, el primero siendo Snoop Dogg. | El científico, descubridor de la gravedad y amante de las manzanas Sir. Isaac Newton se enfrenta al protagonista del programa Bill Nye the Science Guy: Bill Nye en otra ERB entre científicos por el puesto de mejor científico, mejor mente o simplemente para saber quien enseñó más a la humanidad en las ciencias. En colaboración con el famoso humorista y cantante Weird Al Yankovic siendo el segundo icono afamado de la música (Aparte de aquellos en YouTube) en participar en ERB, el primero siendo Snoop Dogg. | El científico, descubridor de la gravedad y amante de las manzanas Sir. Isaac Newton se enfrenta al protagonista del programa Bill Nye the Science Guy: Bill Nye en otra ERB entre científicos por el puesto de mejor científico, mejor mente o simplemente para saber quien enseñó más a la humanidad en las ciencias. En colaboración con el famoso humorista y cantante Weird Al Yankovic siendo el segundo icono afamado de la música (Aparte de aquellos en YouTube) en participar en ERB, el primero siendo Snoop Dogg. | El científico, descubridor de la gravedad y amante de las manzanas Sir. Isaac Newton se enfrenta al protagonista del programa Bill Nye the Science Guy: Bill Nye en otra ERB entre científicos por el puesto de mejor científico, mejor mente o simplemente para saber quien enseñó más a la humanidad en las ciencias. En colaboración con el famoso humorista y cantante Weird Al Yankovic siendo el segundo icono afamado de la música (Aparte de aquellos en YouTube) en participar en ERB, el primero siendo Snoop Dogg. | El científico, descubridor de la gravedad y amante de las manzanas Sir. Isaac Newton se enfrenta al protagonista del programa Bill Nye the Science Guy: Bill Nye en otra ERB entre científicos por el puesto de mejor científico, mejor mente o simplemente para saber quien enseñó más a la humanidad en las ciencias. En colaboración con el famoso humorista y cantante Weird Al Yankovic siendo el segundo icono afamado de la música (Aparte de aquellos en YouTube) en participar en ERB, el primero siendo Snoop Dogg. |
| 44 | 11 | George Washington vs. William Wallace | George Washington | Nice Peter | Estadounidenses: Jack Zullo, Mike Elder y Jeff MacKinnon Escoceses: Reynaldo Garnica, Seth Brown y Joey Greer | 2:32 | 30 de junio de 2014 | |
| 44 | 11 | George Washington vs. William Wallace | William Wallace | Epic Lloyd | Estadounidenses: Jack Zullo, Mike Elder y Jeff MacKinnon Escoceses: Reynaldo Garnica, Seth Brown y Joey Greer | 2:32 | 30 de junio de 2014 | |
| El padre Fundador de Estados Unidos: George Washington se enfrenta al guerrero y líder escocés William Wallace en una ERB que determinara quien es mejor "Padre Fundador" de su nación y quien fue el mejor líder en busca de la libertad. | El padre Fundador de Estados Unidos: George Washington se enfrenta al guerrero y líder escocés William Wallace en una ERB que determinara quien es mejor "Padre Fundador" de su nación y quien fue el mejor líder en busca de la libertad. | El padre Fundador de Estados Unidos: George Washington se enfrenta al guerrero y líder escocés William Wallace en una ERB que determinara quien es mejor "Padre Fundador" de su nación y quien fue el mejor líder en busca de la libertad. | El padre Fundador de Estados Unidos: George Washington se enfrenta al guerrero y líder escocés William Wallace en una ERB que determinara quien es mejor "Padre Fundador" de su nación y quien fue el mejor líder en busca de la libertad. | El padre Fundador de Estados Unidos: George Washington se enfrenta al guerrero y líder escocés William Wallace en una ERB que determinara quien es mejor "Padre Fundador" de su nación y quien fue el mejor líder en busca de la libertad. | El padre Fundador de Estados Unidos: George Washington se enfrenta al guerrero y líder escocés William Wallace en una ERB que determinara quien es mejor "Padre Fundador" de su nación y quien fue el mejor líder en busca de la libertad. | El padre Fundador de Estados Unidos: George Washington se enfrenta al guerrero y líder escocés William Wallace en una ERB que determinara quien es mejor "Padre Fundador" de su nación y quien fue el mejor líder en busca de la libertad. | El padre Fundador de Estados Unidos: George Washington se enfrenta al guerrero y líder escocés William Wallace en una ERB que determinara quien es mejor "Padre Fundador" de su nación y quien fue el mejor líder en busca de la libertad. | El padre Fundador de Estados Unidos: George Washington se enfrenta al guerrero y líder escocés William Wallace en una ERB que determinara quien es mejor "Padre Fundador" de su nación y quien fue el mejor líder en busca de la libertad. |
| 45 | 12 | Artistas vs. Tortugas Ninja | Leonardo Da Vinci | Link Neal (Rhett y Link) | - | 2:14 | 14 de julio de 2014 | |
| 45 | 12 | Artistas vs. Tortugas Ninja | Donatello | Rhett McLaughlin (Rhett y Link) | - | 2:14 | 14 de julio de 2014 | |
| 45 | 12 | Artistas vs. Tortugas Ninja | Rafael Sanzio | Anthony Padilla (Smosh) | - | 2:14 | 14 de julio de 2014 | |
| 45 | 12 | Artistas vs. Tortugas Ninja | Miguel Ángel | Ian Hecox (Smosh) | - | 2:14 | 14 de julio de 2014 | |
| 45 | 12 | Artistas vs. Tortugas Ninja | Tortugas Ninja | Epic Lloyd \| Nice Peter (voice) | - | 2:14 | 14 de julio de 2014 | |
| En la última batalla de la tercera temporada, se enfrentan los grandes artistas del Renacimiento: Rafael Sanzio, Leonardo Da Vinci, Donatello y Miguel Ángel Buonarroti en una ERB por defender y descubrir quién es el mejor portador de su nombre, contra las Tortugas Ninja: Rafael, Leonardo, Donatello y Michelangelo. Esta es la primera ERB con contar con más de un dúo de invitados especiales (Smosh y Rhett y Link) y la tercera en contar con un protagonista no humano (La primera: "Genghis Khan vs. Easter Bunny" y la segunda "Dr. Seuss vs. William Shakespeare"). Además, es hasta la actualidad, la ERBcon más protagonistas hasta la fecha, contando con 8. | En la última batalla de la tercera temporada, se enfrentan los grandes artistas del Renacimiento: Rafael Sanzio, Leonardo Da Vinci, Donatello y Miguel Ángel Buonarroti en una ERB por defender y descubrir quién es el mejor portador de su nombre, contra las Tortugas Ninja: Rafael, Leonardo, Donatello y Michelangelo. Esta es la primera ERB con contar con más de un dúo de invitados especiales (Smosh y Rhett y Link) y la tercera en contar con un protagonista no humano (La primera: "Genghis Khan vs. Easter Bunny" y la segunda "Dr. Seuss vs. William Shakespeare"). Además, es hasta la actualidad, la ERBcon más protagonistas hasta la fecha, contando con 8. | En la última batalla de la tercera temporada, se enfrentan los grandes artistas del Renacimiento: Rafael Sanzio, Leonardo Da Vinci, Donatello y Miguel Ángel Buonarroti en una ERB por defender y descubrir quién es el mejor portador de su nombre, contra las Tortugas Ninja: Rafael, Leonardo, Donatello y Michelangelo. Esta es la primera ERB con contar con más de un dúo de invitados especiales (Smosh y Rhett y Link) y la tercera en contar con un protagonista no humano (La primera: "Genghis Khan vs. Easter Bunny" y la segunda "Dr. Seuss vs. William Shakespeare"). Además, es hasta la actualidad, la ERBcon más protagonistas hasta la fecha, contando con 8. | En la última batalla de la tercera temporada, se enfrentan los grandes artistas del Renacimiento: Rafael Sanzio, Leonardo Da Vinci, Donatello y Miguel Ángel Buonarroti en una ERB por defender y descubrir quién es el mejor portador de su nombre, contra las Tortugas Ninja: Rafael, Leonardo, Donatello y Michelangelo. Esta es la primera ERB con contar con más de un dúo de invitados especiales (Smosh y Rhett y Link) y la tercera en contar con un protagonista no humano (La primera: "Genghis Khan vs. Easter Bunny" y la segunda "Dr. Seuss vs. William Shakespeare"). Además, es hasta la actualidad, la ERBcon más protagonistas hasta la fecha, contando con 8. | En la última batalla de la tercera temporada, se enfrentan los grandes artistas del Renacimiento: Rafael Sanzio, Leonardo Da Vinci, Donatello y Miguel Ángel Buonarroti en una ERB por defender y descubrir quién es el mejor portador de su nombre, contra las Tortugas Ninja: Rafael, Leonardo, Donatello y Michelangelo. Esta es la primera ERB con contar con más de un dúo de invitados especiales (Smosh y Rhett y Link) y la tercera en contar con un protagonista no humano (La primera: "Genghis Khan vs. Easter Bunny" y la segunda "Dr. Seuss vs. William Shakespeare"). Además, es hasta la actualidad, la ERBcon más protagonistas hasta la fecha, contando con 8. | En la última batalla de la tercera temporada, se enfrentan los grandes artistas del Renacimiento: Rafael Sanzio, Leonardo Da Vinci, Donatello y Miguel Ángel Buonarroti en una ERB por defender y descubrir quién es el mejor portador de su nombre, contra las Tortugas Ninja: Rafael, Leonardo, Donatello y Michelangelo. Esta es la primera ERB con contar con más de un dúo de invitados especiales (Smosh y Rhett y Link) y la tercera en contar con un protagonista no humano (La primera: "Genghis Khan vs. Easter Bunny" y la segunda "Dr. Seuss vs. William Shakespeare"). Además, es hasta la actualidad, la ERBcon más protagonistas hasta la fecha, contando con 8. | En la última batalla de la tercera temporada, se enfrentan los grandes artistas del Renacimiento: Rafael Sanzio, Leonardo Da Vinci, Donatello y Miguel Ángel Buonarroti en una ERB por defender y descubrir quién es el mejor portador de su nombre, contra las Tortugas Ninja: Rafael, Leonardo, Donatello y Michelangelo. Esta es la primera ERB con contar con más de un dúo de invitados especiales (Smosh y Rhett y Link) y la tercera en contar con un protagonista no humano (La primera: "Genghis Khan vs. Easter Bunny" y la segunda "Dr. Seuss vs. William Shakespeare"). Además, es hasta la actualidad, la ERBcon más protagonistas hasta la fecha, contando con 8. | En la última batalla de la tercera temporada, se enfrentan los grandes artistas del Renacimiento: Rafael Sanzio, Leonardo Da Vinci, Donatello y Miguel Ángel Buonarroti en una ERB por defender y descubrir quién es el mejor portador de su nombre, contra las Tortugas Ninja: Rafael, Leonardo, Donatello y Michelangelo. Esta es la primera ERB con contar con más de un dúo de invitados especiales (Smosh y Rhett y Link) y la tercera en contar con un protagonista no humano (La primera: "Genghis Khan vs. Easter Bunny" y la segunda "Dr. Seuss vs. William Shakespeare"). Además, es hasta la actualidad, la ERBcon más protagonistas hasta la fecha, contando con 8. | En la última batalla de la tercera temporada, se enfrentan los grandes artistas del Renacimiento: Rafael Sanzio, Leonardo Da Vinci, Donatello y Miguel Ángel Buonarroti en una ERB por defender y descubrir quién es el mejor portador de su nombre, contra las Tortugas Ninja: Rafael, Leonardo, Donatello y Michelangelo. Esta es la primera ERB con contar con más de un dúo de invitados especiales (Smosh y Rhett y Link) y la tercera en contar con un protagonista no humano (La primera: "Genghis Khan vs. Easter Bunny" y la segunda "Dr. Seuss vs. William Shakespeare"). Además, es hasta la actualidad, la ERBcon más protagonistas hasta la fecha, contando con 8. |
| --- | --- | --- | --- | --- | --- | --- | --- | --- |

### Cuarta temporada 2014 - 2015
| N.º (ERBH) | N.º (Temp) | Título | Personajes | Personajes | Personajes extra | Duración | Fecha de estreno | Links |
| N.º (ERBH) | N.º (Temp) | Título | Personajes | Actores | Personajes extra | Duración | Fecha de estreno | Links |
| 46 | 1 | Cazafantasmas vs. Cazadores de mitos | Jamie Hyneman | Nice Peter | Kari Byron - Mary Gutfleisch Grant Imahara - KRNFX Tory Belleci - Chris Alvarado Hombre de Malvavisco - Taylor Cu (actor) / Epic Lloyd (voz) Janine Melnitz - Brooke Lawson | 2:27 | 10 de noviembre de 2014 | |
| 46 | 1 | Cazafantasmas vs. Cazadores de mitos | Adam Savage | Epic Lloyd | Kari Byron - Mary Gutfleisch Grant Imahara - KRNFX Tory Belleci - Chris Alvarado Hombre de Malvavisco - Taylor Cu (actor) / Epic Lloyd (voz) Janine Melnitz - Brooke Lawson | 2:27 | 10 de noviembre de 2014 | |
| 46 | 1 | Cazafantasmas vs. Cazadores de mitos | Peter Venkman | Chris Gorbos | Kari Byron - Mary Gutfleisch Grant Imahara - KRNFX Tory Belleci - Chris Alvarado Hombre de Malvavisco - Taylor Cu (actor) / Epic Lloyd (voz) Janine Melnitz - Brooke Lawson | 2:27 | 10 de noviembre de 2014 | |
| 46 | 1 | Cazafantasmas vs. Cazadores de mitos | Ray Stantz | Mark Douglas | Kari Byron - Mary Gutfleisch Grant Imahara - KRNFX Tory Belleci - Chris Alvarado Hombre de Malvavisco - Taylor Cu (actor) / Epic Lloyd (voz) Janine Melnitz - Brooke Lawson | 2:27 | 10 de noviembre de 2014 | |
| 46 | 1 | Cazafantasmas vs. Cazadores de mitos | Egon Spengler | Zach Sherwin | Kari Byron - Mary Gutfleisch Grant Imahara - KRNFX Tory Belleci - Chris Alvarado Hombre de Malvavisco - Taylor Cu (actor) / Epic Lloyd (voz) Janine Melnitz - Brooke Lawson | 2:27 | 10 de noviembre de 2014 | |
| 46 | 1 | Cazafantasmas vs. Cazadores de mitos | Winston Zeddemore | Walter Downing | Kari Byron - Mary Gutfleisch Grant Imahara - KRNFX Tory Belleci - Chris Alvarado Hombre de Malvavisco - Taylor Cu (actor) / Epic Lloyd (voz) Janine Melnitz - Brooke Lawson | 2:27 | 10 de noviembre de 2014 | |
| En la primera batalla de la cuarta temporada, los protagonistas de la afamada película Los Cazafantasmas se enfrentan a los protagonistas de la famosa serie Cazadores de Mitos, en una batalla de rap por quien merece el título de "Cazador" al tiempo que se enfrentan los reveladores de mentiras (Cazadores de Mitos \| vida real) contra los que viven de ellas (Cazafantasmas \| fantasía). Esta es la Epic Rap Battle con más personajes, contando con un total de 10. Los personajes de Kari Byron, Grant Imahara y Tory Belleci son interpretados por Mary Gutfleisch, KRNFX y Chris Alvarado respectivamente mientras que el "Hombre Malvavisco" fue interpretado por Taylor Cu en disfraz y por Epic Lloyd en voz. Este episodio cuenta con la aparición de Brooke Lawson como Janine Melnitz (secretaria). | En la primera batalla de la cuarta temporada, los protagonistas de la afamada película Los Cazafantasmas se enfrentan a los protagonistas de la famosa serie Cazadores de Mitos, en una batalla de rap por quien merece el título de "Cazador" al tiempo que se enfrentan los reveladores de mentiras (Cazadores de Mitos \| vida real) contra los que viven de ellas (Cazafantasmas \| fantasía). Esta es la Epic Rap Battle con más personajes, contando con un total de 10. Los personajes de Kari Byron, Grant Imahara y Tory Belleci son interpretados por Mary Gutfleisch, KRNFX y Chris Alvarado respectivamente mientras que el "Hombre Malvavisco" fue interpretado por Taylor Cu en disfraz y por Epic Lloyd en voz. Este episodio cuenta con la aparición de Brooke Lawson como Janine Melnitz (secretaria). | En la primera batalla de la cuarta temporada, los protagonistas de la afamada película Los Cazafantasmas se enfrentan a los protagonistas de la famosa serie Cazadores de Mitos, en una batalla de rap por quien merece el título de "Cazador" al tiempo que se enfrentan los reveladores de mentiras (Cazadores de Mitos \| vida real) contra los que viven de ellas (Cazafantasmas \| fantasía). Esta es la Epic Rap Battle con más personajes, contando con un total de 10. Los personajes de Kari Byron, Grant Imahara y Tory Belleci son interpretados por Mary Gutfleisch, KRNFX y Chris Alvarado respectivamente mientras que el "Hombre Malvavisco" fue interpretado por Taylor Cu en disfraz y por Epic Lloyd en voz. Este episodio cuenta con la aparición de Brooke Lawson como Janine Melnitz (secretaria). | En la primera batalla de la cuarta temporada, los protagonistas de la afamada película Los Cazafantasmas se enfrentan a los protagonistas de la famosa serie Cazadores de Mitos, en una batalla de rap por quien merece el título de "Cazador" al tiempo que se enfrentan los reveladores de mentiras (Cazadores de Mitos \| vida real) contra los que viven de ellas (Cazafantasmas \| fantasía). Esta es la Epic Rap Battle con más personajes, contando con un total de 10. Los personajes de Kari Byron, Grant Imahara y Tory Belleci son interpretados por Mary Gutfleisch, KRNFX y Chris Alvarado respectivamente mientras que el "Hombre Malvavisco" fue interpretado por Taylor Cu en disfraz y por Epic Lloyd en voz. Este episodio cuenta con la aparición de Brooke Lawson como Janine Melnitz (secretaria). | En la primera batalla de la cuarta temporada, los protagonistas de la afamada película Los Cazafantasmas se enfrentan a los protagonistas de la famosa serie Cazadores de Mitos, en una batalla de rap por quien merece el título de "Cazador" al tiempo que se enfrentan los reveladores de mentiras (Cazadores de Mitos \| vida real) contra los que viven de ellas (Cazafantasmas \| fantasía). Esta es la Epic Rap Battle con más personajes, contando con un total de 10. Los personajes de Kari Byron, Grant Imahara y Tory Belleci son interpretados por Mary Gutfleisch, KRNFX y Chris Alvarado respectivamente mientras que el "Hombre Malvavisco" fue interpretado por Taylor Cu en disfraz y por Epic Lloyd en voz. Este episodio cuenta con la aparición de Brooke Lawson como Janine Melnitz (secretaria). | En la primera batalla de la cuarta temporada, los protagonistas de la afamada película Los Cazafantasmas se enfrentan a los protagonistas de la famosa serie Cazadores de Mitos, en una batalla de rap por quien merece el título de "Cazador" al tiempo que se enfrentan los reveladores de mentiras (Cazadores de Mitos \| vida real) contra los que viven de ellas (Cazafantasmas \| fantasía). Esta es la Epic Rap Battle con más personajes, contando con un total de 10. Los personajes de Kari Byron, Grant Imahara y Tory Belleci son interpretados por Mary Gutfleisch, KRNFX y Chris Alvarado respectivamente mientras que el "Hombre Malvavisco" fue interpretado por Taylor Cu en disfraz y por Epic Lloyd en voz. Este episodio cuenta con la aparición de Brooke Lawson como Janine Melnitz (secretaria). | En la primera batalla de la cuarta temporada, los protagonistas de la afamada película Los Cazafantasmas se enfrentan a los protagonistas de la famosa serie Cazadores de Mitos, en una batalla de rap por quien merece el título de "Cazador" al tiempo que se enfrentan los reveladores de mentiras (Cazadores de Mitos \| vida real) contra los que viven de ellas (Cazafantasmas \| fantasía). Esta es la Epic Rap Battle con más personajes, contando con un total de 10. Los personajes de Kari Byron, Grant Imahara y Tory Belleci son interpretados por Mary Gutfleisch, KRNFX y Chris Alvarado respectivamente mientras que el "Hombre Malvavisco" fue interpretado por Taylor Cu en disfraz y por Epic Lloyd en voz. Este episodio cuenta con la aparición de Brooke Lawson como Janine Melnitz (secretaria). | En la primera batalla de la cuarta temporada, los protagonistas de la afamada película Los Cazafantasmas se enfrentan a los protagonistas de la famosa serie Cazadores de Mitos, en una batalla de rap por quien merece el título de "Cazador" al tiempo que se enfrentan los reveladores de mentiras (Cazadores de Mitos \| vida real) contra los que viven de ellas (Cazafantasmas \| fantasía). Esta es la Epic Rap Battle con más personajes, contando con un total de 10. Los personajes de Kari Byron, Grant Imahara y Tory Belleci son interpretados por Mary Gutfleisch, KRNFX y Chris Alvarado respectivamente mientras que el "Hombre Malvavisco" fue interpretado por Taylor Cu en disfraz y por Epic Lloyd en voz. Este episodio cuenta con la aparición de Brooke Lawson como Janine Melnitz (secretaria). | En la primera batalla de la cuarta temporada, los protagonistas de la afamada película Los Cazafantasmas se enfrentan a los protagonistas de la famosa serie Cazadores de Mitos, en una batalla de rap por quien merece el título de "Cazador" al tiempo que se enfrentan los reveladores de mentiras (Cazadores de Mitos \| vida real) contra los que viven de ellas (Cazafantasmas \| fantasía). Esta es la Epic Rap Battle con más personajes, contando con un total de 10. Los personajes de Kari Byron, Grant Imahara y Tory Belleci son interpretados por Mary Gutfleisch, KRNFX y Chris Alvarado respectivamente mientras que el "Hombre Malvavisco" fue interpretado por Taylor Cu en disfraz y por Epic Lloyd en voz. Este episodio cuenta con la aparición de Brooke Lawson como Janine Melnitz (secretaria). |
| 47 | 2 | Romeo y Julieta vs. Bonnie y Clyde | Romeo | Nice Peter | - | 3:06 | 17 de noviembre de 2014 | |
| 47 | 2 | Romeo y Julieta vs. Bonnie y Clyde | Julieta | Grace Helbig | - | 3:06 | 17 de noviembre de 2014 | |
| 47 | 2 | Romeo y Julieta vs. Bonnie y Clyde | Bonnie | Hannah Hart | - | 3:06 | 17 de noviembre de 2014 | |
| 47 | 2 | Romeo y Julieta vs. Bonnie y Clyde | Clyde | Epic Lloyd | - | 3:06 | 17 de noviembre de 2014 | |
| Los trágicos amantes Romeo Montesco y Julieta Capuleto se enfrentan a la pareja y dúo de criminales Bonnie Parker y Clyde Barrow en una Epic Rab Battle por el título de mejor pareja trágica puesto que ambas murieron de manera repentina y trágica. Sumándose a ERB para ser la tercera batalla consecutiva en hacer más de un protagonista además de ser la primera en incluir un hombre y una mujer en cada equipo. | Los trágicos amantes Romeo Montesco y Julieta Capuleto se enfrentan a la pareja y dúo de criminales Bonnie Parker y Clyde Barrow en una Epic Rab Battle por el título de mejor pareja trágica puesto que ambas murieron de manera repentina y trágica. Sumándose a ERB para ser la tercera batalla consecutiva en hacer más de un protagonista además de ser la primera en incluir un hombre y una mujer en cada equipo. | Los trágicos amantes Romeo Montesco y Julieta Capuleto se enfrentan a la pareja y dúo de criminales Bonnie Parker y Clyde Barrow en una Epic Rab Battle por el título de mejor pareja trágica puesto que ambas murieron de manera repentina y trágica. Sumándose a ERB para ser la tercera batalla consecutiva en hacer más de un protagonista además de ser la primera en incluir un hombre y una mujer en cada equipo. | Los trágicos amantes Romeo Montesco y Julieta Capuleto se enfrentan a la pareja y dúo de criminales Bonnie Parker y Clyde Barrow en una Epic Rab Battle por el título de mejor pareja trágica puesto que ambas murieron de manera repentina y trágica. Sumándose a ERB para ser la tercera batalla consecutiva en hacer más de un protagonista además de ser la primera en incluir un hombre y una mujer en cada equipo. | Los trágicos amantes Romeo Montesco y Julieta Capuleto se enfrentan a la pareja y dúo de criminales Bonnie Parker y Clyde Barrow en una Epic Rab Battle por el título de mejor pareja trágica puesto que ambas murieron de manera repentina y trágica. Sumándose a ERB para ser la tercera batalla consecutiva en hacer más de un protagonista además de ser la primera en incluir un hombre y una mujer en cada equipo. | Los trágicos amantes Romeo Montesco y Julieta Capuleto se enfrentan a la pareja y dúo de criminales Bonnie Parker y Clyde Barrow en una Epic Rab Battle por el título de mejor pareja trágica puesto que ambas murieron de manera repentina y trágica. Sumándose a ERB para ser la tercera batalla consecutiva en hacer más de un protagonista además de ser la primera en incluir un hombre y una mujer en cada equipo. | Los trágicos amantes Romeo Montesco y Julieta Capuleto se enfrentan a la pareja y dúo de criminales Bonnie Parker y Clyde Barrow en una Epic Rab Battle por el título de mejor pareja trágica puesto que ambas murieron de manera repentina y trágica. Sumándose a ERB para ser la tercera batalla consecutiva en hacer más de un protagonista además de ser la primera en incluir un hombre y una mujer en cada equipo. | Los trágicos amantes Romeo Montesco y Julieta Capuleto se enfrentan a la pareja y dúo de criminales Bonnie Parker y Clyde Barrow en una Epic Rab Battle por el título de mejor pareja trágica puesto que ambas murieron de manera repentina y trágica. Sumándose a ERB para ser la tercera batalla consecutiva en hacer más de un protagonista además de ser la primera en incluir un hombre y una mujer en cada equipo. | Los trágicos amantes Romeo Montesco y Julieta Capuleto se enfrentan a la pareja y dúo de criminales Bonnie Parker y Clyde Barrow en una Epic Rab Battle por el título de mejor pareja trágica puesto que ambas murieron de manera repentina y trágica. Sumándose a ERB para ser la tercera batalla consecutiva en hacer más de un protagonista además de ser la primera en incluir un hombre y una mujer en cada equipo. |
| 48 | 3 | Zeus vs. Thor | Zeus | Nice Peter (voz) | Loki Vikingos Griegos | 3:01 | 24 de noviembre de 2014 | |
| 48 | 3 | Zeus vs. Thor | Thor | Epic Lloyd (voz) | Loki Vikingos Griegos | 3:01 | 24 de noviembre de 2014 | |
| El todopoderoso Dios griego Zeus se enfrenta al Dios nórdico Thor en una Epic Rap Battle donde compiten por descubrir quien es el mejor Dios del Trueno. Es la primera ERB donde no aparece ningún actor en escena puesto que es un especial de Lego animado por Sean Willets, Zach Macias y Forrest Whaley. También aparecen los personajes de Posesión, Medusa, Dane Cook, Thor, Afrodita, Lea, Ares, Atena, Dioniso, Hades y el Cerberos. | El todopoderoso Dios griego Zeus se enfrenta al Dios nórdico Thor en una Epic Rap Battle donde compiten por descubrir quien es el mejor Dios del Trueno. Es la primera ERB donde no aparece ningún actor en escena puesto que es un especial de Lego animado por Sean Willets, Zach Macias y Forrest Whaley. También aparecen los personajes de Posesión, Medusa, Dane Cook, Thor, Afrodita, Lea, Ares, Atena, Dioniso, Hades y el Cerberos. | El todopoderoso Dios griego Zeus se enfrenta al Dios nórdico Thor en una Epic Rap Battle donde compiten por descubrir quien es el mejor Dios del Trueno. Es la primera ERB donde no aparece ningún actor en escena puesto que es un especial de Lego animado por Sean Willets, Zach Macias y Forrest Whaley. También aparecen los personajes de Posesión, Medusa, Dane Cook, Thor, Afrodita, Lea, Ares, Atena, Dioniso, Hades y el Cerberos. | El todopoderoso Dios griego Zeus se enfrenta al Dios nórdico Thor en una Epic Rap Battle donde compiten por descubrir quien es el mejor Dios del Trueno. Es la primera ERB donde no aparece ningún actor en escena puesto que es un especial de Lego animado por Sean Willets, Zach Macias y Forrest Whaley. También aparecen los personajes de Posesión, Medusa, Dane Cook, Thor, Afrodita, Lea, Ares, Atena, Dioniso, Hades y el Cerberos. | El todopoderoso Dios griego Zeus se enfrenta al Dios nórdico Thor en una Epic Rap Battle donde compiten por descubrir quien es el mejor Dios del Trueno. Es la primera ERB donde no aparece ningún actor en escena puesto que es un especial de Lego animado por Sean Willets, Zach Macias y Forrest Whaley. También aparecen los personajes de Posesión, Medusa, Dane Cook, Thor, Afrodita, Lea, Ares, Atena, Dioniso, Hades y el Cerberos. | El todopoderoso Dios griego Zeus se enfrenta al Dios nórdico Thor en una Epic Rap Battle donde compiten por descubrir quien es el mejor Dios del Trueno. Es la primera ERB donde no aparece ningún actor en escena puesto que es un especial de Lego animado por Sean Willets, Zach Macias y Forrest Whaley. También aparecen los personajes de Posesión, Medusa, Dane Cook, Thor, Afrodita, Lea, Ares, Atena, Dioniso, Hades y el Cerberos. | El todopoderoso Dios griego Zeus se enfrenta al Dios nórdico Thor en una Epic Rap Battle donde compiten por descubrir quien es el mejor Dios del Trueno. Es la primera ERB donde no aparece ningún actor en escena puesto que es un especial de Lego animado por Sean Willets, Zach Macias y Forrest Whaley. También aparecen los personajes de Posesión, Medusa, Dane Cook, Thor, Afrodita, Lea, Ares, Atena, Dioniso, Hades y el Cerberos. | El todopoderoso Dios griego Zeus se enfrenta al Dios nórdico Thor en una Epic Rap Battle donde compiten por descubrir quien es el mejor Dios del Trueno. Es la primera ERB donde no aparece ningún actor en escena puesto que es un especial de Lego animado por Sean Willets, Zach Macias y Forrest Whaley. También aparecen los personajes de Posesión, Medusa, Dane Cook, Thor, Afrodita, Lea, Ares, Atena, Dioniso, Hades y el Cerberos. | El todopoderoso Dios griego Zeus se enfrenta al Dios nórdico Thor en una Epic Rap Battle donde compiten por descubrir quien es el mejor Dios del Trueno. Es la primera ERB donde no aparece ningún actor en escena puesto que es un especial de Lego animado por Sean Willets, Zach Macias y Forrest Whaley. También aparecen los personajes de Posesión, Medusa, Dane Cook, Thor, Afrodita, Lea, Ares, Atena, Dioniso, Hades y el Cerberos. |
| 49 | 4 | Jack el Destripador vs. Hannibal Lecter | Jack el Destripador | Dan Bull | Barney Matthews | 3:05 | 1 de diciembre de 2014 | |
| 49 | 4 | Jack el Destripador vs. Hannibal Lecter | Hannibal Lecter | Epic Lloyd | Barney Matthews | 3:05 | 1 de diciembre de 2014 | |
| El famoso criminal Jack el Destripador se enfrenta al ficticio caníbal Hannibal Lecter para competir por ver quien es la mejor mente criminal. Es la primera 'ERB que incluye a un asesino en serie y la segunda en ser de un tema de horror (la primera siendo Stephen King vs. Edgar Allan Poe. | El famoso criminal Jack el Destripador se enfrenta al ficticio caníbal Hannibal Lecter para competir por ver quien es la mejor mente criminal. Es la primera 'ERB que incluye a un asesino en serie y la segunda en ser de un tema de horror (la primera siendo Stephen King vs. Edgar Allan Poe. | El famoso criminal Jack el Destripador se enfrenta al ficticio caníbal Hannibal Lecter para competir por ver quien es la mejor mente criminal. Es la primera 'ERB que incluye a un asesino en serie y la segunda en ser de un tema de horror (la primera siendo Stephen King vs. Edgar Allan Poe. | El famoso criminal Jack el Destripador se enfrenta al ficticio caníbal Hannibal Lecter para competir por ver quien es la mejor mente criminal. Es la primera 'ERB que incluye a un asesino en serie y la segunda en ser de un tema de horror (la primera siendo Stephen King vs. Edgar Allan Poe. | El famoso criminal Jack el Destripador se enfrenta al ficticio caníbal Hannibal Lecter para competir por ver quien es la mejor mente criminal. Es la primera 'ERB que incluye a un asesino en serie y la segunda en ser de un tema de horror (la primera siendo Stephen King vs. Edgar Allan Poe. | El famoso criminal Jack el Destripador se enfrenta al ficticio caníbal Hannibal Lecter para competir por ver quien es la mejor mente criminal. Es la primera 'ERB que incluye a un asesino en serie y la segunda en ser de un tema de horror (la primera siendo Stephen King vs. Edgar Allan Poe. | El famoso criminal Jack el Destripador se enfrenta al ficticio caníbal Hannibal Lecter para competir por ver quien es la mejor mente criminal. Es la primera 'ERB que incluye a un asesino en serie y la segunda en ser de un tema de horror (la primera siendo Stephen King vs. Edgar Allan Poe. | El famoso criminal Jack el Destripador se enfrenta al ficticio caníbal Hannibal Lecter para competir por ver quien es la mejor mente criminal. Es la primera 'ERB que incluye a un asesino en serie y la segunda en ser de un tema de horror (la primera siendo Stephen King vs. Edgar Allan Poe. | El famoso criminal Jack el Destripador se enfrenta al ficticio caníbal Hannibal Lecter para competir por ver quien es la mejor mente criminal. Es la primera 'ERB que incluye a un asesino en serie y la segunda en ser de un tema de horror (la primera siendo Stephen King vs. Edgar Allan Poe. |
| 50 | 5 | Ellen DeGeneres vs. Oprah Winfrey | Ellen DeGeneres | Lauren Flans | Dr. Phil - Epic Lloyd Stedman Graham - Atul Simgh | 2:48 | 8 de diciembre de 2014 | |
| 50 | 5 | Ellen DeGeneres vs. Oprah Winfrey | Oprah Winfrey | November Christine | Dr. Phil - Epic Lloyd Stedman Graham - Atul Simgh | 2:48 | 8 de diciembre de 2014 | |
| En el episodio 50 de Epic Rap Battles of History, la famosa comediante y presentadora Ellen DeGeneres se enfrenta a la antigua presentadora de show Oprah Winfrey en un ERB por ver quien es la mejor estrella femenina de la televisión en vivo. | En el episodio 50 de Epic Rap Battles of History, la famosa comediante y presentadora Ellen DeGeneres se enfrenta a la antigua presentadora de show Oprah Winfrey en un ERB por ver quien es la mejor estrella femenina de la televisión en vivo. | En el episodio 50 de Epic Rap Battles of History, la famosa comediante y presentadora Ellen DeGeneres se enfrenta a la antigua presentadora de show Oprah Winfrey en un ERB por ver quien es la mejor estrella femenina de la televisión en vivo. | En el episodio 50 de Epic Rap Battles of History, la famosa comediante y presentadora Ellen DeGeneres se enfrenta a la antigua presentadora de show Oprah Winfrey en un ERB por ver quien es la mejor estrella femenina de la televisión en vivo. | En el episodio 50 de Epic Rap Battles of History, la famosa comediante y presentadora Ellen DeGeneres se enfrenta a la antigua presentadora de show Oprah Winfrey en un ERB por ver quien es la mejor estrella femenina de la televisión en vivo. | En el episodio 50 de Epic Rap Battles of History, la famosa comediante y presentadora Ellen DeGeneres se enfrenta a la antigua presentadora de show Oprah Winfrey en un ERB por ver quien es la mejor estrella femenina de la televisión en vivo. | En el episodio 50 de Epic Rap Battles of History, la famosa comediante y presentadora Ellen DeGeneres se enfrenta a la antigua presentadora de show Oprah Winfrey en un ERB por ver quien es la mejor estrella femenina de la televisión en vivo. | En el episodio 50 de Epic Rap Battles of History, la famosa comediante y presentadora Ellen DeGeneres se enfrenta a la antigua presentadora de show Oprah Winfrey en un ERB por ver quien es la mejor estrella femenina de la televisión en vivo. | En el episodio 50 de Epic Rap Battles of History, la famosa comediante y presentadora Ellen DeGeneres se enfrenta a la antigua presentadora de show Oprah Winfrey en un ERB por ver quien es la mejor estrella femenina de la televisión en vivo. |
| 51 | 6 | Steven Spielberg vs. Alfred Hitchcock | Steven Spielberg | Nice Peter | Quentin Tarantino - WAX Stanley Kubrick - "The Ghost of Stanley Kubrick" Michael Bay - Nice Peter | 3:59 | 15 de diciembre de 2014 | |
| 51 | 6 | Steven Spielberg vs. Alfred Hitchcock | Alfred Hitchcock | Epic Lloyd | Quentin Tarantino - WAX Stanley Kubrick - "The Ghost of Stanley Kubrick" Michael Bay - Nice Peter | 3:59 | 15 de diciembre de 2014 | |
| En una ERB entre los directores de cine más famosos, el director de películas de acción, Steven Spielberg se enfrenta al director de suspenso y terror Alfred Hitchcock. Apareciendo también el director de películas de acción Michael Bay, junto con el director de clásicos Stanley Kubrick y el director de Gore y suspenso Quentin Tarantino. - Michael Bay - Transformers, Armageddon, A Nightmare on Elm Street | En una ERB entre los directores de cine más famosos, el director de películas de acción, Steven Spielberg se enfrenta al director de suspenso y terror Alfred Hitchcock. Apareciendo también el director de películas de acción Michael Bay, junto con el director de clásicos Stanley Kubrick y el director de Gore y suspenso Quentin Tarantino. - Michael Bay - Transformers, Armageddon, A Nightmare on Elm Street | En una ERB entre los directores de cine más famosos, el director de películas de acción, Steven Spielberg se enfrenta al director de suspenso y terror Alfred Hitchcock. Apareciendo también el director de películas de acción Michael Bay, junto con el director de clásicos Stanley Kubrick y el director de Gore y suspenso Quentin Tarantino. - Michael Bay - Transformers, Armageddon, A Nightmare on Elm Street | En una ERB entre los directores de cine más famosos, el director de películas de acción, Steven Spielberg se enfrenta al director de suspenso y terror Alfred Hitchcock. Apareciendo también el director de películas de acción Michael Bay, junto con el director de clásicos Stanley Kubrick y el director de Gore y suspenso Quentin Tarantino. - Michael Bay - Transformers, Armageddon, A Nightmare on Elm Street | En una ERB entre los directores de cine más famosos, el director de películas de acción, Steven Spielberg se enfrenta al director de suspenso y terror Alfred Hitchcock. Apareciendo también el director de películas de acción Michael Bay, junto con el director de clásicos Stanley Kubrick y el director de Gore y suspenso Quentin Tarantino. - Michael Bay - Transformers, Armageddon, A Nightmare on Elm Street | En una ERB entre los directores de cine más famosos, el director de películas de acción, Steven Spielberg se enfrenta al director de suspenso y terror Alfred Hitchcock. Apareciendo también el director de películas de acción Michael Bay, junto con el director de clásicos Stanley Kubrick y el director de Gore y suspenso Quentin Tarantino. - Michael Bay - Transformers, Armageddon, A Nightmare on Elm Street | En una ERB entre los directores de cine más famosos, el director de películas de acción, Steven Spielberg se enfrenta al director de suspenso y terror Alfred Hitchcock. Apareciendo también el director de películas de acción Michael Bay, junto con el director de clásicos Stanley Kubrick y el director de Gore y suspenso Quentin Tarantino. - Michael Bay - Transformers, Armageddon, A Nightmare on Elm Street | En una ERB entre los directores de cine más famosos, el director de películas de acción, Steven Spielberg se enfrenta al director de suspenso y terror Alfred Hitchcock. Apareciendo también el director de películas de acción Michael Bay, junto con el director de clásicos Stanley Kubrick y el director de Gore y suspenso Quentin Tarantino. - Michael Bay - Transformers, Armageddon, A Nightmare on Elm Street | En una ERB entre los directores de cine más famosos, el director de películas de acción, Steven Spielberg se enfrenta al director de suspenso y terror Alfred Hitchcock. Apareciendo también el director de películas de acción Michael Bay, junto con el director de clásicos Stanley Kubrick y el director de Gore y suspenso Quentin Tarantino. - Michael Bay - Transformers, Armageddon, A Nightmare on Elm Street |
| 52 | 7 | Lewis y Clark vs. Bill y Ted | Meriwether Lewis | Link Neal | - | 2:52 | 25 de mayo de 2015 | |
| 52 | 7 | Lewis y Clark vs. Bill y Ted | William Clark | Rhett McLaughlin | - | 2:52 | 25 de mayo de 2015 | |
| 52 | 7 | Lewis y Clark vs. Bill y Ted | Bill S. Preston | Epic Lloyd | - | 2:52 | 25 de mayo de 2015 | |
| 52 | 7 | Lewis y Clark vs. Bill y Ted | Ted "Theodore" Logan | Nice Peter | - | 2:52 | 25 de mayo de 2015 | |
| Los exploradores estadounidenses Meriwether Lewis y William Clark se enfrentan a los ficticios adolescentes fanáticos del rock Bill S. Preston y Ted "Theodore" Logan por ver quién es el dúo aventurero superior. | Los exploradores estadounidenses Meriwether Lewis y William Clark se enfrentan a los ficticios adolescentes fanáticos del rock Bill S. Preston y Ted "Theodore" Logan por ver quién es el dúo aventurero superior. | Los exploradores estadounidenses Meriwether Lewis y William Clark se enfrentan a los ficticios adolescentes fanáticos del rock Bill S. Preston y Ted "Theodore" Logan por ver quién es el dúo aventurero superior. | Los exploradores estadounidenses Meriwether Lewis y William Clark se enfrentan a los ficticios adolescentes fanáticos del rock Bill S. Preston y Ted "Theodore" Logan por ver quién es el dúo aventurero superior. | Los exploradores estadounidenses Meriwether Lewis y William Clark se enfrentan a los ficticios adolescentes fanáticos del rock Bill S. Preston y Ted "Theodore" Logan por ver quién es el dúo aventurero superior. | Los exploradores estadounidenses Meriwether Lewis y William Clark se enfrentan a los ficticios adolescentes fanáticos del rock Bill S. Preston y Ted "Theodore" Logan por ver quién es el dúo aventurero superior. | Los exploradores estadounidenses Meriwether Lewis y William Clark se enfrentan a los ficticios adolescentes fanáticos del rock Bill S. Preston y Ted "Theodore" Logan por ver quién es el dúo aventurero superior. | Los exploradores estadounidenses Meriwether Lewis y William Clark se enfrentan a los ficticios adolescentes fanáticos del rock Bill S. Preston y Ted "Theodore" Logan por ver quién es el dúo aventurero superior. | Los exploradores estadounidenses Meriwether Lewis y William Clark se enfrentan a los ficticios adolescentes fanáticos del rock Bill S. Preston y Ted "Theodore" Logan por ver quién es el dúo aventurero superior. |
| 53 | 8 | David Copperfield vs. Harry Houdini | David Copperfield | Nice Peter | Bess Houdini - Josie Ahlquist Asistente de Copperfield - Lauren Francesca Criss Angel - Dante Cimadamore Oficial de Policía - Tony Clark | 2:21 | 8 de junio de 2015 | |
| 53 | 8 | David Copperfield vs. Harry Houdini | Harry Houdini | Epic Lloyd | Bess Houdini - Josie Ahlquist Asistente de Copperfield - Lauren Francesca Criss Angel - Dante Cimadamore Oficial de Policía - Tony Clark | 2:21 | 8 de junio de 2015 | |
| El ilusionista de renombre estadounidense, David Copperfield se enfrenta al famoso ilusionista y escapista Harry Houdini, por ver cuál ilusionista realiza los trucos más entretenidos. | El ilusionista de renombre estadounidense, David Copperfield se enfrenta al famoso ilusionista y escapista Harry Houdini, por ver cuál ilusionista realiza los trucos más entretenidos. | El ilusionista de renombre estadounidense, David Copperfield se enfrenta al famoso ilusionista y escapista Harry Houdini, por ver cuál ilusionista realiza los trucos más entretenidos. | El ilusionista de renombre estadounidense, David Copperfield se enfrenta al famoso ilusionista y escapista Harry Houdini, por ver cuál ilusionista realiza los trucos más entretenidos. | El ilusionista de renombre estadounidense, David Copperfield se enfrenta al famoso ilusionista y escapista Harry Houdini, por ver cuál ilusionista realiza los trucos más entretenidos. | El ilusionista de renombre estadounidense, David Copperfield se enfrenta al famoso ilusionista y escapista Harry Houdini, por ver cuál ilusionista realiza los trucos más entretenidos. | El ilusionista de renombre estadounidense, David Copperfield se enfrenta al famoso ilusionista y escapista Harry Houdini, por ver cuál ilusionista realiza los trucos más entretenidos. | El ilusionista de renombre estadounidense, David Copperfield se enfrenta al famoso ilusionista y escapista Harry Houdini, por ver cuál ilusionista realiza los trucos más entretenidos. | El ilusionista de renombre estadounidense, David Copperfield se enfrenta al famoso ilusionista y escapista Harry Houdini, por ver cuál ilusionista realiza los trucos más entretenidos. |
| 54 | 9 | Terminator vs. Robocop | Terminator | Epic Lloyd | - | 3:08 | 22 de junio de 2015 | |
| 54 | 9 | Terminator vs. Robocop | Robocop | Nice Peter | - | 3:08 | 22 de junio de 2015 | |
| El asesino robótico de Skynet, el Terminator se enfrenta al oficial de la ley cibernéticamente mejorado de OCP, Robocop por ver cuál cyborg es tecnológicamente superior. | El asesino robótico de Skynet, el Terminator se enfrenta al oficial de la ley cibernéticamente mejorado de OCP, Robocop por ver cuál cyborg es tecnológicamente superior. | El asesino robótico de Skynet, el Terminator se enfrenta al oficial de la ley cibernéticamente mejorado de OCP, Robocop por ver cuál cyborg es tecnológicamente superior. | El asesino robótico de Skynet, el Terminator se enfrenta al oficial de la ley cibernéticamente mejorado de OCP, Robocop por ver cuál cyborg es tecnológicamente superior. | El asesino robótico de Skynet, el Terminator se enfrenta al oficial de la ley cibernéticamente mejorado de OCP, Robocop por ver cuál cyborg es tecnológicamente superior. | El asesino robótico de Skynet, el Terminator se enfrenta al oficial de la ley cibernéticamente mejorado de OCP, Robocop por ver cuál cyborg es tecnológicamente superior. | El asesino robótico de Skynet, el Terminator se enfrenta al oficial de la ley cibernéticamente mejorado de OCP, Robocop por ver cuál cyborg es tecnológicamente superior. | El asesino robótico de Skynet, el Terminator se enfrenta al oficial de la ley cibernéticamente mejorado de OCP, Robocop por ver cuál cyborg es tecnológicamente superior. | El asesino robótico de Skynet, el Terminator se enfrenta al oficial de la ley cibernéticamente mejorado de OCP, Robocop por ver cuál cyborg es tecnológicamente superior. |
| 55 | 10 | Filósofos Orientales vs. Filósofos Occidentales | Sócrates | Epic Lloyd | - | 4:19 | 6 de julio de 2015 | |
| 55 | 10 | Filósofos Orientales vs. Filósofos Occidentales | Friedrich Nietzsche | Nice Peter | - | 4:19 | 6 de julio de 2015 | |
| 55 | 10 | Filósofos Orientales vs. Filósofos Occidentales | Voltaire | Zach Sherwin | - | 4:19 | 6 de julio de 2015 | |
| 55 | 10 | Filósofos Orientales vs. Filósofos Occidentales | Confucio | MC Jin | - | 4:19 | 6 de julio de 2015 | |
| 55 | 10 | Filósofos Orientales vs. Filósofos Occidentales | Lao Tzu | KRNFX | - | 4:19 | 6 de julio de 2015 | |
| 55 | 10 | Filósofos Orientales vs. Filósofos Occidentales | Sun Tzu | Timothy DeLaGhetto | - | 4:19 | 6 de julio de 2015 | |
| Los Filósofos Occidentales (Sócrates, Nietzsche y Voltaire) se enfrentan a los Filósofos Orientales (Confucio, Lao Tzu y Sun Tzu) por ver cuál lado del mundo tiene la mejor filosofía. ¿Pero sus alianzas serán fracturadas por una rivalidad amistosa? | Los Filósofos Occidentales (Sócrates, Nietzsche y Voltaire) se enfrentan a los Filósofos Orientales (Confucio, Lao Tzu y Sun Tzu) por ver cuál lado del mundo tiene la mejor filosofía. ¿Pero sus alianzas serán fracturadas por una rivalidad amistosa? | Los Filósofos Occidentales (Sócrates, Nietzsche y Voltaire) se enfrentan a los Filósofos Orientales (Confucio, Lao Tzu y Sun Tzu) por ver cuál lado del mundo tiene la mejor filosofía. ¿Pero sus alianzas serán fracturadas por una rivalidad amistosa? | Los Filósofos Occidentales (Sócrates, Nietzsche y Voltaire) se enfrentan a los Filósofos Orientales (Confucio, Lao Tzu y Sun Tzu) por ver cuál lado del mundo tiene la mejor filosofía. ¿Pero sus alianzas serán fracturadas por una rivalidad amistosa? | Los Filósofos Occidentales (Sócrates, Nietzsche y Voltaire) se enfrentan a los Filósofos Orientales (Confucio, Lao Tzu y Sun Tzu) por ver cuál lado del mundo tiene la mejor filosofía. ¿Pero sus alianzas serán fracturadas por una rivalidad amistosa? | Los Filósofos Occidentales (Sócrates, Nietzsche y Voltaire) se enfrentan a los Filósofos Orientales (Confucio, Lao Tzu y Sun Tzu) por ver cuál lado del mundo tiene la mejor filosofía. ¿Pero sus alianzas serán fracturadas por una rivalidad amistosa? | Los Filósofos Occidentales (Sócrates, Nietzsche y Voltaire) se enfrentan a los Filósofos Orientales (Confucio, Lao Tzu y Sun Tzu) por ver cuál lado del mundo tiene la mejor filosofía. ¿Pero sus alianzas serán fracturadas por una rivalidad amistosa? | Los Filósofos Occidentales (Sócrates, Nietzsche y Voltaire) se enfrentan a los Filósofos Orientales (Confucio, Lao Tzu y Sun Tzu) por ver cuál lado del mundo tiene la mejor filosofía. ¿Pero sus alianzas serán fracturadas por una rivalidad amistosa? | Los Filósofos Occidentales (Sócrates, Nietzsche y Voltaire) se enfrentan a los Filósofos Orientales (Confucio, Lao Tzu y Sun Tzu) por ver cuál lado del mundo tiene la mejor filosofía. ¿Pero sus alianzas serán fracturadas por una rivalidad amistosa? |
| 56 | 11 | Shaka Zulu vs. Julio César | Shaka Zulu | DeStorm | Guerreros Zulú - Klarity Soldados Romanos - Epic Lloyd | 2:17 | 20 de julio de 2015 | |
| 56 | 11 | Shaka Zulu vs. Julio César | Julio César | Nice Peter | Guerreros Zulú - Klarity Soldados Romanos - Epic Lloyd | 2:17 | 20 de julio de 2015 | |
| El monarca más influyente del pueblo zulú, Shaka Zulú se enfrenta al general romano y dictador Julio César, por ver quién es el líder militar más poderoso e influyente. | El monarca más influyente del pueblo zulú, Shaka Zulú se enfrenta al general romano y dictador Julio César, por ver quién es el líder militar más poderoso e influyente. | El monarca más influyente del pueblo zulú, Shaka Zulú se enfrenta al general romano y dictador Julio César, por ver quién es el líder militar más poderoso e influyente. | El monarca más influyente del pueblo zulú, Shaka Zulú se enfrenta al general romano y dictador Julio César, por ver quién es el líder militar más poderoso e influyente. | El monarca más influyente del pueblo zulú, Shaka Zulú se enfrenta al general romano y dictador Julio César, por ver quién es el líder militar más poderoso e influyente. | El monarca más influyente del pueblo zulú, Shaka Zulú se enfrenta al general romano y dictador Julio César, por ver quién es el líder militar más poderoso e influyente. | El monarca más influyente del pueblo zulú, Shaka Zulú se enfrenta al general romano y dictador Julio César, por ver quién es el líder militar más poderoso e influyente. | El monarca más influyente del pueblo zulú, Shaka Zulú se enfrenta al general romano y dictador Julio César, por ver quién es el líder militar más poderoso e influyente. | El monarca más influyente del pueblo zulú, Shaka Zulú se enfrenta al general romano y dictador Julio César, por ver quién es el líder militar más poderoso e influyente. |
| 57 | 12 | Jim Henson vs. Stan Lee | Stan Lee | Epic Lloyd | Animadora - Mary Doodles | 5:31 | 3 de agosto de 2015 | |
| 57 | 12 | Jim Henson vs. Stan Lee | Jim Henson \| Kermit the Frog | Nice Peter | Animadora - Mary Doodles | 5:31 | 3 de agosto de 2015 | |
| 57 | 12 | Jim Henson vs. Stan Lee | Walt Disney | Zach Sherwin | Animadora - Mary Doodles | 5:31 | 3 de agosto de 2015 | |
| En el último capítulo de la cuarta temporada, el creador de los Muppets y el propio Muppet en sí, Jim Henson y Kermit the Frog, se enfrentan al escritor de cómics de renombre de Marvel, Stan Lee por ver quién es la más grande mente creativa en la industria del entretenimiento. Al final, una figura superior entra para declarar que él es el más creativo de los tres. | En el último capítulo de la cuarta temporada, el creador de los Muppets y el propio Muppet en sí, Jim Henson y Kermit the Frog, se enfrentan al escritor de cómics de renombre de Marvel, Stan Lee por ver quién es la más grande mente creativa en la industria del entretenimiento. Al final, una figura superior entra para declarar que él es el más creativo de los tres. | En el último capítulo de la cuarta temporada, el creador de los Muppets y el propio Muppet en sí, Jim Henson y Kermit the Frog, se enfrentan al escritor de cómics de renombre de Marvel, Stan Lee por ver quién es la más grande mente creativa en la industria del entretenimiento. Al final, una figura superior entra para declarar que él es el más creativo de los tres. | En el último capítulo de la cuarta temporada, el creador de los Muppets y el propio Muppet en sí, Jim Henson y Kermit the Frog, se enfrentan al escritor de cómics de renombre de Marvel, Stan Lee por ver quién es la más grande mente creativa en la industria del entretenimiento. Al final, una figura superior entra para declarar que él es el más creativo de los tres. | En el último capítulo de la cuarta temporada, el creador de los Muppets y el propio Muppet en sí, Jim Henson y Kermit the Frog, se enfrentan al escritor de cómics de renombre de Marvel, Stan Lee por ver quién es la más grande mente creativa en la industria del entretenimiento. Al final, una figura superior entra para declarar que él es el más creativo de los tres. | En el último capítulo de la cuarta temporada, el creador de los Muppets y el propio Muppet en sí, Jim Henson y Kermit the Frog, se enfrentan al escritor de cómics de renombre de Marvel, Stan Lee por ver quién es la más grande mente creativa en la industria del entretenimiento. Al final, una figura superior entra para declarar que él es el más creativo de los tres. | En el último capítulo de la cuarta temporada, el creador de los Muppets y el propio Muppet en sí, Jim Henson y Kermit the Frog, se enfrentan al escritor de cómics de renombre de Marvel, Stan Lee por ver quién es la más grande mente creativa en la industria del entretenimiento. Al final, una figura superior entra para declarar que él es el más creativo de los tres. | En el último capítulo de la cuarta temporada, el creador de los Muppets y el propio Muppet en sí, Jim Henson y Kermit the Frog, se enfrentan al escritor de cómics de renombre de Marvel, Stan Lee por ver quién es la más grande mente creativa en la industria del entretenimiento. Al final, una figura superior entra para declarar que él es el más creativo de los tres. | En el último capítulo de la cuarta temporada, el creador de los Muppets y el propio Muppet en sí, Jim Henson y Kermit the Frog, se enfrentan al escritor de cómics de renombre de Marvel, Stan Lee por ver quién es la más grande mente creativa en la industria del entretenimiento. Al final, una figura superior entra para declarar que él es el más creativo de los tres. |
| --- | --- | --- | --- | --- | --- | --- | --- | --- |

### Quinta Temporada 2016 - 2017
| N.º (ERBH) | N.º (Temp) | Título | Personajes | Personajes | Personajes extra | Duración | Fecha de estreno | Links |
| N.º (ERBH) | N.º (Temp) | Título | Personajes | Actores | Personajes extra | Duración | Fecha de estreno | Links |
| 58 | BONUS BATTLE #1 | Deadpool vs. Boba Fett | Deadpool | Iván ""Flipz"" Vele (Voz Nice Peter) | Ninjas - Edward Vilderman, Dante Cimadamore, Epic Lloyd, Forrest Whaley Soldados rebeldes - Nice Peter y Epic Lloyd | 2:57 | 16 de diciembre de 2015 | |
| 58 | BONUS BATTLE #1 | Deadpool vs. Boba Fett | Boba Fett | Robert Hoffman (Voz Epic Lloyd) | Ninjas - Edward Vilderman, Dante Cimadamore, Epic Lloyd, Forrest Whaley Soldados rebeldes - Nice Peter y Epic Lloyd | 2:57 | 16 de diciembre de 2015 | |
| Los mercenarios Deadpool (Marvel) y Bobba Fett (Star Wars) se enfrentan para comprobar quién es el mercenario más letal. | Los mercenarios Deadpool (Marvel) y Bobba Fett (Star Wars) se enfrentan para comprobar quién es el mercenario más letal. | Los mercenarios Deadpool (Marvel) y Bobba Fett (Star Wars) se enfrentan para comprobar quién es el mercenario más letal. | Los mercenarios Deadpool (Marvel) y Bobba Fett (Star Wars) se enfrentan para comprobar quién es el mercenario más letal. | Los mercenarios Deadpool (Marvel) y Bobba Fett (Star Wars) se enfrentan para comprobar quién es el mercenario más letal. | Los mercenarios Deadpool (Marvel) y Bobba Fett (Star Wars) se enfrentan para comprobar quién es el mercenario más letal. | Los mercenarios Deadpool (Marvel) y Bobba Fett (Star Wars) se enfrentan para comprobar quién es el mercenario más letal. | Los mercenarios Deadpool (Marvel) y Bobba Fett (Star Wars) se enfrentan para comprobar quién es el mercenario más letal. | Los mercenarios Deadpool (Marvel) y Bobba Fett (Star Wars) se enfrentan para comprobar quién es el mercenario más letal. |
| 59 | 1 | J. R. R. Tolkien vs. George R. R. Martin | J. R. R. Tolkien | Nice Peter | Led Zepellin - Dante Cimadamore Guerrero humano y orco - Joey Greer Hodor - Ricky Mammone Jon Snow - Rudy Fermin Calesí - Ceciley Jenkins Elfas - Sulai Lopez & Shaun Lewin | 2:48 | 3 de mayo de 2016 | |
| 59 | 1 | J. R. R. Tolkien vs. George R. R. Martin | George R. R. Martin | Epic Lloyd | Led Zepellin - Dante Cimadamore Guerrero humano y orco - Joey Greer Hodor - Ricky Mammone Jon Snow - Rudy Fermin Calesí - Ceciley Jenkins Elfas - Sulai Lopez & Shaun Lewin | 2:48 | 3 de mayo de 2016 | |
| Los escritores fantásticos J. R. R. Tolkien y George R. R. Martin se baten para comprobar quién ha creado el mejor mundo de fantasía medieval. | Los escritores fantásticos J. R. R. Tolkien y George R. R. Martin se baten para comprobar quién ha creado el mejor mundo de fantasía medieval. | Los escritores fantásticos J. R. R. Tolkien y George R. R. Martin se baten para comprobar quién ha creado el mejor mundo de fantasía medieval. | Los escritores fantásticos J. R. R. Tolkien y George R. R. Martin se baten para comprobar quién ha creado el mejor mundo de fantasía medieval. | Los escritores fantásticos J. R. R. Tolkien y George R. R. Martin se baten para comprobar quién ha creado el mejor mundo de fantasía medieval. | Los escritores fantásticos J. R. R. Tolkien y George R. R. Martin se baten para comprobar quién ha creado el mejor mundo de fantasía medieval. | Los escritores fantásticos J. R. R. Tolkien y George R. R. Martin se baten para comprobar quién ha creado el mejor mundo de fantasía medieval. | Los escritores fantásticos J. R. R. Tolkien y George R. R. Martin se baten para comprobar quién ha creado el mejor mundo de fantasía medieval. | Los escritores fantásticos J. R. R. Tolkien y George R. R. Martin se baten para comprobar quién ha creado el mejor mundo de fantasía medieval. |
| 60 | 2 | Gordon Ramsay vs. Julia Child | Gordon Ramsay | Epic Lloyd | Equipo azul - Felicia Folkes, Sulai Lopez, Dante Cimadamore, Mike Betette Equipo de producción de Ramsay - Michelle Maloney, Layne Pavoggi, Yev Belilovskiy, Ceciley Jenkins, Jay Houn Pebbles | 3:16 | 18 de mayo de 2016 | |
| 60 | 2 | Gordon Ramsay vs. Julia Child | Julia Child | Manrie Hart | Equipo azul - Felicia Folkes, Sulai Lopez, Dante Cimadamore, Mike Betette Equipo de producción de Ramsay - Michelle Maloney, Layne Pavoggi, Yev Belilovskiy, Ceciley Jenkins, Jay Houn Pebbles | 3:16 | 18 de mayo de 2016 | |
| Los cocineros Gordon Ramsay y Julia Child se enfrentan en este rap para decidir quién es el mejor chef. | Los cocineros Gordon Ramsay y Julia Child se enfrentan en este rap para decidir quién es el mejor chef. | Los cocineros Gordon Ramsay y Julia Child se enfrentan en este rap para decidir quién es el mejor chef. | Los cocineros Gordon Ramsay y Julia Child se enfrentan en este rap para decidir quién es el mejor chef. | Los cocineros Gordon Ramsay y Julia Child se enfrentan en este rap para decidir quién es el mejor chef. | Los cocineros Gordon Ramsay y Julia Child se enfrentan en este rap para decidir quién es el mejor chef. | Los cocineros Gordon Ramsay y Julia Child se enfrentan en este rap para decidir quién es el mejor chef. | Los cocineros Gordon Ramsay y Julia Child se enfrentan en este rap para decidir quién es el mejor chef. | Los cocineros Gordon Ramsay y Julia Child se enfrentan en este rap para decidir quién es el mejor chef. |
| 61 | 3 | Frederick Douglass vs. Thomas Jefferson | Frederick Douglass | JB Smoove | - | 3:22 | 30 de mayo de 2016 | |
| 61 | 3 | Frederick Douglass vs. Thomas Jefferson | Thomas Jefferson | Nice Peter | - | 3:22 | 30 de mayo de 2016 | |
| Dos de las grandes figuras de la política estadounidense se enfrentan: el tercer presidente Thomas Jefferson y el antiesclavista Frederick Douglass. | Dos de las grandes figuras de la política estadounidense se enfrentan: el tercer presidente Thomas Jefferson y el antiesclavista Frederick Douglass. | Dos de las grandes figuras de la política estadounidense se enfrentan: el tercer presidente Thomas Jefferson y el antiesclavista Frederick Douglass. | Dos de las grandes figuras de la política estadounidense se enfrentan: el tercer presidente Thomas Jefferson y el antiesclavista Frederick Douglass. | Dos de las grandes figuras de la política estadounidense se enfrentan: el tercer presidente Thomas Jefferson y el antiesclavista Frederick Douglass. | Dos de las grandes figuras de la política estadounidense se enfrentan: el tercer presidente Thomas Jefferson y el antiesclavista Frederick Douglass. | Dos de las grandes figuras de la política estadounidense se enfrentan: el tercer presidente Thomas Jefferson y el antiesclavista Frederick Douglass. | Dos de las grandes figuras de la política estadounidense se enfrentan: el tercer presidente Thomas Jefferson y el antiesclavista Frederick Douglass. | Dos de las grandes figuras de la política estadounidense se enfrentan: el tercer presidente Thomas Jefferson y el antiesclavista Frederick Douglass. |
| 62 | 4 | James Bond vs. Austin Powers | James Bond (Daniel Craig) James Bond (Sean Connery) | Ben Atha Epic Lloyd | Go Go Músicos - Samantha Kellie, Sulai Lopez, Dante Cimadamore | 4:03 | 14 de junio de 2016 | |
| 62 | 4 | James Bond vs. Austin Powers | Austin Powers | Nice Peter | Go Go Músicos - Samantha Kellie, Sulai Lopez, Dante Cimadamore | 4:03 | 14 de junio de 2016 | |
| James Bond se enfrenta a su némesis, el también espía Austin Powers. Aunque puede que no sean los únicos agentes secretos en el duelo... | James Bond se enfrenta a su némesis, el también espía Austin Powers. Aunque puede que no sean los únicos agentes secretos en el duelo... | James Bond se enfrenta a su némesis, el también espía Austin Powers. Aunque puede que no sean los únicos agentes secretos en el duelo... | James Bond se enfrenta a su némesis, el también espía Austin Powers. Aunque puede que no sean los únicos agentes secretos en el duelo... | James Bond se enfrenta a su némesis, el también espía Austin Powers. Aunque puede que no sean los únicos agentes secretos en el duelo... | James Bond se enfrenta a su némesis, el también espía Austin Powers. Aunque puede que no sean los únicos agentes secretos en el duelo... | James Bond se enfrenta a su némesis, el también espía Austin Powers. Aunque puede que no sean los únicos agentes secretos en el duelo... | James Bond se enfrenta a su némesis, el también espía Austin Powers. Aunque puede que no sean los únicos agentes secretos en el duelo... | James Bond se enfrenta a su némesis, el también espía Austin Powers. Aunque puede que no sean los únicos agentes secretos en el duelo... |
| 63 | 5 | Bruce Banner vs. Bruce Jenner | Bruce Banner/Hulk | Epic Lloyd/Mike O'Hearn | - | 3:32 | 30 de junio de 2016 | |
| 63 | 5 | Bruce Banner vs. Bruce Jenner | Bruce Jenner/Caitlyn Jenner | Nice Peter/NoShame | - | 3:32 | 30 de junio de 2016 | |
| El personaje de ficción Bruce Banner (alter ego del Increíble Hulk) se enfrenta al exatleta Bruce Jenner que... bueno, también sufre una transformación... | El personaje de ficción Bruce Banner (alter ego del Increíble Hulk) se enfrenta al exatleta Bruce Jenner que... bueno, también sufre una transformación... | El personaje de ficción Bruce Banner (alter ego del Increíble Hulk) se enfrenta al exatleta Bruce Jenner que... bueno, también sufre una transformación... | El personaje de ficción Bruce Banner (alter ego del Increíble Hulk) se enfrenta al exatleta Bruce Jenner que... bueno, también sufre una transformación... | El personaje de ficción Bruce Banner (alter ego del Increíble Hulk) se enfrenta al exatleta Bruce Jenner que... bueno, también sufre una transformación... | El personaje de ficción Bruce Banner (alter ego del Increíble Hulk) se enfrenta al exatleta Bruce Jenner que... bueno, también sufre una transformación... | El personaje de ficción Bruce Banner (alter ego del Increíble Hulk) se enfrenta al exatleta Bruce Jenner que... bueno, también sufre una transformación... | El personaje de ficción Bruce Banner (alter ego del Increíble Hulk) se enfrenta al exatleta Bruce Jenner que... bueno, también sufre una transformación... | El personaje de ficción Bruce Banner (alter ego del Increíble Hulk) se enfrenta al exatleta Bruce Jenner que... bueno, también sufre una transformación... |
| 64 | 6 | Iván el Terrible vs. Alejandro Magno | Iván el Terrible | Nice Peter | Federico el Grande - Epic Lloyd Pompeyo el Grande - Mike Bettete Catalina la Grande - Meghan Tonjes Bailarines de Catalina - Illjaz Jusufi, Burim Jusufi | 4:29 | 12 de julio de 2016 | |
| 64 | 6 | Iván el Terrible vs. Alejandro Magno | Alejandro Magno | Zach Sherwin | Federico el Grande - Epic Lloyd Pompeyo el Grande - Mike Bettete Catalina la Grande - Meghan Tonjes Bailarines de Catalina - Illjaz Jusufi, Burim Jusufi | 4:29 | 12 de julio de 2016 | |
| Batalla que enfrenta al primero de los zares, Iván el Terrible, contra varios líderes y expansionistas de la historia: Alejandro Magno (rey de la antigua Macedonia), Federico el Grande (rey de Prusia), Pompeyo el Grande (cónsul de la antigua Roma) y Catalina la Grande (emperatriz de Rusia). Considerada por muchos como la mejor batalla de ERB. Final de la primera parte de la quinta temporada de ERB, retomada en octubre del mismo año. | Batalla que enfrenta al primero de los zares, Iván el Terrible, contra varios líderes y expansionistas de la historia: Alejandro Magno (rey de la antigua Macedonia), Federico el Grande (rey de Prusia), Pompeyo el Grande (cónsul de la antigua Roma) y Catalina la Grande (emperatriz de Rusia). Considerada por muchos como la mejor batalla de ERB. Final de la primera parte de la quinta temporada de ERB, retomada en octubre del mismo año. | Batalla que enfrenta al primero de los zares, Iván el Terrible, contra varios líderes y expansionistas de la historia: Alejandro Magno (rey de la antigua Macedonia), Federico el Grande (rey de Prusia), Pompeyo el Grande (cónsul de la antigua Roma) y Catalina la Grande (emperatriz de Rusia). Considerada por muchos como la mejor batalla de ERB. Final de la primera parte de la quinta temporada de ERB, retomada en octubre del mismo año. | Batalla que enfrenta al primero de los zares, Iván el Terrible, contra varios líderes y expansionistas de la historia: Alejandro Magno (rey de la antigua Macedonia), Federico el Grande (rey de Prusia), Pompeyo el Grande (cónsul de la antigua Roma) y Catalina la Grande (emperatriz de Rusia). Considerada por muchos como la mejor batalla de ERB. Final de la primera parte de la quinta temporada de ERB, retomada en octubre del mismo año. | Batalla que enfrenta al primero de los zares, Iván el Terrible, contra varios líderes y expansionistas de la historia: Alejandro Magno (rey de la antigua Macedonia), Federico el Grande (rey de Prusia), Pompeyo el Grande (cónsul de la antigua Roma) y Catalina la Grande (emperatriz de Rusia). Considerada por muchos como la mejor batalla de ERB. Final de la primera parte de la quinta temporada de ERB, retomada en octubre del mismo año. | Batalla que enfrenta al primero de los zares, Iván el Terrible, contra varios líderes y expansionistas de la historia: Alejandro Magno (rey de la antigua Macedonia), Federico el Grande (rey de Prusia), Pompeyo el Grande (cónsul de la antigua Roma) y Catalina la Grande (emperatriz de Rusia). Considerada por muchos como la mejor batalla de ERB. Final de la primera parte de la quinta temporada de ERB, retomada en octubre del mismo año. | Batalla que enfrenta al primero de los zares, Iván el Terrible, contra varios líderes y expansionistas de la historia: Alejandro Magno (rey de la antigua Macedonia), Federico el Grande (rey de Prusia), Pompeyo el Grande (cónsul de la antigua Roma) y Catalina la Grande (emperatriz de Rusia). Considerada por muchos como la mejor batalla de ERB. Final de la primera parte de la quinta temporada de ERB, retomada en octubre del mismo año. | Batalla que enfrenta al primero de los zares, Iván el Terrible, contra varios líderes y expansionistas de la historia: Alejandro Magno (rey de la antigua Macedonia), Federico el Grande (rey de Prusia), Pompeyo el Grande (cónsul de la antigua Roma) y Catalina la Grande (emperatriz de Rusia). Considerada por muchos como la mejor batalla de ERB. Final de la primera parte de la quinta temporada de ERB, retomada en octubre del mismo año. | Batalla que enfrenta al primero de los zares, Iván el Terrible, contra varios líderes y expansionistas de la historia: Alejandro Magno (rey de la antigua Macedonia), Federico el Grande (rey de Prusia), Pompeyo el Grande (cónsul de la antigua Roma) y Catalina la Grande (emperatriz de Rusia). Considerada por muchos como la mejor batalla de ERB. Final de la primera parte de la quinta temporada de ERB, retomada en octubre del mismo año. |
| 65 | 7 | Donald Trump vs. Hillary Clinton | Donald Trump | Epic Lloyd | Abraham Lincoln - Nice Peter Agente secreto - Josh Best | 4:34 | 27 de octubre de 2016 | |
| 65 | 7 | Donald Trump vs. Hillary Clinton | Hillary Clinton | Kimmy Gatewood | Abraham Lincoln - Nice Peter Agente secreto - Josh Best | 4:34 | 27 de octubre de 2016 | |
| Segunda batalla basada en las elecciones presidenciales de EE.UU, esta vez entre el candidato republicano Donald Trump y la candidata demócrata Hillary Clinton. Como en la anterior batalla, deberá venir un verdadero presidente a dejarles las cosas claras. Donald Trump ya había sido interpretado anteriormente en ERB, por Nice Peter, durante la tercera temporada.                                                                          | Segunda batalla basada en las elecciones presidenciales de EE.UU, esta vez entre el candidato republicano Donald Trump y la candidata demócrata Hillary Clinton. Como en la anterior batalla, deberá venir un verdadero presidente a dejarles las cosas claras. Donald Trump ya había sido interpretado anteriormente en ERB, por Nice Peter, durante la tercera temporada.                                                                          | Segunda batalla basada en las elecciones presidenciales de EE.UU, esta vez entre el candidato republicano Donald Trump y la candidata demócrata Hillary Clinton. Como en la anterior batalla, deberá venir un verdadero presidente a dejarles las cosas claras. Donald Trump ya había sido interpretado anteriormente en ERB, por Nice Peter, durante la tercera temporada.                                                                          | Segunda batalla basada en las elecciones presidenciales de EE.UU, esta vez entre el candidato republicano Donald Trump y la candidata demócrata Hillary Clinton. Como en la anterior batalla, deberá venir un verdadero presidente a dejarles las cosas claras. Donald Trump ya había sido interpretado anteriormente en ERB, por Nice Peter, durante la tercera temporada.                                                                          | Segunda batalla basada en las elecciones presidenciales de EE.UU, esta vez entre el candidato republicano Donald Trump y la candidata demócrata Hillary Clinton. Como en la anterior batalla, deberá venir un verdadero presidente a dejarles las cosas claras. Donald Trump ya había sido interpretado anteriormente en ERB, por Nice Peter, durante la tercera temporada.                                                                          | Segunda batalla basada en las elecciones presidenciales de EE.UU, esta vez entre el candidato republicano Donald Trump y la candidata demócrata Hillary Clinton. Como en la anterior batalla, deberá venir un verdadero presidente a dejarles las cosas claras. Donald Trump ya había sido interpretado anteriormente en ERB, por Nice Peter, durante la tercera temporada.                                                                          | Segunda batalla basada en las elecciones presidenciales de EE.UU, esta vez entre el candidato republicano Donald Trump y la candidata demócrata Hillary Clinton. Como en la anterior batalla, deberá venir un verdadero presidente a dejarles las cosas claras. Donald Trump ya había sido interpretado anteriormente en ERB, por Nice Peter, durante la tercera temporada.                                                                          | Segunda batalla basada en las elecciones presidenciales de EE.UU, esta vez entre el candidato republicano Donald Trump y la candidata demócrata Hillary Clinton. Como en la anterior batalla, deberá venir un verdadero presidente a dejarles las cosas claras. Donald Trump ya había sido interpretado anteriormente en ERB, por Nice Peter, durante la tercera temporada.                                                                          | Segunda batalla basada en las elecciones presidenciales de EE.UU, esta vez entre el candidato republicano Donald Trump y la candidata demócrata Hillary Clinton. Como en la anterior batalla, deberá venir un verdadero presidente a dejarles las cosas claras. Donald Trump ya había sido interpretado anteriormente en ERB, por Nice Peter, durante la tercera temporada.                                                                          |
| 66 | 8 | Ash Ketchum vs Charles Darwin | Ash Ketchum | Brian Walters | Team Rocket James y Jessie - Dante Cimadamore y Mary Doodles | 2:24 | 15 de noviembre de 2016 | |
| 66 | 8 | Ash Ketchum vs Charles Darwin | Charles Darwin | Nice Peter | Team Rocket James y Jessie - Dante Cimadamore y Mary Doodles | 2:24 | 15 de noviembre de 2016 | |
| El cazador de pokémon más famoso se enfrenta al naturalista más importante de toda la historia para descubrir quién es mejor experto en evolución. | El cazador de pokémon más famoso se enfrenta al naturalista más importante de toda la historia para descubrir quién es mejor experto en evolución. | El cazador de pokémon más famoso se enfrenta al naturalista más importante de toda la historia para descubrir quién es mejor experto en evolución. | El cazador de pokémon más famoso se enfrenta al naturalista más importante de toda la historia para descubrir quién es mejor experto en evolución. | El cazador de pokémon más famoso se enfrenta al naturalista más importante de toda la historia para descubrir quién es mejor experto en evolución. | El cazador de pokémon más famoso se enfrenta al naturalista más importante de toda la historia para descubrir quién es mejor experto en evolución. | El cazador de pokémon más famoso se enfrenta al naturalista más importante de toda la historia para descubrir quién es mejor experto en evolución. | El cazador de pokémon más famoso se enfrenta al naturalista más importante de toda la historia para descubrir quién es mejor experto en evolución. | El cazador de pokémon más famoso se enfrenta al naturalista más importante de toda la historia para descubrir quién es mejor experto en evolución. |
| 67 | 9 | Wonder Woman vs. Stevie Wonder | Wonder Woman | Lilly Singh | Lilly Singh - Hijas y esposas de Stevie Wonder | 2:33 | 29 de noviembre de 2016 | |
| 67 | 9 | Wonder Woman vs. Stevie Wonder | Stevie Wonder | T-Pain | Lilly Singh - Hijas y esposas de Stevie Wonder | 2:33 | 29 de noviembre de 2016 | |
| Curiosa batalla en la que se enfrentan la superheroína de DC Wonder Woman contra el cantautor Stevie Wonder. A destacar que es una de las pocas batallas en las que no aparece ni Nice Peter ni Epic Lloyd, ni nadie del reparto habitual de ERB. | Curiosa batalla en la que se enfrentan la superheroína de DC Wonder Woman contra el cantautor Stevie Wonder. A destacar que es una de las pocas batallas en las que no aparece ni Nice Peter ni Epic Lloyd, ni nadie del reparto habitual de ERB. | Curiosa batalla en la que se enfrentan la superheroína de DC Wonder Woman contra el cantautor Stevie Wonder. A destacar que es una de las pocas batallas en las que no aparece ni Nice Peter ni Epic Lloyd, ni nadie del reparto habitual de ERB. | Curiosa batalla en la que se enfrentan la superheroína de DC Wonder Woman contra el cantautor Stevie Wonder. A destacar que es una de las pocas batallas en las que no aparece ni Nice Peter ni Epic Lloyd, ni nadie del reparto habitual de ERB. | Curiosa batalla en la que se enfrentan la superheroína de DC Wonder Woman contra el cantautor Stevie Wonder. A destacar que es una de las pocas batallas en las que no aparece ni Nice Peter ni Epic Lloyd, ni nadie del reparto habitual de ERB. | Curiosa batalla en la que se enfrentan la superheroína de DC Wonder Woman contra el cantautor Stevie Wonder. A destacar que es una de las pocas batallas en las que no aparece ni Nice Peter ni Epic Lloyd, ni nadie del reparto habitual de ERB. | Curiosa batalla en la que se enfrentan la superheroína de DC Wonder Woman contra el cantautor Stevie Wonder. A destacar que es una de las pocas batallas en las que no aparece ni Nice Peter ni Epic Lloyd, ni nadie del reparto habitual de ERB. | Curiosa batalla en la que se enfrentan la superheroína de DC Wonder Woman contra el cantautor Stevie Wonder. A destacar que es una de las pocas batallas en las que no aparece ni Nice Peter ni Epic Lloyd, ni nadie del reparto habitual de ERB. | Curiosa batalla en la que se enfrentan la superheroína de DC Wonder Woman contra el cantautor Stevie Wonder. A destacar que es una de las pocas batallas en las que no aparece ni Nice Peter ni Epic Lloyd, ni nadie del reparto habitual de ERB. |
| 68 | 10 | Tony Hawk vs. Wayne Gretzky | Tony Hawk | Nice Peter | Bobby Orr - Epic Lloyd | 2:50 | 12 de diciembre de 2016 | |
| 68 | 10 | Tony Hawk vs. Wayne Gretzky | Wayne Gretzky | Zach Sherwin | Bobby Orr - Epic Lloyd | 2:50 | 12 de diciembre de 2016 | |
| Duelo entre dos de las grandes figuras de los deportes norteamericanos: el skater Tony Hawk frente al jugador de hockey sobre hielo Wayne Gretzky. | Duelo entre dos de las grandes figuras de los deportes norteamericanos: el skater Tony Hawk frente al jugador de hockey sobre hielo Wayne Gretzky. | Duelo entre dos de las grandes figuras de los deportes norteamericanos: el skater Tony Hawk frente al jugador de hockey sobre hielo Wayne Gretzky. | Duelo entre dos de las grandes figuras de los deportes norteamericanos: el skater Tony Hawk frente al jugador de hockey sobre hielo Wayne Gretzky. | Duelo entre dos de las grandes figuras de los deportes norteamericanos: el skater Tony Hawk frente al jugador de hockey sobre hielo Wayne Gretzky. | Duelo entre dos de las grandes figuras de los deportes norteamericanos: el skater Tony Hawk frente al jugador de hockey sobre hielo Wayne Gretzky. | Duelo entre dos de las grandes figuras de los deportes norteamericanos: el skater Tony Hawk frente al jugador de hockey sobre hielo Wayne Gretzky. | Duelo entre dos de las grandes figuras de los deportes norteamericanos: el skater Tony Hawk frente al jugador de hockey sobre hielo Wayne Gretzky. | Duelo entre dos de las grandes figuras de los deportes norteamericanos: el skater Tony Hawk frente al jugador de hockey sobre hielo Wayne Gretzky. |
| 69 | 11 | Theodore Roosevelt vs. Winston Churchill | Theodore Roosevelt | Epic Lloyd | John Schrank - Javier Sanchéz Blanco George Washington, Thomas Jefferson y Abraham Lincoln - Nice Peter y Dante Cimadadore | 3:09 | 27 de diciembre de 2016 | |
| 69 | 11 | Theodore Roosevelt vs. Winston Churchill | Winston Churchill | Dan Bull | John Schrank - Javier Sanchéz Blanco George Washington, Thomas Jefferson y Abraham Lincoln - Nice Peter y Dante Cimadadore | 3:09 | 27 de diciembre de 2016 | |
| Dos de los grandes líderes anglosajones de la historia, el presidente de Estados Unidos Theodore Roosevelt y el primer ministro de Reino Unido Winston Churchill, se enfrentan en esta épica batalla exigida por los fanes desde inicios de ERB. | Dos de los grandes líderes anglosajones de la historia, el presidente de Estados Unidos Theodore Roosevelt y el primer ministro de Reino Unido Winston Churchill, se enfrentan en esta épica batalla exigida por los fanes desde inicios de ERB. | Dos de los grandes líderes anglosajones de la historia, el presidente de Estados Unidos Theodore Roosevelt y el primer ministro de Reino Unido Winston Churchill, se enfrentan en esta épica batalla exigida por los fanes desde inicios de ERB. | Dos de los grandes líderes anglosajones de la historia, el presidente de Estados Unidos Theodore Roosevelt y el primer ministro de Reino Unido Winston Churchill, se enfrentan en esta épica batalla exigida por los fanes desde inicios de ERB. | Dos de los grandes líderes anglosajones de la historia, el presidente de Estados Unidos Theodore Roosevelt y el primer ministro de Reino Unido Winston Churchill, se enfrentan en esta épica batalla exigida por los fanes desde inicios de ERB. | Dos de los grandes líderes anglosajones de la historia, el presidente de Estados Unidos Theodore Roosevelt y el primer ministro de Reino Unido Winston Churchill, se enfrentan en esta épica batalla exigida por los fanes desde inicios de ERB. | Dos de los grandes líderes anglosajones de la historia, el presidente de Estados Unidos Theodore Roosevelt y el primer ministro de Reino Unido Winston Churchill, se enfrentan en esta épica batalla exigida por los fanes desde inicios de ERB. | Dos de los grandes líderes anglosajones de la historia, el presidente de Estados Unidos Theodore Roosevelt y el primer ministro de Reino Unido Winston Churchill, se enfrentan en esta épica batalla exigida por los fanes desde inicios de ERB. | Dos de los grandes líderes anglosajones de la historia, el presidente de Estados Unidos Theodore Roosevelt y el primer ministro de Reino Unido Winston Churchill, se enfrentan en esta épica batalla exigida por los fanes desde inicios de ERB. |
| 70 | 12 | Nice Peter vs. Epic Lloyd 2 | Nice Peter | Él mismo | Equipo de ERB | 3:30 | 10 de enero de 2017 | |
| 70 | 12 | Nice Peter vs. Epic Lloyd 2 | Epic Lloyd | Él mismo | Equipo de ERB | 3:30 | 10 de enero de 2017 | |
| Batalla final de la temporada y última batalla hasta dentro de dos años después. Puede considerarse secuela de la última batalla de la primera temporada, en la que Nice Peter y Epic Lloyd (creadores de ERB) se enfrentaban. | Batalla final de la temporada y última batalla hasta dentro de dos años después. Puede considerarse secuela de la última batalla de la primera temporada, en la que Nice Peter y Epic Lloyd (creadores de ERB) se enfrentaban. | Batalla final de la temporada y última batalla hasta dentro de dos años después. Puede considerarse secuela de la última batalla de la primera temporada, en la que Nice Peter y Epic Lloyd (creadores de ERB) se enfrentaban. | Batalla final de la temporada y última batalla hasta dentro de dos años después. Puede considerarse secuela de la última batalla de la primera temporada, en la que Nice Peter y Epic Lloyd (creadores de ERB) se enfrentaban. | Batalla final de la temporada y última batalla hasta dentro de dos años después. Puede considerarse secuela de la última batalla de la primera temporada, en la que Nice Peter y Epic Lloyd (creadores de ERB) se enfrentaban. | Batalla final de la temporada y última batalla hasta dentro de dos años después. Puede considerarse secuela de la última batalla de la primera temporada, en la que Nice Peter y Epic Lloyd (creadores de ERB) se enfrentaban. | Batalla final de la temporada y última batalla hasta dentro de dos años después. Puede considerarse secuela de la última batalla de la primera temporada, en la que Nice Peter y Epic Lloyd (creadores de ERB) se enfrentaban. | Batalla final de la temporada y última batalla hasta dentro de dos años después. Puede considerarse secuela de la última batalla de la primera temporada, en la que Nice Peter y Epic Lloyd (creadores de ERB) se enfrentaban. | Batalla final de la temporada y última batalla hasta dentro de dos años después. Puede considerarse secuela de la última batalla de la primera temporada, en la que Nice Peter y Epic Lloyd (creadores de ERB) se enfrentaban. |
| --- | --- | --- | --- | --- | --- | --- | --- | --- |

### Sexta temporada 2018 - 2019
| N.º (ERBH) | N.º (Temp) | Título | Personajes | Personajes | Personajes extra | Duración | Fecha de estreno | Links |
| N.º (ERBH) | N.º (Temp) | Título | Personajes | Actores | Personajes extra | Duración | Fecha de estreno | Links |
| 71 | BONUS BATTLE #2 | Elon Musk vs. Mark Zuckerberg | Elon Musk | Epic Lloyd | Senadora Dianne Feinstein - Epic Lloyd Jean-Luc Picard - Epic Lloyd | 2:43 | 7 de diciembre de 2018 | |
| 71 | BONUS BATTLE #2 | Elon Musk vs. Mark Zuckerberg | Mark Zuckerberg | Nice Peter | Senadora Dianne Feinstein - Epic Lloyd Jean-Luc Picard - Epic Lloyd | 2:43 | 7 de diciembre de 2018 | |
| Los actuales genios de la tecnología, Elon Musk (líder de Tesla) y Mark Zuckerberg (líder del grupo Facebook) se enfrentan para desmentirse el uno al otro. | Los actuales genios de la tecnología, Elon Musk (líder de Tesla) y Mark Zuckerberg (líder del grupo Facebook) se enfrentan para desmentirse el uno al otro. | Los actuales genios de la tecnología, Elon Musk (líder de Tesla) y Mark Zuckerberg (líder del grupo Facebook) se enfrentan para desmentirse el uno al otro. | Los actuales genios de la tecnología, Elon Musk (líder de Tesla) y Mark Zuckerberg (líder del grupo Facebook) se enfrentan para desmentirse el uno al otro. | Los actuales genios de la tecnología, Elon Musk (líder de Tesla) y Mark Zuckerberg (líder del grupo Facebook) se enfrentan para desmentirse el uno al otro. | Los actuales genios de la tecnología, Elon Musk (líder de Tesla) y Mark Zuckerberg (líder del grupo Facebook) se enfrentan para desmentirse el uno al otro. | Los actuales genios de la tecnología, Elon Musk (líder de Tesla) y Mark Zuckerberg (líder del grupo Facebook) se enfrentan para desmentirse el uno al otro. | Los actuales genios de la tecnología, Elon Musk (líder de Tesla) y Mark Zuckerberg (líder del grupo Facebook) se enfrentan para desmentirse el uno al otro. | Los actuales genios de la tecnología, Elon Musk (líder de Tesla) y Mark Zuckerberg (líder del grupo Facebook) se enfrentan para desmentirse el uno al otro. |
| 72 | 1 | Freddy Krueger vs. Wolverine | Freddy Krueger | WAX | Jason Voorhees - Atul Singh Eduardo Manostijeras - Nice Peter | 3:22 | 20 de abril de 2019 | |
| 72 | 1 | Freddy Krueger vs. Wolverine | Wolverine | Epic Lloyd | Jason Voorhees - Atul Singh Eduardo Manostijeras - Nice Peter | 3:22 | 20 de abril de 2019 | |
| Los personajes ficticios de garras metálicas más conocidos se enfrentan en esta batalla: por un lado, el asesino noctámbulo Freddy Krueger (que supone el regreso de WAX a ERB tras interpretar a Quentin Tarantino en la cuarta temporada) y por el otro al héroe de los X-Men, Wolverine.                              | Los personajes ficticios de garras metálicas más conocidos se enfrentan en esta batalla: por un lado, el asesino noctámbulo Freddy Krueger (que supone el regreso de WAX a ERB tras interpretar a Quentin Tarantino en la cuarta temporada) y por el otro al héroe de los X-Men, Wolverine.                              | Los personajes ficticios de garras metálicas más conocidos se enfrentan en esta batalla: por un lado, el asesino noctámbulo Freddy Krueger (que supone el regreso de WAX a ERB tras interpretar a Quentin Tarantino en la cuarta temporada) y por el otro al héroe de los X-Men, Wolverine.                              | Los personajes ficticios de garras metálicas más conocidos se enfrentan en esta batalla: por un lado, el asesino noctámbulo Freddy Krueger (que supone el regreso de WAX a ERB tras interpretar a Quentin Tarantino en la cuarta temporada) y por el otro al héroe de los X-Men, Wolverine.                              | Los personajes ficticios de garras metálicas más conocidos se enfrentan en esta batalla: por un lado, el asesino noctámbulo Freddy Krueger (que supone el regreso de WAX a ERB tras interpretar a Quentin Tarantino en la cuarta temporada) y por el otro al héroe de los X-Men, Wolverine.                              | Los personajes ficticios de garras metálicas más conocidos se enfrentan en esta batalla: por un lado, el asesino noctámbulo Freddy Krueger (que supone el regreso de WAX a ERB tras interpretar a Quentin Tarantino en la cuarta temporada) y por el otro al héroe de los X-Men, Wolverine.                              | Los personajes ficticios de garras metálicas más conocidos se enfrentan en esta batalla: por un lado, el asesino noctámbulo Freddy Krueger (que supone el regreso de WAX a ERB tras interpretar a Quentin Tarantino en la cuarta temporada) y por el otro al héroe de los X-Men, Wolverine.                              | Los personajes ficticios de garras metálicas más conocidos se enfrentan en esta batalla: por un lado, el asesino noctámbulo Freddy Krueger (que supone el regreso de WAX a ERB tras interpretar a Quentin Tarantino en la cuarta temporada) y por el otro al héroe de los X-Men, Wolverine.                              | Los personajes ficticios de garras metálicas más conocidos se enfrentan en esta batalla: por un lado, el asesino noctámbulo Freddy Krueger (que supone el regreso de WAX a ERB tras interpretar a Quentin Tarantino en la cuarta temporada) y por el otro al héroe de los X-Men, Wolverine.                              |
| 73 | 2 | Guy Fawkes vs. Che Guevara | Guy Fawkes | Nice Peter | J. P. Morgan - Epic Lloyd | 2:40 | 4 de mayo de 2019 | |
| 73 | 2 | Guy Fawkes vs. Che Guevara | Che Guevara | Roberto Rico | J. P. Morgan - Epic Lloyd | 2:40 | 4 de mayo de 2019 | |
| Los mayores revolucionarios de la historia se enfrentan a esta batalla que, por el momento, es la más visitada de la temporada: ellos son el comunista argentino Che Guevara y el anarquista inglés Guy Fawkes. | Los mayores revolucionarios de la historia se enfrentan a esta batalla que, por el momento, es la más visitada de la temporada: ellos son el comunista argentino Che Guevara y el anarquista inglés Guy Fawkes. | Los mayores revolucionarios de la historia se enfrentan a esta batalla que, por el momento, es la más visitada de la temporada: ellos son el comunista argentino Che Guevara y el anarquista inglés Guy Fawkes. | Los mayores revolucionarios de la historia se enfrentan a esta batalla que, por el momento, es la más visitada de la temporada: ellos son el comunista argentino Che Guevara y el anarquista inglés Guy Fawkes. | Los mayores revolucionarios de la historia se enfrentan a esta batalla que, por el momento, es la más visitada de la temporada: ellos son el comunista argentino Che Guevara y el anarquista inglés Guy Fawkes. | Los mayores revolucionarios de la historia se enfrentan a esta batalla que, por el momento, es la más visitada de la temporada: ellos son el comunista argentino Che Guevara y el anarquista inglés Guy Fawkes. | Los mayores revolucionarios de la historia se enfrentan a esta batalla que, por el momento, es la más visitada de la temporada: ellos son el comunista argentino Che Guevara y el anarquista inglés Guy Fawkes. | Los mayores revolucionarios de la historia se enfrentan a esta batalla que, por el momento, es la más visitada de la temporada: ellos son el comunista argentino Che Guevara y el anarquista inglés Guy Fawkes. | Los mayores revolucionarios de la historia se enfrentan a esta batalla que, por el momento, es la más visitada de la temporada: ellos son el comunista argentino Che Guevara y el anarquista inglés Guy Fawkes. |
| 74 | 3 | Ronald McDonald vs. The Burger King | Ronald McDonald | Nice Peter | Wendy's - MC Goldiloxx Niño abandonado - Atul Singh | 3:00 | 8 de junio de 2019 | |
| 74 | 3 | Ronald McDonald vs. The Burger King | The Burger King | Epic Lloyd | Wendy's - MC Goldiloxx Niño abandonado - Atul Singh | 3:00 | 8 de junio de 2019 | |
| Los personajes de los locales de hamburguesas más populares del planeta se enfrentan para comprobar quién posee la mejor parrilla... de rimas. Por desgracia para ambos, un inesperado personaje les demostrará que no son los mejores...                                                                                | Los personajes de los locales de hamburguesas más populares del planeta se enfrentan para comprobar quién posee la mejor parrilla... de rimas. Por desgracia para ambos, un inesperado personaje les demostrará que no son los mejores...                                                                                | Los personajes de los locales de hamburguesas más populares del planeta se enfrentan para comprobar quién posee la mejor parrilla... de rimas. Por desgracia para ambos, un inesperado personaje les demostrará que no son los mejores...                                                                                | Los personajes de los locales de hamburguesas más populares del planeta se enfrentan para comprobar quién posee la mejor parrilla... de rimas. Por desgracia para ambos, un inesperado personaje les demostrará que no son los mejores...                                                                                | Los personajes de los locales de hamburguesas más populares del planeta se enfrentan para comprobar quién posee la mejor parrilla... de rimas. Por desgracia para ambos, un inesperado personaje les demostrará que no son los mejores...                                                                                | Los personajes de los locales de hamburguesas más populares del planeta se enfrentan para comprobar quién posee la mejor parrilla... de rimas. Por desgracia para ambos, un inesperado personaje les demostrará que no son los mejores...                                                                                | Los personajes de los locales de hamburguesas más populares del planeta se enfrentan para comprobar quién posee la mejor parrilla... de rimas. Por desgracia para ambos, un inesperado personaje les demostrará que no son los mejores...                                                                                | Los personajes de los locales de hamburguesas más populares del planeta se enfrentan para comprobar quién posee la mejor parrilla... de rimas. Por desgracia para ambos, un inesperado personaje les demostrará que no son los mejores...                                                                                | Los personajes de los locales de hamburguesas más populares del planeta se enfrentan para comprobar quién posee la mejor parrilla... de rimas. Por desgracia para ambos, un inesperado personaje les demostrará que no son los mejores...                                                                                |
| 75 | 4 | George Carlin vs. Richard Pryor | George Carlin | Nice Peter | Bill Cosby - Gary Anthony Williams Joan Rivers - Jackie Tohn Robin Williams - Epic Lloyd | 4:20 | 14 de julio de 2019 | |
| 75 | 4 | George Carlin vs. Richard Pryor | Richard Pryor | Zeale | Bill Cosby - Gary Anthony Williams Joan Rivers - Jackie Tohn Robin Williams - Epic Lloyd | 4:20 | 14 de julio de 2019 | |
| En esta nueva batalla a cinco participaran los mejores cómicos de toda la historia de la comedia estadounidense de la década de los 80. Además, tras los créditos finales, aparece un futuro próximo personaje... | En esta nueva batalla a cinco participaran los mejores cómicos de toda la historia de la comedia estadounidense de la década de los 80. Además, tras los créditos finales, aparece un futuro próximo personaje... | En esta nueva batalla a cinco participaran los mejores cómicos de toda la historia de la comedia estadounidense de la década de los 80. Además, tras los créditos finales, aparece un futuro próximo personaje... | En esta nueva batalla a cinco participaran los mejores cómicos de toda la historia de la comedia estadounidense de la década de los 80. Además, tras los créditos finales, aparece un futuro próximo personaje... | En esta nueva batalla a cinco participaran los mejores cómicos de toda la historia de la comedia estadounidense de la década de los 80. Además, tras los créditos finales, aparece un futuro próximo personaje... | En esta nueva batalla a cinco participaran los mejores cómicos de toda la historia de la comedia estadounidense de la década de los 80. Además, tras los créditos finales, aparece un futuro próximo personaje... | En esta nueva batalla a cinco participaran los mejores cómicos de toda la historia de la comedia estadounidense de la década de los 80. Además, tras los créditos finales, aparece un futuro próximo personaje... | En esta nueva batalla a cinco participaran los mejores cómicos de toda la historia de la comedia estadounidense de la década de los 80. Además, tras los créditos finales, aparece un futuro próximo personaje... | En esta nueva batalla a cinco participaran los mejores cómicos de toda la historia de la comedia estadounidense de la década de los 80. Además, tras los créditos finales, aparece un futuro próximo personaje... |
| 76 | 5 | Jacques Cousteau vs. Steve Irwin | Jacques Cousteau | Nice Peter | - | 2:40 | 18 de agosto de 2019 | [79] |
| 76 | 5 | Jacques Cousteau vs. Steve Irwin | Steve Irwin | Epic Lloyd | - | 2:40 | 18 de agosto de 2019 | [79] |
| Los divulgadores científicos Jacques Cousteau (oceanógrafo e inventor) y Steve Irwin (estrella televisiva y ecologista) se enfrentar para demostrar al mundo quién es el mejor conservador de la naturaleza. Aunque estaba programada para el día 17, ciertos problemas atrasaron su estreno al 18.                      | Los divulgadores científicos Jacques Cousteau (oceanógrafo e inventor) y Steve Irwin (estrella televisiva y ecologista) se enfrentar para demostrar al mundo quién es el mejor conservador de la naturaleza. Aunque estaba programada para el día 17, ciertos problemas atrasaron su estreno al 18.                      | Los divulgadores científicos Jacques Cousteau (oceanógrafo e inventor) y Steve Irwin (estrella televisiva y ecologista) se enfrentar para demostrar al mundo quién es el mejor conservador de la naturaleza. Aunque estaba programada para el día 17, ciertos problemas atrasaron su estreno al 18.                      | Los divulgadores científicos Jacques Cousteau (oceanógrafo e inventor) y Steve Irwin (estrella televisiva y ecologista) se enfrentar para demostrar al mundo quién es el mejor conservador de la naturaleza. Aunque estaba programada para el día 17, ciertos problemas atrasaron su estreno al 18.                      | Los divulgadores científicos Jacques Cousteau (oceanógrafo e inventor) y Steve Irwin (estrella televisiva y ecologista) se enfrentar para demostrar al mundo quién es el mejor conservador de la naturaleza. Aunque estaba programada para el día 17, ciertos problemas atrasaron su estreno al 18.                      | Los divulgadores científicos Jacques Cousteau (oceanógrafo e inventor) y Steve Irwin (estrella televisiva y ecologista) se enfrentar para demostrar al mundo quién es el mejor conservador de la naturaleza. Aunque estaba programada para el día 17, ciertos problemas atrasaron su estreno al 18.                      | Los divulgadores científicos Jacques Cousteau (oceanógrafo e inventor) y Steve Irwin (estrella televisiva y ecologista) se enfrentar para demostrar al mundo quién es el mejor conservador de la naturaleza. Aunque estaba programada para el día 17, ciertos problemas atrasaron su estreno al 18.                      | Los divulgadores científicos Jacques Cousteau (oceanógrafo e inventor) y Steve Irwin (estrella televisiva y ecologista) se enfrentar para demostrar al mundo quién es el mejor conservador de la naturaleza. Aunque estaba programada para el día 17, ciertos problemas atrasaron su estreno al 18.                      | Los divulgadores científicos Jacques Cousteau (oceanógrafo e inventor) y Steve Irwin (estrella televisiva y ecologista) se enfrentar para demostrar al mundo quién es el mejor conservador de la naturaleza. Aunque estaba programada para el día 17, ciertos problemas atrasaron su estreno al 18.                      |
| 77 | 6 | Madre Teresa vs. Sigmund Freud | Madre Teresa | Cara Francis | - | 2:45 | 22 de septiembre de 2019 | [80] |
| 77 | 6 | Madre Teresa vs. Sigmund Freud | Sigmund Freud | Nice Peter | - | 2:45 | 22 de septiembre de 2019 | [80] |
| La famosa Madre Teresa, misionera y promulgadora cristiana, se enfrenta al psicólogo y padre del psicoanálisis, el mismísimo Sigmund Freud. | La famosa Madre Teresa, misionera y promulgadora cristiana, se enfrenta al psicólogo y padre del psicoanálisis, el mismísimo Sigmund Freud. | La famosa Madre Teresa, misionera y promulgadora cristiana, se enfrenta al psicólogo y padre del psicoanálisis, el mismísimo Sigmund Freud. | La famosa Madre Teresa, misionera y promulgadora cristiana, se enfrenta al psicólogo y padre del psicoanálisis, el mismísimo Sigmund Freud. | La famosa Madre Teresa, misionera y promulgadora cristiana, se enfrenta al psicólogo y padre del psicoanálisis, el mismísimo Sigmund Freud. | La famosa Madre Teresa, misionera y promulgadora cristiana, se enfrenta al psicólogo y padre del psicoanálisis, el mismísimo Sigmund Freud. | La famosa Madre Teresa, misionera y promulgadora cristiana, se enfrenta al psicólogo y padre del psicoanálisis, el mismísimo Sigmund Freud. | La famosa Madre Teresa, misionera y promulgadora cristiana, se enfrenta al psicólogo y padre del psicoanálisis, el mismísimo Sigmund Freud. | La famosa Madre Teresa, misionera y promulgadora cristiana, se enfrenta al psicólogo y padre del psicoanálisis, el mismísimo Sigmund Freud. |
| 78 | 7 | Vlad el Empalador vs. Conde Drácula | Vlad el Empalador | Epic Lloyd | R. M. Renfield - Morgan Christensen | 3:18 | 25 de octubre de 2019 | [81] |
| 78 | 7 | Vlad el Empalador vs. Conde Drácula | Conde Drácula | Nice Peter | R. M. Renfield - Morgan Christensen | 3:18 | 25 de octubre de 2019 | [81] |
| Vlad Tepes, príncipe de Valaquia y sanguinario guerrero se enfrenta a su versión para la historia: el Conde Drácula. | Vlad Tepes, príncipe de Valaquia y sanguinario guerrero se enfrenta a su versión para la historia: el Conde Drácula. | Vlad Tepes, príncipe de Valaquia y sanguinario guerrero se enfrenta a su versión para la historia: el Conde Drácula. | Vlad Tepes, príncipe de Valaquia y sanguinario guerrero se enfrenta a su versión para la historia: el Conde Drácula. | Vlad Tepes, príncipe de Valaquia y sanguinario guerrero se enfrenta a su versión para la historia: el Conde Drácula. | Vlad Tepes, príncipe de Valaquia y sanguinario guerrero se enfrenta a su versión para la historia: el Conde Drácula. | Vlad Tepes, príncipe de Valaquia y sanguinario guerrero se enfrenta a su versión para la historia: el Conde Drácula. | Vlad Tepes, príncipe de Valaquia y sanguinario guerrero se enfrenta a su versión para la historia: el Conde Drácula. | Vlad Tepes, príncipe de Valaquia y sanguinario guerrero se enfrenta a su versión para la historia: el Conde Drácula. |
| 79 | 8 | El Joker vs Pennywise | Joker | Nice Peter | Superman - EpicLloyd Batman - Nice Peter Wonder Woman - Lily Singh | 4:03 | 23 de noviembre de 2019 | [82] |
| 79 | 8 | El Joker vs Pennywise | Pennywise | Epic Lloyd | Superman - EpicLloyd Batman - Nice Peter Wonder Woman - Lily Singh | 4:03 | 23 de noviembre de 2019 | [82] |
| En esta batalla de payasos se enfrentan el icónico Joker, antagonista de Batman, contra el Payaso Bailarín, monstruo alienígena y ente maligna conocida como "IT". | En esta batalla de payasos se enfrentan el icónico Joker, antagonista de Batman, contra el Payaso Bailarín, monstruo alienígena y ente maligna conocida como "IT". | En esta batalla de payasos se enfrentan el icónico Joker, antagonista de Batman, contra el Payaso Bailarín, monstruo alienígena y ente maligna conocida como "IT". | En esta batalla de payasos se enfrentan el icónico Joker, antagonista de Batman, contra el Payaso Bailarín, monstruo alienígena y ente maligna conocida como "IT". | En esta batalla de payasos se enfrentan el icónico Joker, antagonista de Batman, contra el Payaso Bailarín, monstruo alienígena y ente maligna conocida como "IT". | En esta batalla de payasos se enfrentan el icónico Joker, antagonista de Batman, contra el Payaso Bailarín, monstruo alienígena y ente maligna conocida como "IT". | En esta batalla de payasos se enfrentan el icónico Joker, antagonista de Batman, contra el Payaso Bailarín, monstruo alienígena y ente maligna conocida como "IT". | En esta batalla de payasos se enfrentan el icónico Joker, antagonista de Batman, contra el Payaso Bailarín, monstruo alienígena y ente maligna conocida como "IT". | En esta batalla de payasos se enfrentan el icónico Joker, antagonista de Batman, contra el Payaso Bailarín, monstruo alienígena y ente maligna conocida como "IT". |
| 80 | 9 | Thanos vs. J. Robert Oppenheimer | Thanos | Epic Lloyd | - | 3:29 | 16 de diciembre de 2019 | [83] |
| 80 | 9 | Thanos vs. J. Robert Oppenheimer | J. Robert Oppenheimer | Nice Peter | - | 3:29 | 16 de diciembre de 2019 | [83] |
| En esta batalla se enfrenta el supervillano de Marvel , Thanos contra el científico y creador de la bomba atómica J.Robert Oppenheimer para determinar quien es el mejor destructor de mundos. | En esta batalla se enfrenta el supervillano de Marvel , Thanos contra el científico y creador de la bomba atómica J.Robert Oppenheimer para determinar quien es el mejor destructor de mundos. | En esta batalla se enfrenta el supervillano de Marvel , Thanos contra el científico y creador de la bomba atómica J.Robert Oppenheimer para determinar quien es el mejor destructor de mundos. | En esta batalla se enfrenta el supervillano de Marvel , Thanos contra el científico y creador de la bomba atómica J.Robert Oppenheimer para determinar quien es el mejor destructor de mundos. | En esta batalla se enfrenta el supervillano de Marvel , Thanos contra el científico y creador de la bomba atómica J.Robert Oppenheimer para determinar quien es el mejor destructor de mundos. | En esta batalla se enfrenta el supervillano de Marvel , Thanos contra el científico y creador de la bomba atómica J.Robert Oppenheimer para determinar quien es el mejor destructor de mundos. | En esta batalla se enfrenta el supervillano de Marvel , Thanos contra el científico y creador de la bomba atómica J.Robert Oppenheimer para determinar quien es el mejor destructor de mundos. | En esta batalla se enfrenta el supervillano de Marvel , Thanos contra el científico y creador de la bomba atómica J.Robert Oppenheimer para determinar quien es el mejor destructor de mundos. | En esta batalla se enfrenta el supervillano de Marvel , Thanos contra el científico y creador de la bomba atómica J.Robert Oppenheimer para determinar quien es el mejor destructor de mundos. |
| 81 | 10 | Donald Trump vs. Joe Biden | Donald Trump | Epic Lloyd | Hackers rusos - Nice Peter y Epic Lloyd | 3:49 | 24 de octubre de 2020 | [84] |
| 81 | 10 | Donald Trump vs. Joe Biden | Joe Biden | Nice Peter | Hackers rusos - Nice Peter y Epic Lloyd | 3:49 | 24 de octubre de 2020 | [84] |
| Tercera batalla basada en las elecciones presidenciales de EE.UU, esta vez entre el candidato republicano Donald Trump y el candidato demócrata Joe Biden. Es la primera batalla basada en las elecciones presidenciales estadounidenses en la que no aparece Abraham Lincoln.                                           | Tercera batalla basada en las elecciones presidenciales de EE.UU, esta vez entre el candidato republicano Donald Trump y el candidato demócrata Joe Biden. Es la primera batalla basada en las elecciones presidenciales estadounidenses en la que no aparece Abraham Lincoln.                                           | Tercera batalla basada en las elecciones presidenciales de EE.UU, esta vez entre el candidato republicano Donald Trump y el candidato demócrata Joe Biden. Es la primera batalla basada en las elecciones presidenciales estadounidenses en la que no aparece Abraham Lincoln.                                           | Tercera batalla basada en las elecciones presidenciales de EE.UU, esta vez entre el candidato republicano Donald Trump y el candidato demócrata Joe Biden. Es la primera batalla basada en las elecciones presidenciales estadounidenses en la que no aparece Abraham Lincoln.                                           | Tercera batalla basada en las elecciones presidenciales de EE.UU, esta vez entre el candidato republicano Donald Trump y el candidato demócrata Joe Biden. Es la primera batalla basada en las elecciones presidenciales estadounidenses en la que no aparece Abraham Lincoln.                                           | Tercera batalla basada en las elecciones presidenciales de EE.UU, esta vez entre el candidato republicano Donald Trump y el candidato demócrata Joe Biden. Es la primera batalla basada en las elecciones presidenciales estadounidenses en la que no aparece Abraham Lincoln.                                           | Tercera batalla basada en las elecciones presidenciales de EE.UU, esta vez entre el candidato republicano Donald Trump y el candidato demócrata Joe Biden. Es la primera batalla basada en las elecciones presidenciales estadounidenses en la que no aparece Abraham Lincoln.                                           | Tercera batalla basada en las elecciones presidenciales de EE.UU, esta vez entre el candidato republicano Donald Trump y el candidato demócrata Joe Biden. Es la primera batalla basada en las elecciones presidenciales estadounidenses en la que no aparece Abraham Lincoln.                                           | Tercera batalla basada en las elecciones presidenciales de EE.UU, esta vez entre el candidato republicano Donald Trump y el candidato demócrata Joe Biden. Es la primera batalla basada en las elecciones presidenciales estadounidenses en la que no aparece Abraham Lincoln.                                           |
| 82 | 11 | Harry Potter vs. Luke Skywalker | Harry Potter | Boyinaband (voz) | Personajes de Harry Potter Personajes de Star Wars,Selena Gomez | 4:35 | 5 de diciembre de 2020 | [85] |
| 82 | 11 | Harry Potter vs. Luke Skywalker | Luke Skywalker | Nice Peter (voz) | Personajes de Harry Potter Personajes de Star Wars,Selena Gomez | 4:35 | 5 de diciembre de 2020 | [85] |
| En esta batalla se enfrenta el mago y protagonista de Harry Potter, Harry Potter contra el caballero Jedi y protagonista de Star Wars, Luke Skywalker, para ver quien es el mejor protagonista de franquicia. Es la segunda ERB donde no aparece ningún actor en escena puesto que es un especial de animación con Lego. | En esta batalla se enfrenta el mago y protagonista de Harry Potter, Harry Potter contra el caballero Jedi y protagonista de Star Wars, Luke Skywalker, para ver quien es el mejor protagonista de franquicia. Es la segunda ERB donde no aparece ningún actor en escena puesto que es un especial de animación con Lego. | En esta batalla se enfrenta el mago y protagonista de Harry Potter, Harry Potter contra el caballero Jedi y protagonista de Star Wars, Luke Skywalker, para ver quien es el mejor protagonista de franquicia. Es la segunda ERB donde no aparece ningún actor en escena puesto que es un especial de animación con Lego. | En esta batalla se enfrenta el mago y protagonista de Harry Potter, Harry Potter contra el caballero Jedi y protagonista de Star Wars, Luke Skywalker, para ver quien es el mejor protagonista de franquicia. Es la segunda ERB donde no aparece ningún actor en escena puesto que es un especial de animación con Lego. | En esta batalla se enfrenta el mago y protagonista de Harry Potter, Harry Potter contra el caballero Jedi y protagonista de Star Wars, Luke Skywalker, para ver quien es el mejor protagonista de franquicia. Es la segunda ERB donde no aparece ningún actor en escena puesto que es un especial de animación con Lego. | En esta batalla se enfrenta el mago y protagonista de Harry Potter, Harry Potter contra el caballero Jedi y protagonista de Star Wars, Luke Skywalker, para ver quien es el mejor protagonista de franquicia. Es la segunda ERB donde no aparece ningún actor en escena puesto que es un especial de animación con Lego. | En esta batalla se enfrenta el mago y protagonista de Harry Potter, Harry Potter contra el caballero Jedi y protagonista de Star Wars, Luke Skywalker, para ver quien es el mejor protagonista de franquicia. Es la segunda ERB donde no aparece ningún actor en escena puesto que es un especial de animación con Lego. | En esta batalla se enfrenta el mago y protagonista de Harry Potter, Harry Potter contra el caballero Jedi y protagonista de Star Wars, Luke Skywalker, para ver quien es el mejor protagonista de franquicia. Es la segunda ERB donde no aparece ningún actor en escena puesto que es un especial de animación con Lego. | En esta batalla se enfrenta el mago y protagonista de Harry Potter, Harry Potter contra el caballero Jedi y protagonista de Star Wars, Luke Skywalker, para ver quien es el mejor protagonista de franquicia. Es la segunda ERB donde no aparece ningún actor en escena puesto que es un especial de animación con Lego. |
| --- | --- | --- | --- | --- | --- | --- | --- | --- |

### Séptima Temporada 2021 -
| N.º (ERBH) | N.º (Temp) | Título | Personajes | Personajes | Personajes extra | Duración | Fecha de estreno | Links |
| N.º (ERBH) | N.º (Temp) | Título | Personajes | Actores | Personajes extra | Duración | Fecha de estreno | Links |
| 83 | 1 | Ragnar Lodbrok vs. Ricardo Corazón de León | Ragnar Lodbrok | Epic Lloyd | - | 3:43 | 14 de junio de 2021 | [86] |
| 83 | 1 | Ragnar Lodbrok vs. Ricardo Corazón de León | Ricardo Corazón de León | Nice Peter | - | 3:43 | 14 de junio de 2021 | [86] |
| En esta batalla se enfrenta el legendario héroe y rey de Escandinavia, Ragnar Lodbrok contra el rey de Inglaterra durante la Tercera Cruzada, Ricardo Corazón de León, para determinar quien es el mejor monarca guerrero. | En esta batalla se enfrenta el legendario héroe y rey de Escandinavia, Ragnar Lodbrok contra el rey de Inglaterra durante la Tercera Cruzada, Ricardo Corazón de León, para determinar quien es el mejor monarca guerrero. | En esta batalla se enfrenta el legendario héroe y rey de Escandinavia, Ragnar Lodbrok contra el rey de Inglaterra durante la Tercera Cruzada, Ricardo Corazón de León, para determinar quien es el mejor monarca guerrero. | En esta batalla se enfrenta el legendario héroe y rey de Escandinavia, Ragnar Lodbrok contra el rey de Inglaterra durante la Tercera Cruzada, Ricardo Corazón de León, para determinar quien es el mejor monarca guerrero. | En esta batalla se enfrenta el legendario héroe y rey de Escandinavia, Ragnar Lodbrok contra el rey de Inglaterra durante la Tercera Cruzada, Ricardo Corazón de León, para determinar quien es el mejor monarca guerrero. | En esta batalla se enfrenta el legendario héroe y rey de Escandinavia, Ragnar Lodbrok contra el rey de Inglaterra durante la Tercera Cruzada, Ricardo Corazón de León, para determinar quien es el mejor monarca guerrero. | En esta batalla se enfrenta el legendario héroe y rey de Escandinavia, Ragnar Lodbrok contra el rey de Inglaterra durante la Tercera Cruzada, Ricardo Corazón de León, para determinar quien es el mejor monarca guerrero. | En esta batalla se enfrenta el legendario héroe y rey de Escandinavia, Ragnar Lodbrok contra el rey de Inglaterra durante la Tercera Cruzada, Ricardo Corazón de León, para determinar quien es el mejor monarca guerrero. | En esta batalla se enfrenta el legendario héroe y rey de Escandinavia, Ragnar Lodbrok contra el rey de Inglaterra durante la Tercera Cruzada, Ricardo Corazón de León, para determinar quien es el mejor monarca guerrero. |
| 84 | 2 | Jeff Bezos vs. Mansa Musa | Jeff Bezos | Epic Lloyd | -Alexa | 4:37 | 27 de noviembre de 2021 | [87] |
| 84 | 2 | Jeff Bezos vs. Mansa Musa | Mansa Musa | Scru Face Jean | -Alexa | 4:37 | 27 de noviembre de 2021 | [87] |
| El multimillonario estadounidense y fundador de Amazon, Jeff Bezos, se enfrenta al también millonario rey de Malí, Mansa Musa.                                                                                             | El multimillonario estadounidense y fundador de Amazon, Jeff Bezos, se enfrenta al también millonario rey de Malí, Mansa Musa.                                                                                             | El multimillonario estadounidense y fundador de Amazon, Jeff Bezos, se enfrenta al también millonario rey de Malí, Mansa Musa.                                                                                             | El multimillonario estadounidense y fundador de Amazon, Jeff Bezos, se enfrenta al también millonario rey de Malí, Mansa Musa.                                                                                             | El multimillonario estadounidense y fundador de Amazon, Jeff Bezos, se enfrenta al también millonario rey de Malí, Mansa Musa.                                                                                             | El multimillonario estadounidense y fundador de Amazon, Jeff Bezos, se enfrenta al también millonario rey de Malí, Mansa Musa.                                                                                             | El multimillonario estadounidense y fundador de Amazon, Jeff Bezos, se enfrenta al también millonario rey de Malí, Mansa Musa.                                                                                             | El multimillonario estadounidense y fundador de Amazon, Jeff Bezos, se enfrenta al también millonario rey de Malí, Mansa Musa.                                                                                             | El multimillonario estadounidense y fundador de Amazon, Jeff Bezos, se enfrenta al también millonario rey de Malí, Mansa Musa.                                                                                             |
| --- | --- | --- | --- | --- | --- | --- | --- | --- |

## ERB News
ERB News son "Las noticias" de Epic Rap Battles of History. Estos son usados para mostrar futuras ERB, mercancía o nuevos proyectos. Se caracterizan por incluir a un personaje famoso dando la noticia.

### ERB News 1: Hulk Hogan
Tenía de "reportero" a Hulk Hogan que en realidad era Nice Peter disfrazado, además de que también aparecía Macho Man, que daban noticias de la ausencia de unas mini vacaciones de dos semanas y promocionaba al canal de Nice Peter Too. Este es el vídeo 

### ERB News 2: Nice Peter
Tenía de "reportero" a Nice Peter, donde anunciaba un concurso y daba pistas sobre el próximo ERB además de decir que saldría el próximo miércoles (de ese entonces). Después empezó a cantar para que apareciera Steve Green. Este es el vídeo. 

### ERB News 3: Ben Franklin
Tenía de "reportero" a Ben Franklin. Este fue el primero donde se usó la típica frase introductoria de los ERB News "What's up b*tches?". Aquí Ben anunciaba como Nice Peter se unía al digitour 2011 y anunciaba los lugares donde se presentaría y las fechas. También muestra por primera vez a los "reporteros de ERB" (animales diciendo "Epic Rap Battles of History" este era una llama). Aquí esta el vídeo. 

### ERB News 4: Charles Darwin
Tenía de "reportero" a Charles Darwin, y anunciador a un oso, donde anunciaba la venta del disco de las ERB Temporada uno y las camisas de ERB. Pero también animaba al público a dar sugerencia de ERB. Aquí esta el vídeo 

### ERB News 5: Theodore Roosevelt
Tenía de "reportero" a Theodore Roosevelt, y de anunciador a un hipopótamo, donde el mismo se preguntaba donde están los nuevos ERB e iba tras Nice Peter y Epic Lloyd para que iniciaran los nuevos ERB los lunes cada dos semanas. Aquí esta el vídeo 

### ERB News 6: Isaac Newton
Tenía de "reportero" a Isaac Newton, y de anunciador a una jirafa, donde lo único que anunciaba las fechas de los nuevos y finales episodios de la segunda temporada. Además incitaba al público a dar sugerencias. Aquí esta el vídeo 

### ERB News 7: Theodore Rosevelt 2
Tenía de "reportero" a Theodore Roosevelt por segunda vez, el anunciador era un mono, donde anunciaba el exitoso final de la temporada dos y su venta en disco compacto que incluía las firmas de Nice Peter y Epic además de Snoop Dogg y publicidad de su nuevo vídeo para acabar diciendo que ERB regresaría en otoño 2013 para la tercera temporada e invitaba a alguien a ir a los Ángeles para estar en la grabación de un vídeo. Aquí esta el vídeo. 

### ERB News Thank You
No es precisamente un ERB News pero incluía a Roosevelt, Newton y Darwin y todos los anunciadores, donde editaban la voz de los "reporteros" para ponerla en canción con fragmentos de los pasados ERB News. Este vídeo agradecía a los 6 millones de subscriptores en ERB. Aquí esta en vídeo. 

### ERB News 8 Theodore Rosevelt 3
Tenía de "reportero" a Theodore Roosevelt por tercera vez, el invitado era Adam Smith que estaba promoviendo al juego Assassin's Creed IV: Black Flag. También se anunciaron las fechas de las primeras 6 batallas de rap. Aquí esta el vídeo. 